# Bergerac (Dordogne)
Pour les articles homonymes, voir Bergerac.
Bergerac est une commune française située dans le département de la Dordogne, en région Nouvelle-Aquitaine. Classée ville d'art et d'histoire, elle est la deuxième ville du département en population, légèrement moins peuplée que la préfecture Périgueux. Chef-lieu de l'arrondissement de Bergerac et bureau centralisateur de deux cantons : Bergerac-1 et Bergerac-2, elle est l'une des trois sous-préfectures du département.

## Géographie

### Situation
La ville est située dans le Périgord pourpre, sur la Dordogne. Elle est également arrosée par ses affluents le Caudeau et la Conne.
La ville se trouve entre Bordeaux (93 km à l'ouest), Périgueux (48 km au nord), Agen (90 km au sud), et Cahors (110 km au sud-est). Libourne est à 66 km à l'ouest. 

Le parc naturel régional des Causses du Quercy est à 110 km à l'est, celui du Périgord-Limousin à 82 km au nord.
Avec 56,10 km2, c'est la onzième commune la plus étendue de la Dordogne.

### Communes limitrophes
Bergerac est limitrophe de dix autres communes, dont Colombier au sud-est sur 750 mètres.
| Ginestet                 | Eyraud-Crempse-Maurens | Lembras                 |
| Prigonrieux              | Bergerac               | Creysse, Cours-de-Pile  |
| Saint-Laurent-des-Vignes | Monbazillac            | Saint-Nexans, Colombier |

### Géologie et relief

#### Géologie
Situé sur la plaque nord du Bassin aquitain et bordé à son extrémité nord-est par une frange du Massif central, le département de la Dordogne présente une grande diversité géologique. Les terrains sont disposés en profondeur en strates régulières, témoins d'une sédimentation sur cette ancienne plate-forme marine. Le département peut ainsi être découpé sur le plan géologique en quatre gradins différenciés selon leur âge géologique. Bergerac est située dans le quatrième gradin à partir du nord-est, un plateau formé de dépôts siliceux-gréseux et de calcaires lacustres de l'ère tertiaire.
Les couches affleurantes sur le territoire communal sont constituées de formations superficielles du Quaternaire et de roches sédimentaires datant pour certaines du Cénozoïque, et pour d'autres du Mésozoïque. La formation la plus ancienne, notée c5e, date du Campanien 5, des calcaires bioclastiques jaunâtres à rudistes, orbitoides media, Larrazetia, calcaires gréseux jaunes à grands silex versicolores, lumachelles à huîtres. La formation la plus récente, notée CFp, fait partie des formations superficielles de type colluvions indifférenciées de versant, de vallon et plateaux issues d'alluvions, molasses, altérites. Le descriptif de ces couches est détaillé dans  les feuilles « no 806 - Bergerac » et « no 830 - Eymet » de la carte géologique au 1/50 000 de la France métropolitaine, et leurs notices associées,.

Carte géologique de Bergerac.

#### Relief et paysages
Le département de la Dordogne se présente comme un vaste plateau incliné du nord-est (491 m, à la forêt de Vieillecour dans le Nontronnais, à Saint-Pierre-de-Frugie) au sud-ouest (2 m à Lamothe-Montravel). L'altitude du territoire communal varie quant à elle entre 12 m et 146 m,.
Dans le cadre de la Convention européenne du paysage entrée en vigueur en France le 1er juillet 2006, renforcée par la loi du 8 août 2016 pour la reconquête de la biodiversité, de la nature et des paysages, un atlas des paysages de la Dordogne a été élaboré sous maîtrise d’ouvrage de l’État et publié en octobre 2020. Les paysages du département s'organisent en huit unités paysagères et 14 sous-unités. La commune est dans le Bergeracois, une région naturelle présentant un relief contrasté, avec les deux grandes vallées de la Dordogne et du Dropt séparées par un plateau plus ou moins vallonné, dont la pente générale s’incline doucement d’est en ouest. Ce territoire offre des paysages ouverts qui tranchent avec les paysages périgourdins. Il est composé de vignes, vergers et cultures,.
La superficie cadastrale de la commune publiée par l'Insee, qui sert de référence dans toutes les statistiques, est de 56,10 km2,,. La superficie géographique, issue de la BD Topo, composante du Référentiel à grande échelle produit par l'IGN, est quant à elle de 56,6 km2.

### Hydrographie

#### Réseau hydrographique
La commune est située dans le bassin de la Dordogne au sein du Bassin Adour-Garonne. Elle est drainée par la Dordogne, le Caudeau, la Conne, la Gouyne, le Marmelet, le ruisseau de Lespinassat, la Tortefeyssole, le Gaillardet, le ruisseau de Gabanelle et par divers petits cours d'eau, qui constituent un réseau hydrographique de 80 km de longueur totale,.
La Dordogne, d'une longueur totale de 483,1 km, prend naissance sur les flancs du puy de Sancy (1 885 m), dans la chaîne des monts Dore, traverse six départements dont la Dordogne dans sa partie sud, et conflue avec la Garonne à Bayon-sur-Gironde, pour former l'estuaire de la Gironde,. Elle traverse la commune d'est en ouest sur plus de huit kilomètres dont un kilomètre, en deux tronçons, en limite de Cours-de-Pile et de Prigonrieux.
Le Caudeau, d'une longueur totale de 38,47 km, prend sa source dans la commune de Veyrines-de-Vergt et se jette dans la Dordogne en rive droite, sur la commune, juste en aval du barrage de Bergerac. Il baigne le territoire communal du nord-est à l'ouest sur huit kilomètres et demi.
La Conne, d'une longueur totale de 22,96 km, prend sa source dans la commune de Faux-en-Périgord et se jette dans la Dordogne en rive gauche, sur la commune. Elle arrose le territoire communal sur plus de quatre kilomètres et demi dont deux kilomètres et demi face à Cours-de-Pile.
La Gouyne, d'une longueur totale de 10,21 km, prend sa source dans la commune de Ginestet et se jette dans la Dordogne en rive droite à Prigonrieux, face à Lamonzie-Saint-Martin,. Elle marque la limite territoriale sur quatre kilomètres au nord-ouest et à l'ouest entre Bergerac et Ginestet puis Prigonrieux.
Le Marmelet, ou ruisseau de Ladoux dans sa partie amont, d'une longueur totale de 13,4 km, prend sa source dans la commune d'Eyraud-Crempse-Maurens et se jette dans le Caudeau en rive droite sur la commune, 200 mètres en amont de la confluence Caudeau-Dordogne. Il baigne le nord-ouest de la commune sur six kilomètres.
Affluent de rive droite du ruisseau de Ladoux, le Gaillardet borde le nord-est du territoire communal sur 800 mètres face à Eyraud-Crempse-Maurens.
Autre affluent de rive droite du Caudeau, le Tortefeyssole arrose le nord de la commune sur plus de deux kilomètres dont 350 mètres en limite de Lembras.
Deux autres affluents de rive gauche de la Dordogne baignent le territoire communal au sud : le ruisseau de Lespinassat sur cinq kilomètres et, plus à l'ouest, le ruisseau de Gabanelle sur quatre kilomètres dont un kilomètre et demi en limite de Saint-Laurent-des-Vignes.

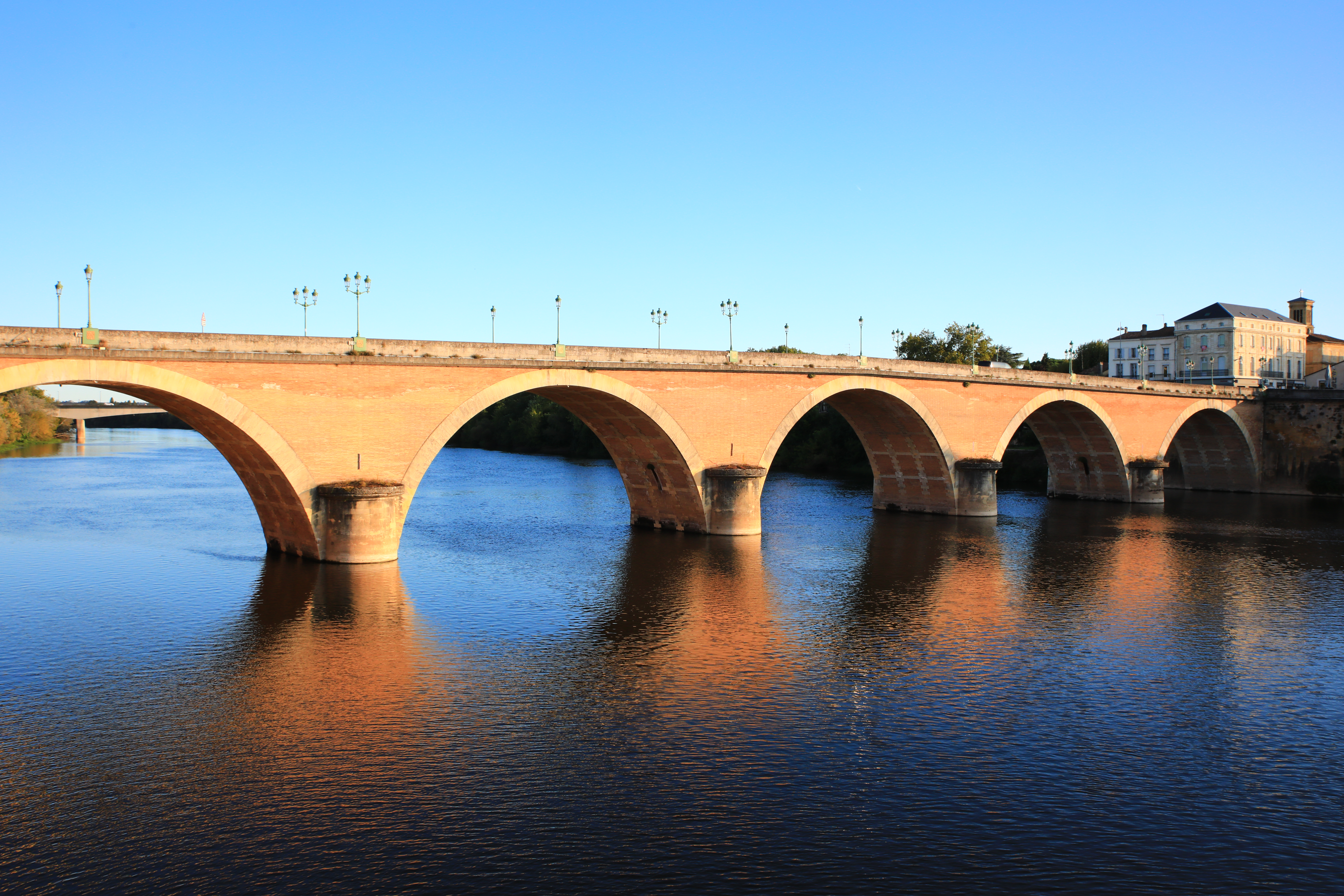
Le Vieux Pont sur la Dordogne à Bergerac.
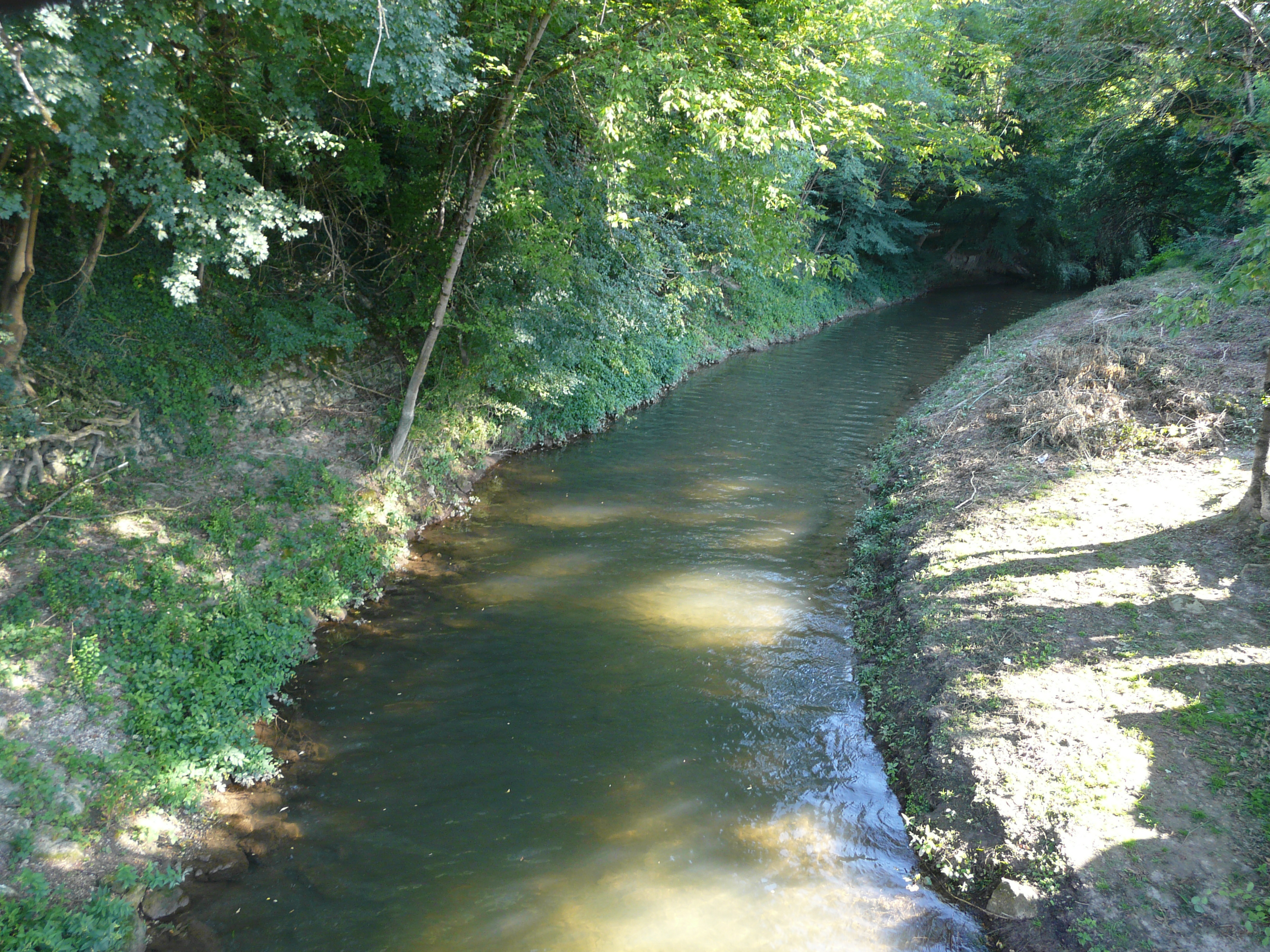
Le Caudeau, juste avant sa confluence avec la Dordogne.
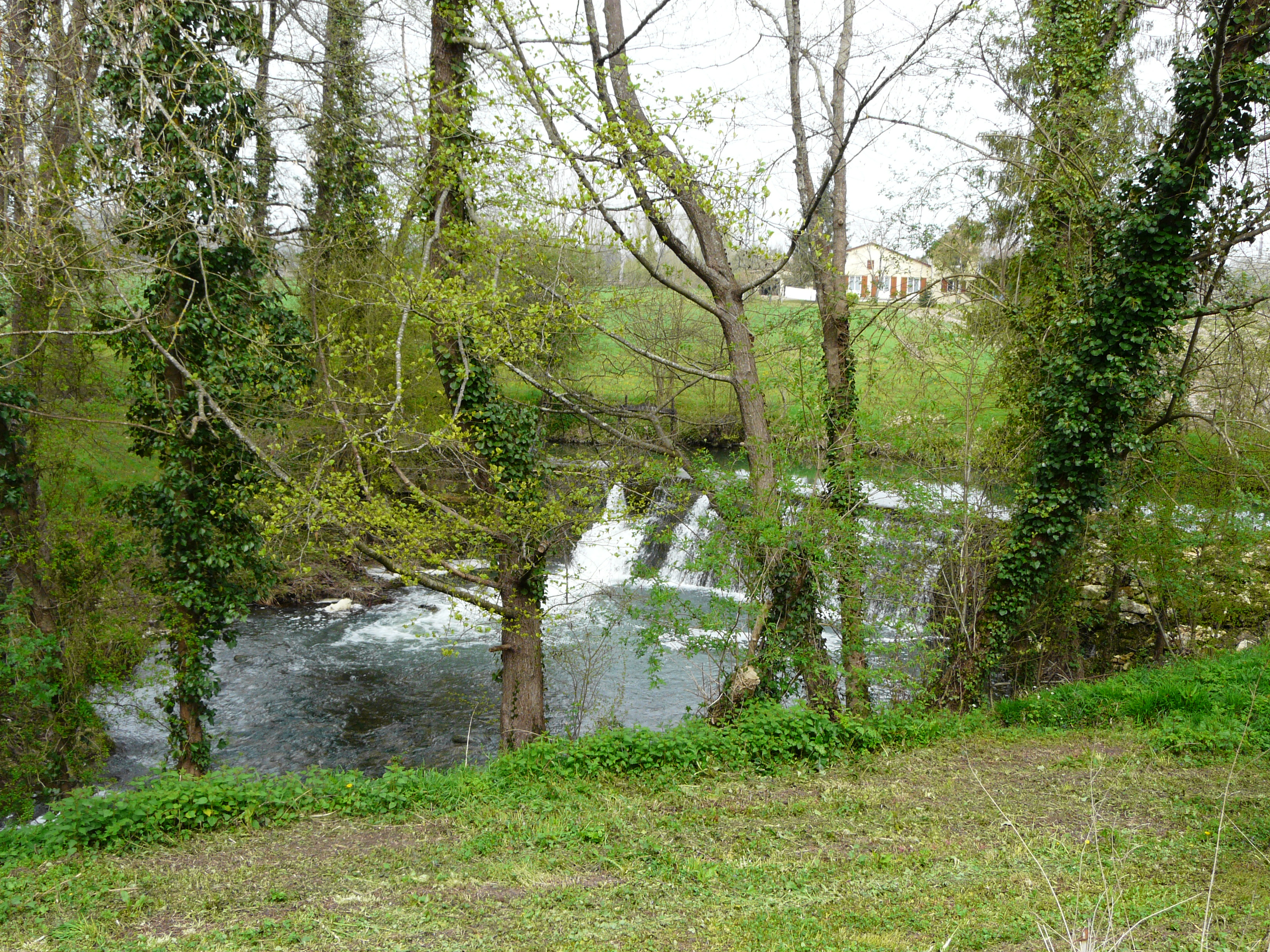
La Conne en aval du pont de la RD 37.
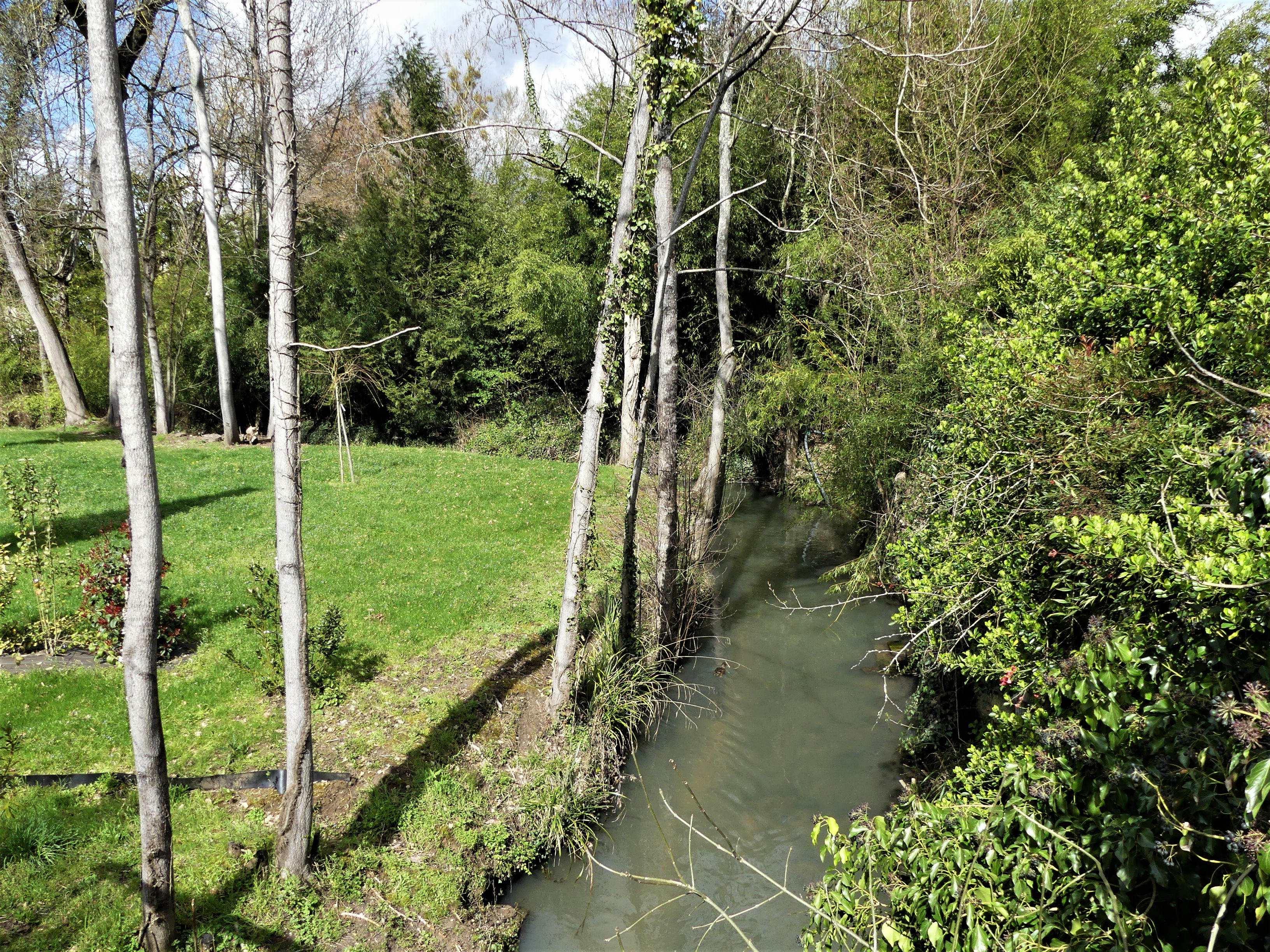
La branche orientale du Marmelet au pont de la RD 34.
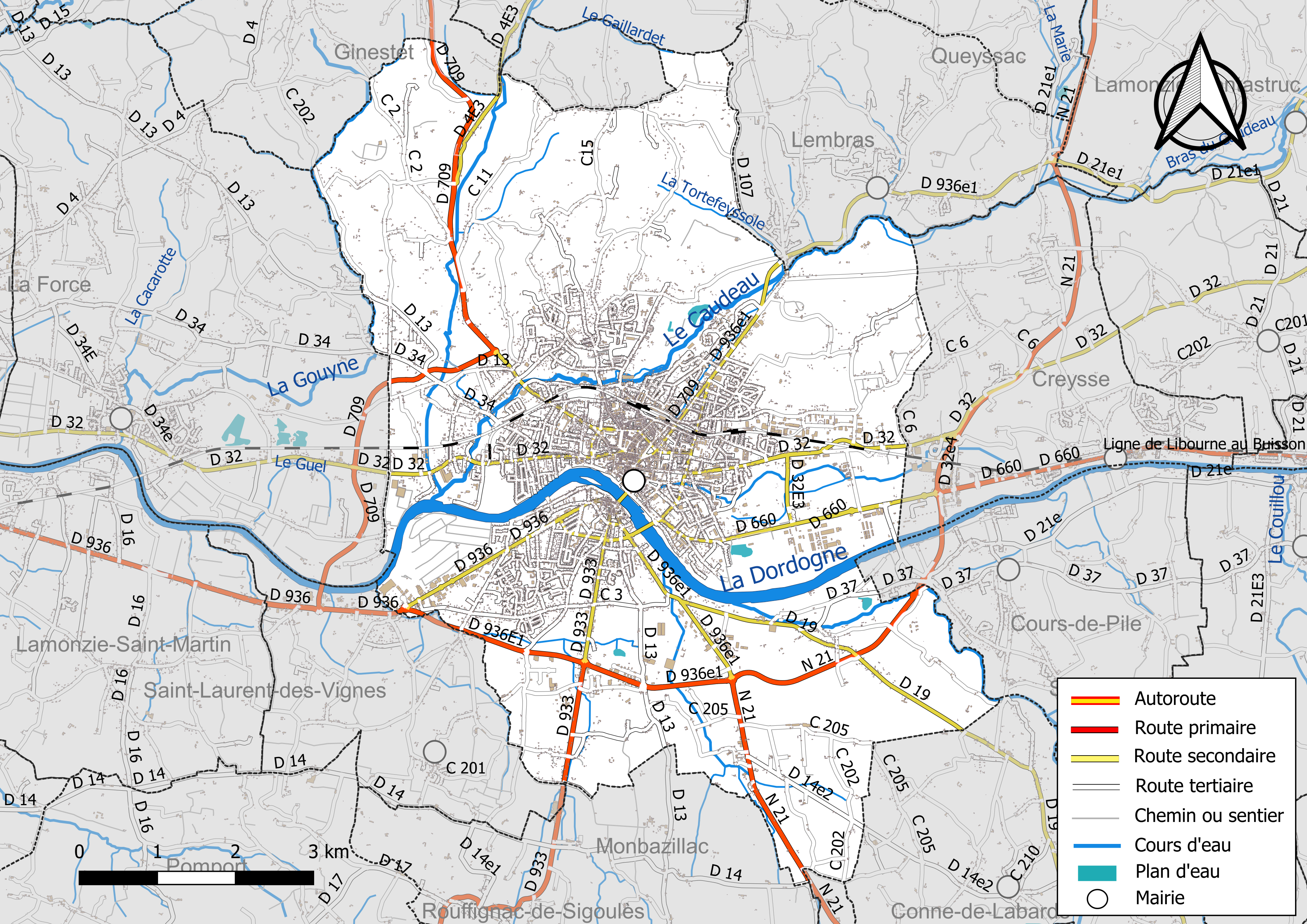
Réseaux hydrographique et routier de Bergerac.

#### Gestion et qualité des eaux
Le territoire communal est couvert par le schéma d'aménagement et de gestion des eaux (SAGE) « Dordogne Atlantique ». Ce document de planification, dont le territoire correspond au sous‐bassin le plus aval du bassin versant de la Dordogne (aval de la confluence Dordogne - Vézère)., d'une superficie de 2 700 km2 est en cours d'élaboration. La structure porteuse de l'élaboration et de la mise en œuvre est l'établissement public territorial de bassin de la Dordogne (EPIDOR). Il définit sur son territoire les objectifs généraux d’utilisation, de mise en valeur et de protection quantitative et qualitative des ressources en eau superficielle et souterraine, en respect des objectifs de qualité définis dans le troisième SDAGE  du Bassin Adour-Garonne qui couvre la période 2022-2027, approuvé le 10 mars 2022.
La qualité des eaux de baignade et des cours d’eau peut être consultée sur un site dédié géré par les agences de l’eau et l’Agence française pour la biodiversité.

### Climat
Pour des articles plus généraux, voir Climat de la Nouvelle-Aquitaine et Climat de la Dordogne.
Historiquement, la commune est exposée à un climat océanique aquitain.
En 2020, Météo-France publie une typologie des climats de la France métropolitaine dans laquelle la commune est dans une zone de transition entre le climat océanique et le climat océanique altéré et est dans la région climatique  Aquitaine, Gascogne, caractérisée par une pluviométrie abondante au printemps, modérée en automne, un faible ensoleillement au printemps, un été chaud (19,5 °C), des vents faibles, des brouillards fréquents en automne et en hiver et des orages fréquents en été (15 à 20 jours).
Pour la période 1971-2000, la température annuelle moyenne est de 13,3 °C, avec  une amplitude thermique annuelle de 15,2 °C. Le cumul annuel moyen de précipitations est de 781 mm, avec 10,4 jours de précipitations en janvier et 6,7 jours en juillet. Pour la période 1991-2020, la température moyenne annuelle observée sur la station météorologique installée sur la commune est de 13,2 °C et le cumul annuel moyen de précipitations est de 792,9 mm,. Pour l'avenir, les paramètres climatiques de la commune estimés pour 2050 selon différents scénarios d’émission de gaz à effet de serre sont consultables sur un site dédié publié par Météo-France en novembre 2022.
| Mois                                  | jan.           | fév.           | mars          | avril         | mai           | juin          | jui.          | août           | sep.          | oct.            | nov.          | déc.           | année      |
| ------------------------------------- | -------------- | -------------- | ------------- | ------------- | ------------- | ------------- | ------------- | -------------- | ------------- | --------------- | ------------- | -------------- | ---------- |
| Température minimale moyenne (°C)     | 2              | 1,3            | 3,7           | 6             | 9,6           | 13,1          | 14,6          | 14,3           | 10,8          | 8,6             | 4,7           | 2,2            | 7,6        |
| Température moyenne (°C)              | 5,9            | 6,5            | 9,7           | 12,1          | 15,8          | 19,3          | 21,1          | 21,1           | 17,6          | 14,2            | 9,2           | 6,3            | 13,2       |
| Température maximale moyenne (°C)     | 9,9            | 11,7           | 15,7          | 18,2          | 22            | 25,5          | 27,7          | 27,9           | 24,4          | 19,8            | 13,7          | 10,4           | 18,9       |
| Record de froid (°C) date du record   | −10,5 13.01.03 | −17,1 09.02.12 | −12 01.03.05  | −5,1 03.04.22 | −1,5 06.05.19 | 2,9 01.06.06  | 6,4 15.07.16  | 4,8 29.08.1989 | 1,2 25.09.02  | −5,5 30.10.1997 | −9,8 18.11.07 | −12,4 17.12.01 | −17,1 2012 |
| Record de chaleur (°C) date du record | 19,1 02.01.03  | 25,9 27.02.19  | 26,6 20.03.05 | 29,7 24.04.07 | 33,5 30.05.25 | 39,5 18.06.22 | 40,5 23.07.19 | 41,1 04.08.03  | 37,5 03.09.05 | 32,7 01.10.23   | 24,8 07.11.15 | 20 08.12.10    | 41,1 2003  |
| Ensoleillement (h)                    | 82,8           | 113,6          | 167,9         | 183,2         | 211,2         | 235,7         | 256,2         | 247,1          | 204,2         | 144             | 93,4          | 82,1           | 2 021,3    |
| Précipitations (mm)                   | 67             | 53,2           | 53,7          | 76,1          | 77,4          | 63,2          | 57            | 61,5           | 66,2          | 65,2            | 76,2          | 76,2           | 792,9      |

### Accès
- Paris : A10–A71–A20–A89–RD709
- Lyon : A6–A89–RN21
- Bordeaux : RN10–RN89–A89–RD709
- Toulouse : A62–RD931–RN21

### Transports

#### Ferroviaires

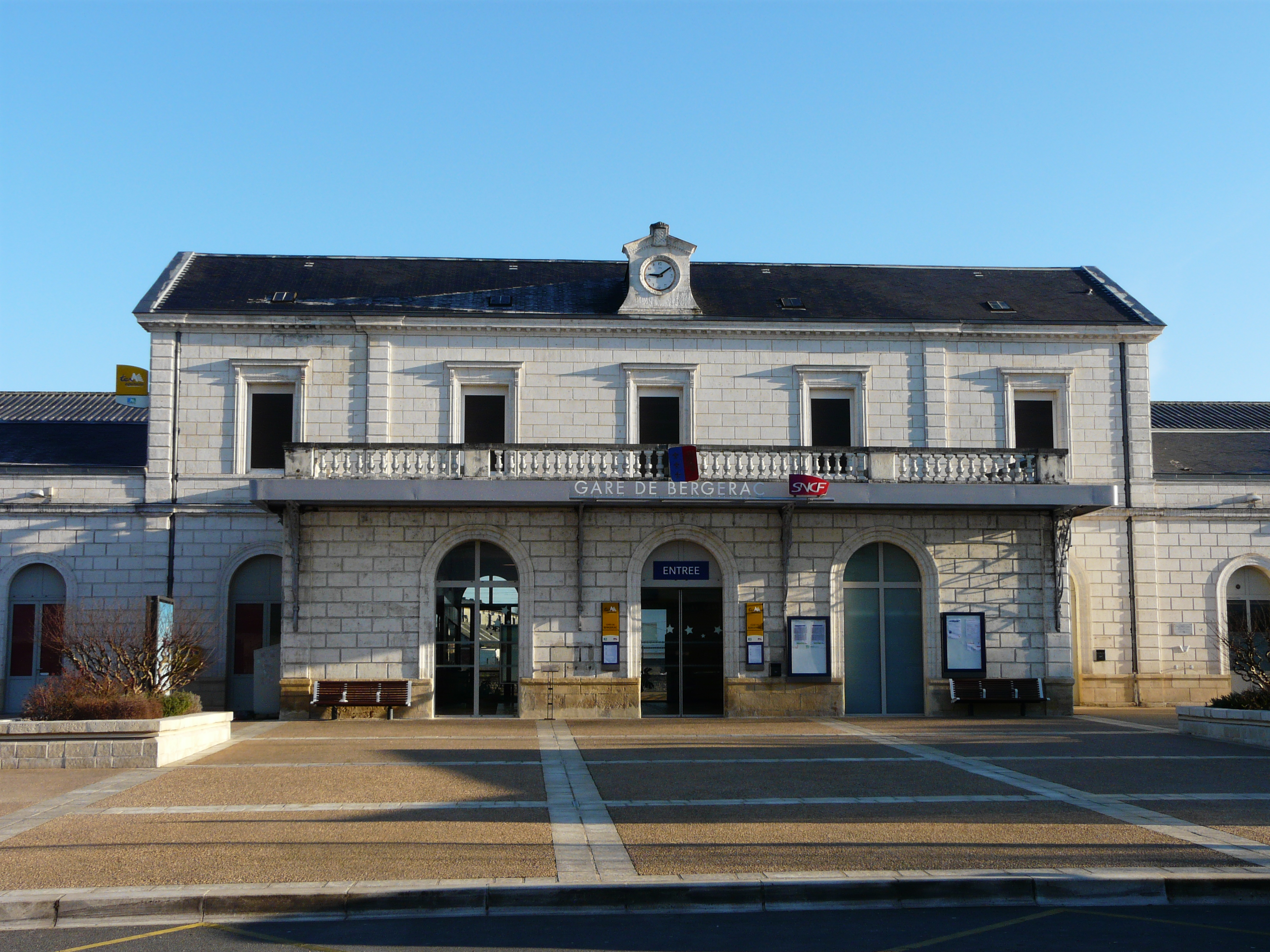
La gare de Bergerac.

La gare de Bergerac est située sur la ligne Libourne - Le Buisson qui permet la liaison entre Bordeaux et Sarlat par le TER Nouvelle-Aquitaine. En 2020 près de 200 000 voyageurs ont fréquenté la gare.

#### Aériens
L’aéroport de Bergerac-Dordogne-Périgord est relié actuellement à plusieurs villes du Royaume-Uni, à Rotterdam, à Bruxelles-Charleroi et à Porto, essentiellement grâce à des compagnies à bas prix.

### Milieux naturels et biodiversité

#### Natura 2000
La Dordogne est un site du réseau Natura 2000 limité aux départements de la Dordogne et de la Gironde, et qui concerne les 104 communes riveraines de la Dordogne, dont Bergerac,. Seize espèces animales et une espèce végétale inscrites à l'annexe II de la directive 92/43/CEE de l'Union européenne y ont été répertoriées.

#### ZNIEFF
Bergerac fait partie des 102 communes concernées par la zone naturelle d'intérêt écologique, faunistique et floristique (ZNIEFF) de type II « La Dordogne »,, dans laquelle ont été répertoriées huit espèces animales déterminantes et cinquante-sept espèces végétales déterminantes, ainsi que quarante-trois autres espèces animales et trente-neuf autres espèces végétales.

## Urbanisme

### Typologie
Au 1er janvier 2024, Bergerac est catégorisée centre urbain intermédiaire, selon la nouvelle grille communale de densité à 7 niveaux définie par l'Insee en 2022.
Elle appartient à l'unité urbaine de Bergerac, une agglomération inter-départementale dont elle est ville-centre,. Par ailleurs la commune fait partie de l'aire d'attraction de Bergerac, dont elle est la commune-centre,. Cette aire, qui regroupe 73 communes, est catégorisée dans les aires de 50 000 à moins de 200 000 habitants,.

### Occupation des sols
L'occupation des sols de la commune, telle qu'elle ressort de la base de données européenne d’occupation biophysique des sols Corine Land Cover (CLC), est marquée par l'importance des territoires agricoles (53 % en 2018), en diminution par rapport à 1990 (61,4 %). La répartition détaillée en 2018 est la suivante : 
zones urbanisées (24,6 %), zones agricoles hétérogènes (19,9 %), cultures permanentes (13,9 %), zones industrielles ou commerciales et réseaux de communication (10,4 %), prairies (10,1 %), terres arables (9,1 %), forêts (7,9 %), eaux continentales (2,4 %), espaces verts artificialisés, non agricoles (1,2 %), milieux à végétation arbustive et/ou herbacée (0,5 %). L'évolution de l’occupation des sols de la commune et de ses infrastructures peut être observée sur les différentes représentations cartographiques du territoire : la carte de Cassini (XVIIIe siècle), la carte d'état-major (1820-1866) et les cartes ou photos aériennes de l'IGN pour la période actuelle (1950 à aujourd'hui).

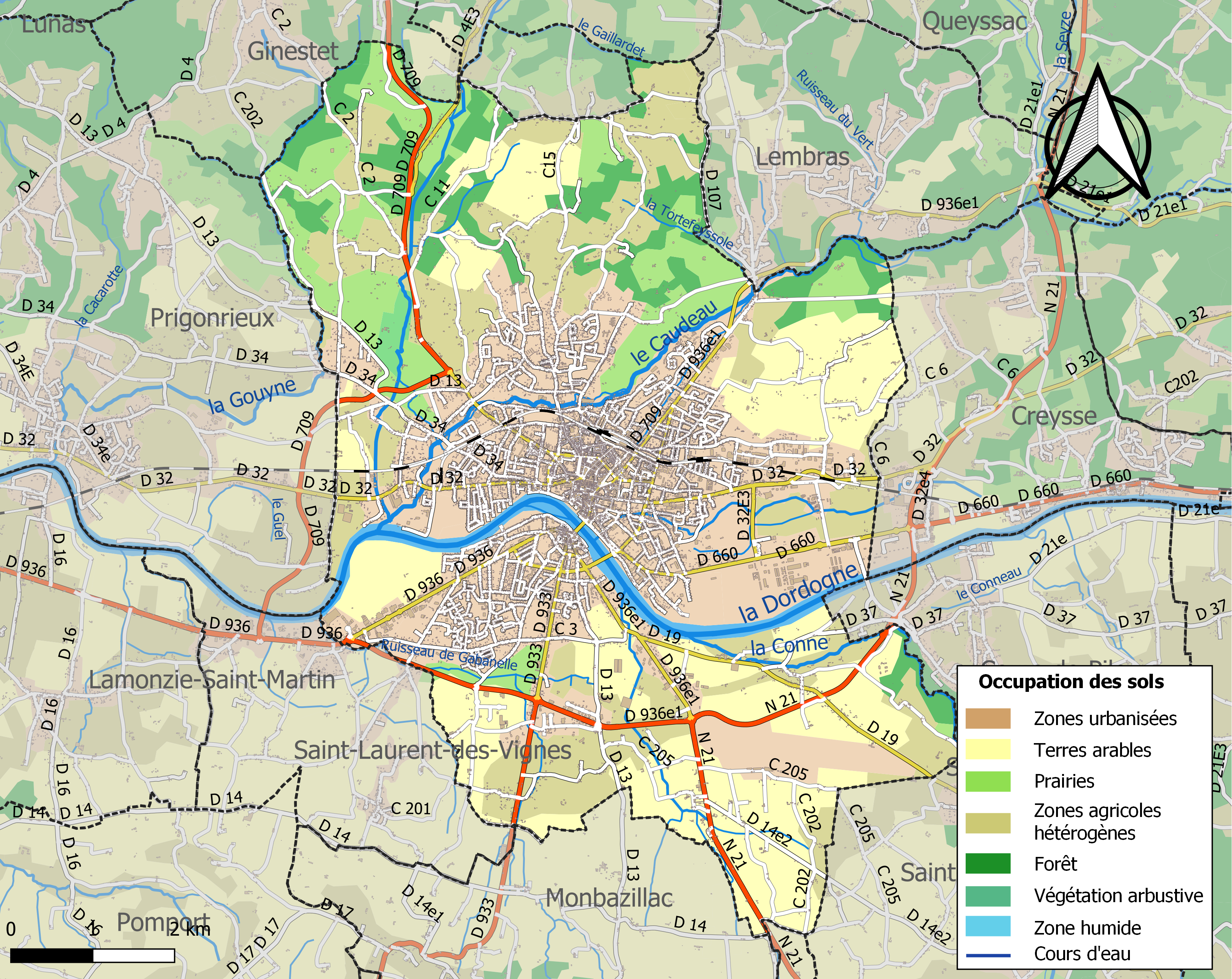
Carte des infrastructures et de l'occupation des sols de la commune en 2018 (CLC).

### Quartiers, villages, hameaux et lieux-dits
Outre la ville de Bergerac proprement dite, le territoire se compose de quartiers, de villages ou hameaux, ainsi que de lieux-dits :
- l'Alba
- le Barramier
- la Beaume
- Beauplan
- Beauportail
- Bel-Air
- Belle Terre
- Bellevue
- le Bernabrot
- Beulaygues
- la Beylive
- Boisse
- les Bonettes
- Bonnefond
- Bordes
- les Bories
- le Bourdil
- Bout des Vergnes
- Bramefan
- le Brandal
- les Brandines
- le Brenil
- la Briasse
- Bridet
- Brousse
- la Brunetière
- Campréal
- le Carbonnou
- la Castaniade
- la Catte
- la Cavaille
- Caville
- Champ Parel
- la Chancère
- Chantecaille
- Clairat
- Clautre
- Coly
- le Combal
- Condat
- la Conne
- Conty
- Corbiac
- les Costes
- Crabol
- Croux
- la Croze
- les Farcies
- Fargeot
- la Faurie
- la Faurille
- Feyronnie
- Feyte
- les Fonts Chaudes
- Fortespine
- Franchemont
- Gala
- Garrigue
- la Gelade
- Georges
- les Gilets
- Grand Boisse
- le Grand Caudou
- Grand Font de la Conne
- Grande Gouyne
- les Grandes Règes
- les Grands Champs
- la Graulet
- les Graves
- Gueyte
- Haut Pécharmant
- Lac de Pombonne
- Lardeau
- Lespinassat
- le Libraire
- la Madeleine
- Malaugier
- Malsarat
- les Mandrots
- le Marais
- les Maurigoux
- la Mérille
- la Métairie
- la Métairie Neuve
- la Métairie des Vergnes
- les Meynoudes
- Mont de Neyrat
- la Moulette
- le Moulin Blanc
- la Mouline
- la Mouthe
- Naillac
- Parc de Pombonne
- le Paysse
- Pécharmant
- la Pélissonne
- la Pelouse
- le Penaud
- Pérenard
- Petit Boisse
- le Petit Caudou
- Petit Chai
- le Petit Clairat
- Petit Jaure
- le Petit Vignal
- Peyralède
- le Peyrat
- Peyrelevade
- Peyroudal
- le Pinier
- Pintouquet
- Piquecailloux
- Pique-Marty
- Planquetorte
- Podestat
- Pombonne
- Pompeyrie
- Pont Robert
- le Pont Roux
- Pont-Saint-Jean
- Portail Rouge
- la Pourcale
- le Prince
- Puypezac
- le Relais
- les Renards
- la Ressègue
- Rivière
- Rooy
- Rosette
- Roumanière
- le Rouveral
- Rouzade
- la Sabatière
- Saint-Christophe
- Saint-Onger
- Sainte-Foy des Vignes
- Salvette
- les Sardines
- le Saut
- le Sérant
- le Tailladis
- le Taillis
- Terme du Rooy
- la Tilleraie
- le Tounet
- la Tour
- Touterive
- Toutifaut
- le Tuquet
- Valade
- les Vaures
- les Vergnes
- les Versannes
- Villac.

### Prévention des risques
Le territoire de la commune de Bergerac est vulnérable à différents aléas naturels : météorologiques (tempête, orage, neige, grand froid, canicule ou sécheresse), inondations, feux de forêts, mouvements de terrains et séisme (sismicité très faible). Il est également exposé à trois risques technologiques, le transport de matières dangereuses, le risque industriel et la rupture d'un barrage. Un site publié par le BRGM permet d'évaluer simplement et rapidement les risques d'un bien localisé soit par son adresse soit par le numéro de sa parcelle.

#### Risques naturels
La commune fait partie du territoire à risques importants d'inondation (TRI) de Bergerac, regroupant les 22 communes (15 en Dordogne et 7 en Gironde) concernées par un risque de débordement de la Dordogne, un des 18 TRI qui ont été arrêtés fin 2012 sur le bassin Adour-Garonne. Les événements significatifs antérieurs à 2014 sont la crue de 1843 (4 100 m3/s à Bergerac, la crue de référence historique de période de retour au moins centennale), les crues de 1912, 1944 et 1952 (période de retour de 50 ans) et les crues de 1982 et 1994 (période de retour de 20 ans). Des cartes des surfaces inondables ont été établies pour trois scénarios : fréquent (crue de temps de retour de 10 ans à 30 ans), moyen (temps de retour de 100 ans à 300 ans) et extrême (temps de retour de l'ordre de 1 000 ans, qui met en défaut tout système de protection). La commune a été reconnue en état de catastrophe naturelle au titre des dommages causés par les inondations et coulées de boue survenues en 1982, 1986, 1993, 1996, 1999, 2006, 2018 et 2020,. Le risque inondation est pris en compte dans l'aménagement du territoire de la commune par le biais du plan de prévention des risques inondation (PPRI) de la « vallée de la Dordogne - Bergeracois », couvrant 5 communes et approuvé le 29 juin 2006, pour les crues de la Dordogne, et du PPRI « vallée du Caudeau », couvrant 14 communes et approuvé le 11 septembre 2015, pour les crues du Caudeau ,.
Bergerac est exposée au risque de feu de forêt. L’arrêté préfectoral du 14 mars 2013 fixe les conditions de pratique des incinérations et de brûlage dans un objectif de réduire le risque de départs d’incendie. À ce titre, des périodes sont déterminées : interdiction totale du 15 février au 15 mai et du 15 juin au 15 octobre, utilisation réglementée du 16 mai au 14 juin et du 16 octobre au 14 février. En septembre 2020, un plan inter-départemental de protection des forêts contre les incendies (PidPFCI) a été adopté pour la période 2019-2029,.

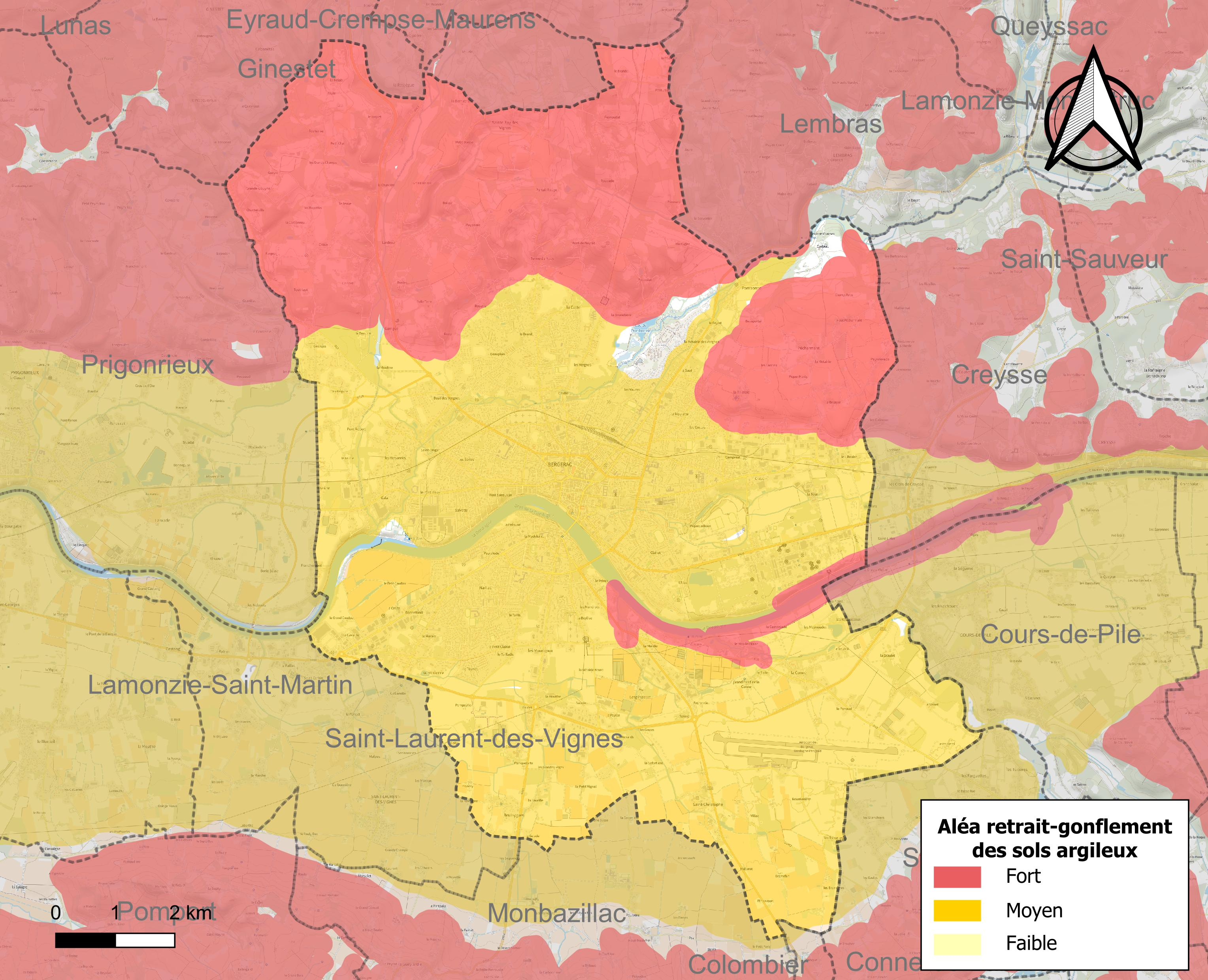
Carte des zones d'aléa retrait-gonflement des sols argileux de Bergerac.

Les mouvements de terrains susceptibles de se produire sur la commune sont des tassements différentiels. Le retrait-gonflement des sols argileux est susceptible d'engendrer des dommages importants aux bâtiments en cas d’alternance de périodes de sécheresse et de pluie. 98 % de la superficie communale est en aléa moyen ou fort (58,6 % au niveau départemental et 48,5 % au niveau national métropolitain). Depuis le 1er octobre 2020, en application de la loi ÉLAN, différentes contraintes s'imposent aux vendeurs, maîtres d'ouvrages ou constructeurs de biens situés dans une zone classée en aléa moyen ou fort,.
La commune a été reconnue en état de catastrophe naturelle au titre des dommages causés par la sécheresse en 1989, 1991, 1992, 2005, 2011 et 2017 et par des mouvements de terrain en 1999 et 2001.

#### Risques technologiques
La commune est exposée au risque industriel du fait de la présence sur son territoire de deux entreprises soumises à la directive européenne SEVESO, classées seuil haut : Eurenco, dont les activités sont soumises à autorisation pour le stockage et la manipulation d'explosifs et le stockage d'acides (acide nitrique, acide sulfurique), et Manuco, achetée par le groupe Eurenco et leader mondial pour la fourniture de nitrocellulose énergétique pour les industries de la défense, de la sécurité, de la pyrotechnie et des explosifs civils,. Le 3 août 2022, quatre déflagrations soufflent un hangar de stockage de nitrocellulose de l'entreprise Eurenco, faisant huit blessés, dont un gravement. Un accident similaire avait eu lieu le 3 octobre 1980 où neuf cents tonnes de nitrocellulose avaient pris feu dans plusieurs bâtiments, en faisant un blessé. Le règlement du plan de prévention des risques technologiques (PPRT) de la plate forme industrielle de Bergerac, regroupant les sociétés Eurenco SA, SAS Manuco et Chromadurlin, a été approuvé le 30 juin 2011,. Une commission de suivi de site se réunit périodiquement pour en assurer le suivi,,.
La commune est en outre située en aval du barrage de Bort-les-Orgues, un ouvrage de classe A situé dans le département de la Corrèze et faisant l'objet d'un PPI depuis 2009. À ce titre elle est susceptible d’être touchée par l’onde de submersion consécutive à la rupture de cet ouvrage.

## Toponymie

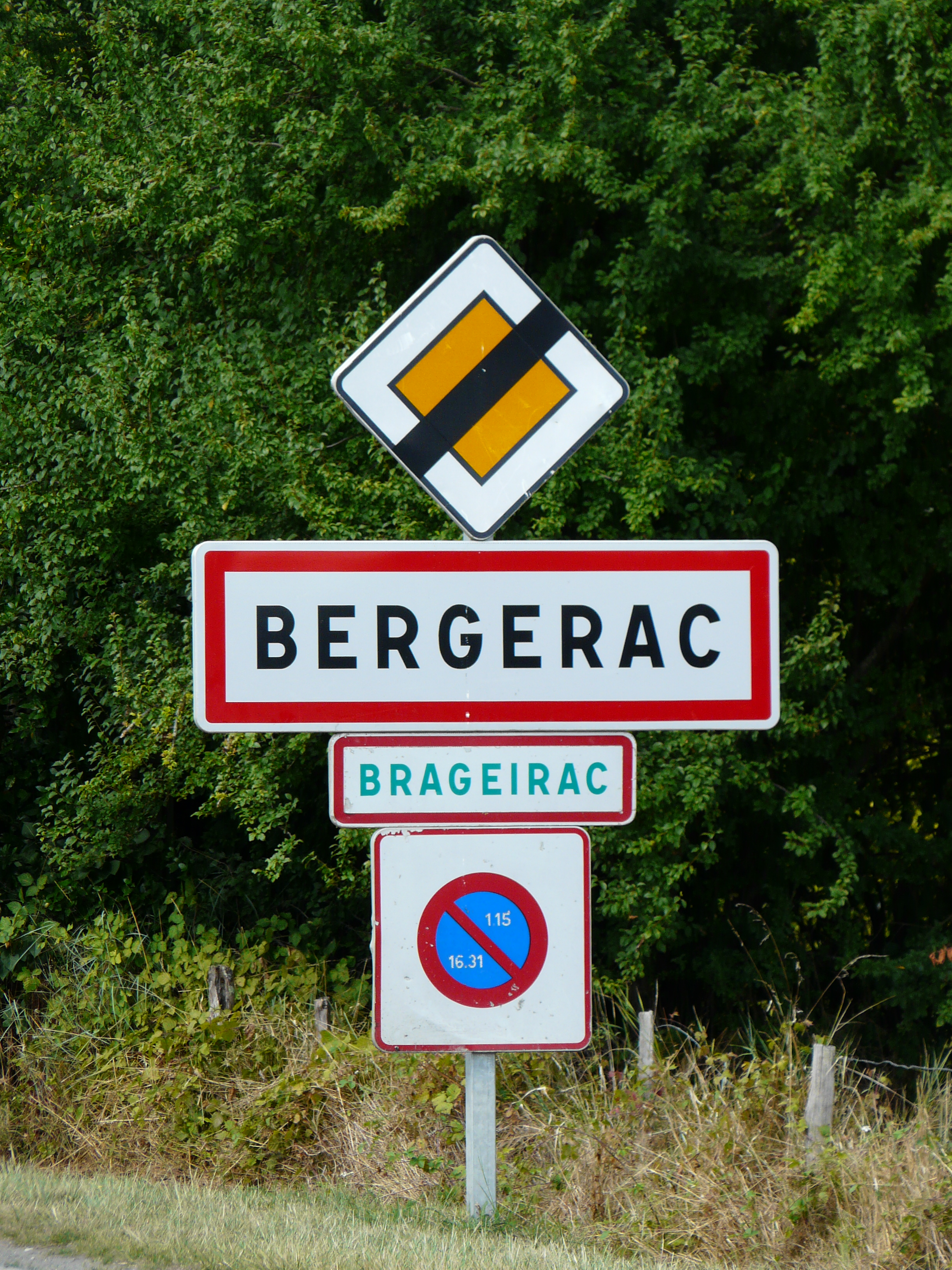
Panneau d'entrée de ville en français et occitan.

La localité a été successivement mentionnée sous les formes suivantes Brageyrack (1100), Braiaracum (1116), Brajeracum (1122), Bragaac (1198), Brageyriacum (1207), Bragiaracum (1233), Bragayriacum (1238), Brageriacum (1254), Brivairiacum (1254), Berguerac (1379), Braggeriacum et Bragerac (1388), Bragueyrac (1455), Brigrake ou Brygerake (Eulogium), Brageyrac (Froissart), Bregerat en 1608.
Il peut s'agir du dérivé d'un nom de personnage gallo-roman Bracarius accompagné du suffixe -acum indiquant le « domaine de Bracarius ». Le bracarius est à l'origine un nom de métier gaulois, correspondant à un fabricant de braies. Selon Léo Fayolle, Bergerac pourrait être issu du latin berbicaria (bergerie) mais la première syllabe du nom « Bra- » que l'on retrouve dans les différentes appellations du lieu du XIIe au XIVe siècle rend cette hypothèse peu plausible. Une autre possibilité serait que Bergerac a pour origine un nom de personnage germanique « Berger » signifiant montagnard.
En occitan, la ville porte le nom de Brageirac. Le linguiste et toponymiste Yves Lavalade cite également la forme Brajairac, conforme à l’étymologie ainsi qu'à la prononciation [brɒtsɒj'ra] pratiquée, entre autres, dans les alentours du village de Domme. Cette seconde graphie est d'ailleurs attestée dans des documents anciens, notamment chez le troubadour périgordin Salh d'Escola.

## Histoire
Bergerac est situé le long de la Dordogne et son développement est historiquement lié au transport fluvial. En effet, les fleuves ont longtemps été grâce aux gabares le moyen le plus rapide et le plus sûr de faire circuler des marchandises. À la descente, la production viticole de la région est transportée vers Bordeaux et, à la remonte, grâce aux chemins de halage, diverses denrées et des matériaux de construction. Cette activité est conséquente : par exemple, au premier semestre 1859, 60 450 tonneaux de vin partent pour la capitale aquitaine depuis Bergerac et 35 688 au second. Cette tradition de la batellerie décline avec l'apparition du chemin de fer et disparaît dans la première moitié du XXe siècle. Lui succèdent les bateaux-sabliers au milieu du siècle puis le tourisme fluvial depuis la fin du siècle, représenté notamment à Bergerac par des balades à bord de gabares.

### Préhistoire

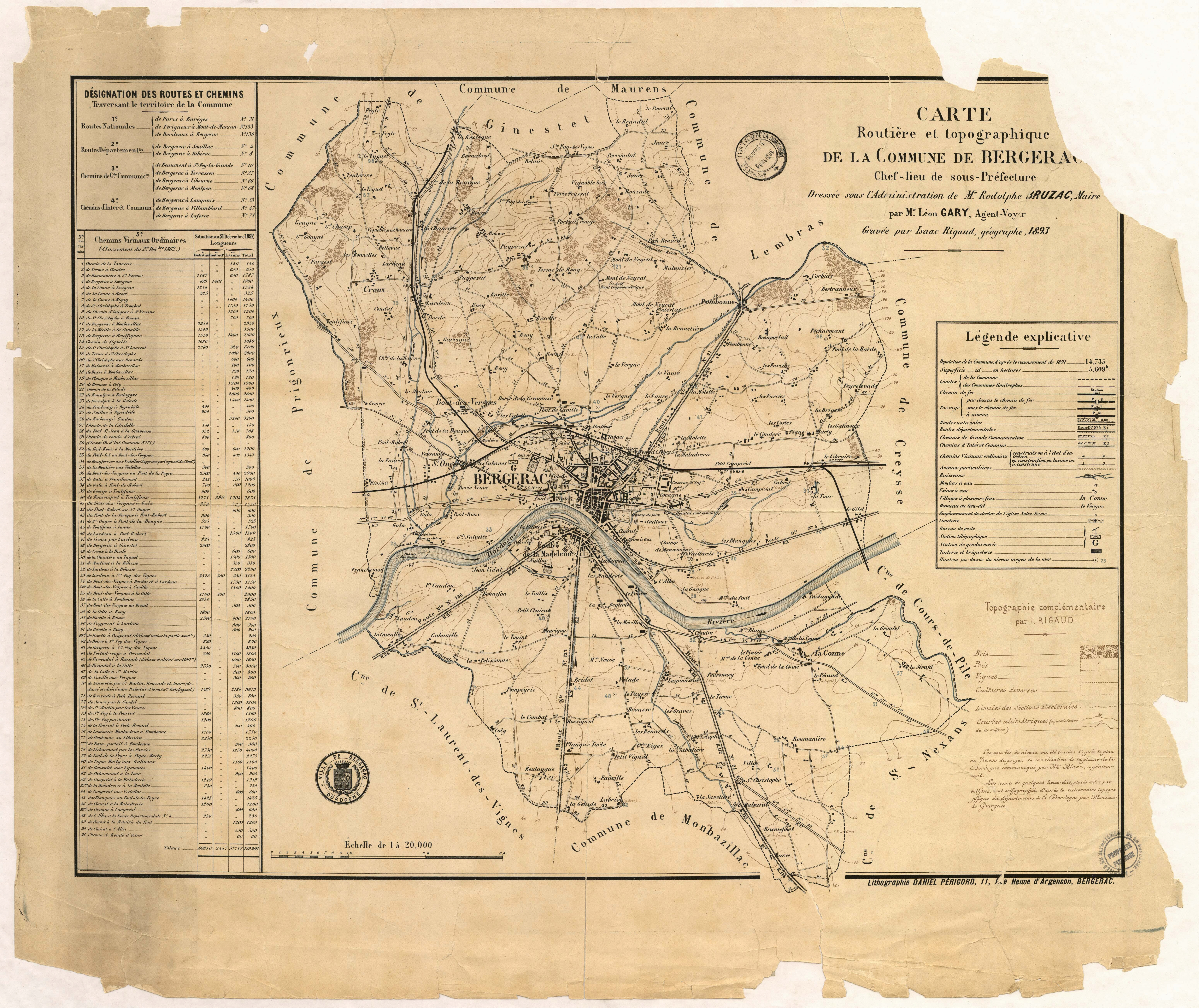
Carte routière et topographique de Bergerac en 1893.

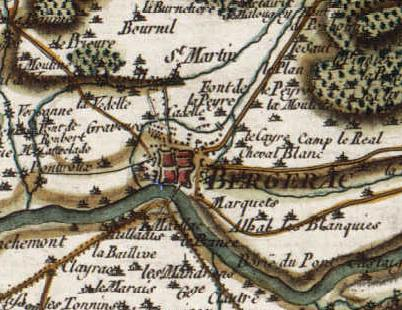
Bergerac sur la carte de Cassini, levée entre 1762 et 1766 par Pezet et Dalier.

- À Corbiac (à environ 4 km au nord-est de Bergerac, à moins de 200 m du Caudeau qui forme la limite de communes avec Lembras[77]), la pelouse du château est un gisement préhistorique avec quatre couches de Périgordien et une couche sous-jacente de Moustérien de tradition acheuléenne (MTA). La dernière couche déposée (couche supérieure) de Périgordien et celle de MTA sont particulièrement riches. La couche supérieure de Périgordien a livré plus de 12 000 outils en plus des lames[78] (plus de 50 000[79]), nucléus et éclats, à partir desquels François Bordes invente en 1970 le « burin de Corbiac », un burin triédrique sur tranchant[78]. Le site a aussi fourni des lames à encoches proximales ou distales (que Bouyssonie avait prises pour des pendeloques)[79] et les plus grandes pointes de la Gravette connues, à l'époque de la découverte du site[80], dont l'analyse a permis à M. O'Farrell de déterminer des différences notables entre les techniques de chasse du Gravettien et celles de l'Aurignacien[81]. La très grande quantité de pièces lithiques au Périgordien évolué désigne le site comme un atelier de taille du silex, la région étant connue pour l'abondance et la qualité de ses gîtes à silex[81].
- Les vestiges d'un village néolithique datant de 3 500 à 3 000 ans av. J.-C. sont découverts dans le quartier des Vaures à Bergerac. Plus de vingt habitations sont mises au jour, montrant des plans rectangulaires mais aux extrémités convexes, longues de 15 à 25 m, larges de 4 à 5 m, reposant sur des fondations de bois dont seules subsistent aujourd'hui les traces négatives. Leurs toits, à double pente, étaient probablement réalisés en matériaux végétaux. On y trouve aussi un long four à pierres chauffées de forme et de procédé uniques pour l'époque, notamment en France. Sont également présents des préformes de haches et de haches polies, de grattoirs, de perçoirs, de couteaux, de pointes de flèches tranchantes réalisés dans le silex du Bergeracois, des fragments de céramiques, des meules à grains, des polissoirs et des outils en os[82].

### Moyen Âge
- Sur le site du Bout-des-Vergnes, les sépultures d'une nécropole mérovingienne des Ve et VIe siècles sont mises au jour en 2012 lors du chantier de la rocade ouest de Bergerac[83].
- En 1254, Bergerac accède à l'autonomie communale. De 1322 à 1904, la municipalité siège dans l'ostal Malbec, place de la Halle (actuelle place Malbec), dans un bâtiment détruit en 1908. Le nouvel hôtel de ville est situé rue Neuve-d'Argenson : il est construit à l'emplacement de l'ancienne maison des Dames de la foi, un couvent fondé en 1678 et dédié aux malades, aux pauvres et à l'enseignement, détruit sous la Révolution, remplacé par un hôpital public que fit construire Joseph Lakanal sous le même régime et qui y restera jusqu'en 1895, avant que ses murs n'accueillent depuis la municipalité[84].
- Situées rue d'Albret, les maisons dites des Consuls sont typiques des édifices bourgeois du XIVe siècle. Leur rez-de-chaussée en arcades servaient d'écuries, d'entrepôts, d'ateliers ou de boutiques, les appartements privés se trouvant à l'étage, sains, confortables et fonctionnels. Les baies qui ornaient ces derniers ont été remplacées au XVIe siècle par des fenêtres quadrangulaires. Le deuxième étage, moins cossu, servait aussi d'appartement, tandis que les combles abritaient logements ou lieux de stockage. Les étages ne disposant pas toujours de cheminée, les cuisines étaient généralement en rez-de-chaussée[85].
- Le 24 août 1345, au début de la guerre de Cent Ans, la ville est prise d’assaut par Henry de Grosmont, comte de Derby.
- En mai 1472, le roi Louis XI confirme par lettres patentes les privilèges de la ville octroyés par ses prédécesseurs, à la suite de la mort du duc de Guyenne[86],[87].

### Époque moderne

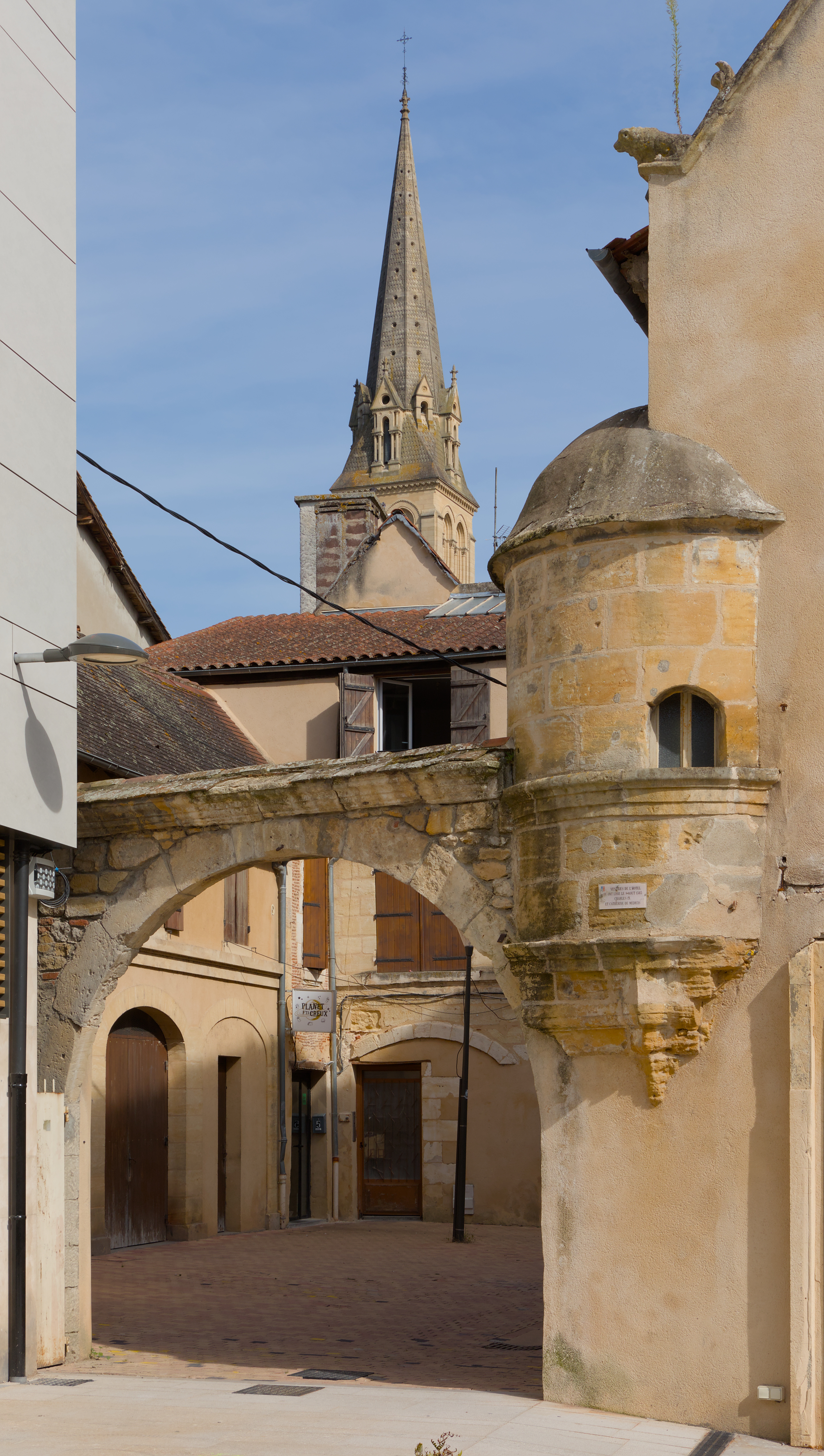
Vestiges de l'hôtel où ont logé Charles IX et Catherine de Médicis en 1565.

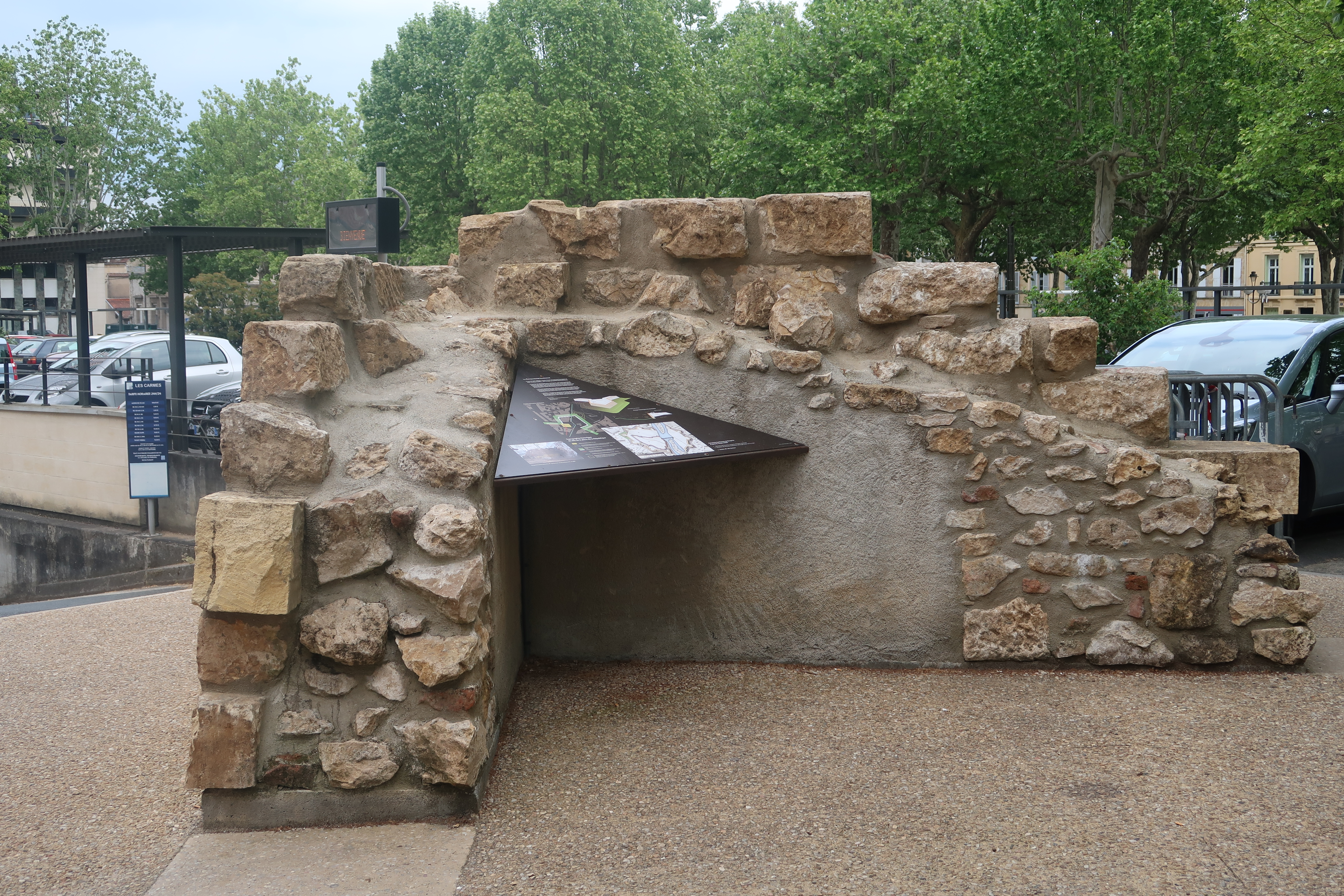
Vestige du bastion des Carmes (1577-1621), place de la République.

- Le 9 juillet 1544, la statue de Notre-Dame est jetée dans la Dordogne par des protestants avant le passage d'Henri II[88].
- En 1553, des cultes protestants publics sont attestés dans la ville[88].
- En 1563, Armand de Piles prend la ville, occupée par une garnison catholique laissée par Montluc ; la garnison et le curé sont exécutés le 12 mars[88].
- En 1565, Charles IX passe dans la ville lors de son tour de France royal (1564-1566), accompagné de la Cour et des Grands du royaume[89].
- En 1567, le pont de Bergerac est détruit pour empêcher les troupes catholiques de passer la Dordogne[88].
- Fin décembre 1569, Clermont de Piles réussit à reprendre la ville et massacre la garnison catholique.
- Après le massacre de la Saint-Barthélemy en 1572, Bergerac rejoint le camp militaire protestant. Au XVIe siècle, les progrès de l'artillerie conduisent un certain nombre de villes à se doter de fortifications bastionnées, dotées de bastions pentagonaux. Au-delà du périmètre de l'enceinte médiévale (XIIIe – XIVe siècle) est donc aménagé à Bergerac le bastion de Bourbarraud, dit bastion des Carmes, entre 1577 et 1621, en pleines guerres de Religion. Un vestige est découvert place de la République en 2007-2008. Il passait sur le canal de dérivation du Caudeau et avait conduit à la destruction du couvent des Carmes (à l'origine situé au milieu de l'actuelle place), ses pierres servant à l'édification des fortifications[90]. Le couvent est reconstruit plus bas, vers 1660 ; entre 1816 à 1866, ses bâtiments accueillent le tribunal de Bergerac, finalement détruits pour bâtir en 1867 le palais de justice qui existe encore de nos jours[91].
- Le 17 septembre 1577, au cours des guerres de Religion, une trêve est signée à Bergerac : la paix de Bergerac.
- Le 16 juillet 1621, le roi Louis XIII entre à Bergerac et fait démolir les fortifications de la place de sûreté par les Huguenots. Il s'agit en effet d'une des plus importantes places fortes du Sud-Ouest protestant[90].
- En 1675, la révolte du papier timbré, révolte antifiscale du règne de Louis XIV, commencée à Bordeaux, s'étend à Bergerac qui connaît deux jours d'émeutes les 3 et 4 mai[88],[92]. Une troupe de cavalerie ramène l'ordre puis quitte la ville à la mi-mai.
- Le 15 novembre 1683, le temple est démoli[88].
- Le 11 août 1685, les premières compagnies de dragons arrivent à Bergerac pour convertir les huguenots. Les 23, 24 et 25 août ont lieu des dragonnades et des conversions forcées[93].
- Le 4 juin 1772, le roi Louis XV cède à titre d'échange à Bertrand Nompar de Caumont, marquis de la Force et de Caumont, l'entier domaine de Bergerac et les châtellenies de Maurens et de Mouleydier avec tous les droits de haute, moyenne et basse justice contre la forêt de Senonches. L'acte est définitivement confirmé par lettres patentes en octobre 1773. Quand les commissaires députés par le roi signifient ce contrat aux consuls de la ville, le 8 mars 1773, l'émotion est grande. Les notables, les bourgeois et les habitants de la ville s'indignent que le roi ait pu si légèrement disposer d'eux. La jurade du 22 juin 1773 précise qu'elle va s'opposer à la consommation de cet échange. Elle produit des documents rappelant que la ville de Bergerac fait partie du domaine de la couronne qui est inaliénable et rappelle la transaction sous forme de capitulation passée le 2 septembre 1377 avec le duc d'Anjou, frère du roi Charles V, et les habitants, les lettres patentes du roi Charles VII, en 1451, pour réunir à nouveau à la couronne la justice de la ville, confirmées par Louis XI en 1470, et les lettres patentes d'Henri IV du 2 septembre 1595 confirmant l'union de la ville à la couronne de France. Malgré ces rappels, le 4 mars 1777, le roi Louis XVI ordonne l'exécution de l'échange. Le marquis de la Force est mort en 1773. La marquise, sa veuve, fait une sommation à la suite du jugement d'un procès le 25 février 1785. Les maires et consuls réitèrent leurs protestations le 7 avril 1786 contre un acte contraire aux lois du royaume. Le cahier de doléances du 23 février 1789 demande la révocation de cet échange. Avec la Révolution, cet échange va disparaître en 1790 en débarrassant la ville de son suzerain et en supprimant les dîmes féodales. Après la suppression de ses droits sur Bergerac, le 7e duc de la Force demande à être indemnisé. La proclamation de la République termine cet épisode[94].

### Époque contemporaine

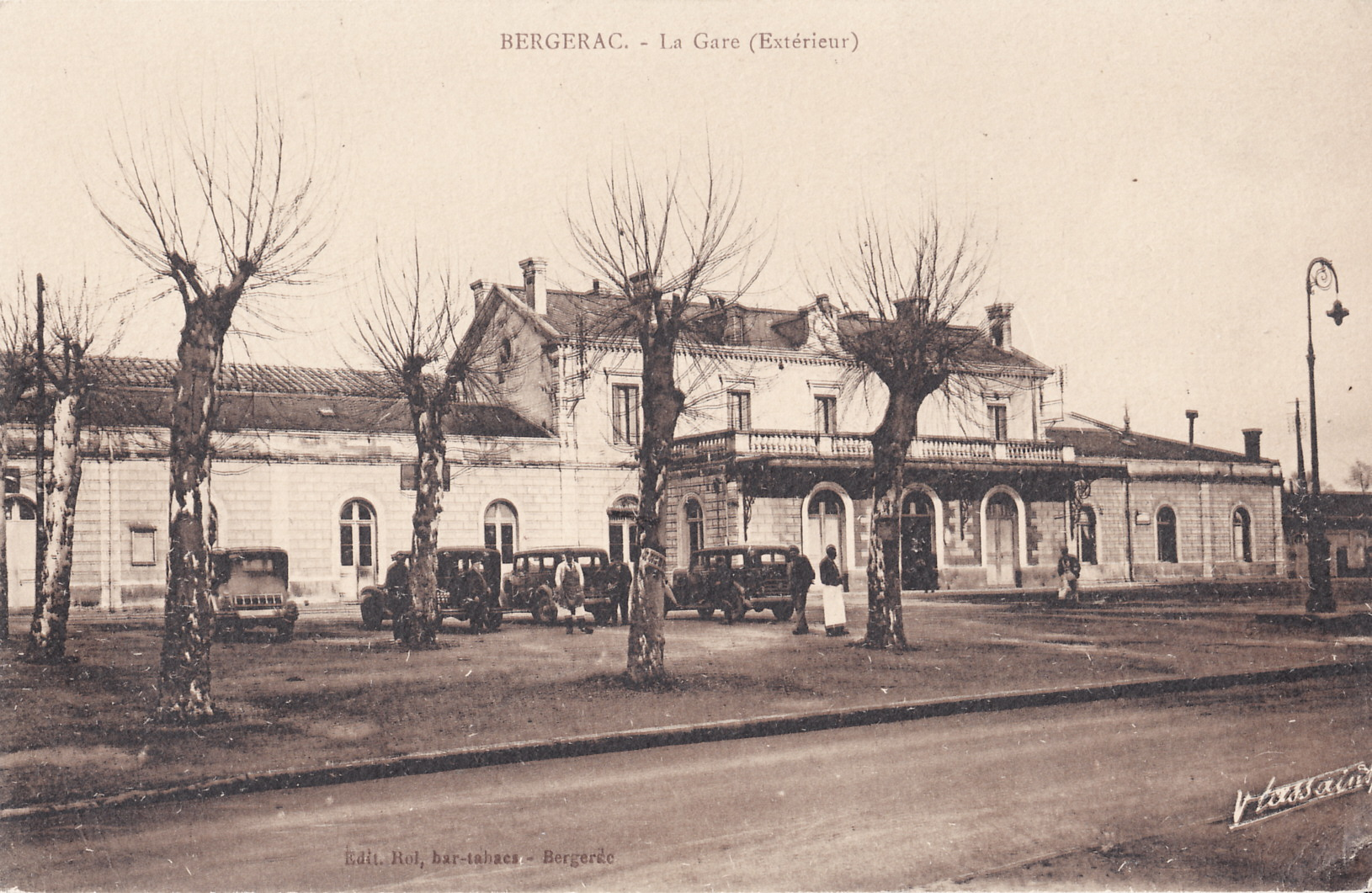
Gare de Bergerac dans les années 1930
(le chemin de fer arrive à Bergerac en 1875).

- En 1794, les anciennes communes de La Conne, La Madeleine, Saint-Christophe-de-Monbazillac et Sainte-Foy-des-Vignes fusionnent avec Bergerac.
- Deux moulins, celui de Piles et celui de Bellegarde, se trouvaient autrefois au niveau de la rue des Conférences, où un espace mémoriel a été aménagé près d'un bâtiment qui porte encore sur sa façade des inscriptions commerciales. Les archives ne remontent pas avant le XVe siècle mais l'archéologie permet de dater l'origine de ces moulins aux années 1300, quand le canal du Caudeau fut installé. Ils font partie des quatre moulins que comptait Bergerac avant la Révolution. Une taxe en nature était prélevée chaque année par la municipalité. Jusqu'à la construction de barrages dans la haute vallée, les deux moulins étaient exposés au risque de crue de la Dordogne, qui inondait alors les quartiers bas de la ville. Jusqu'aux années 1760, ils produisent de la farine pour la population bergeracoise puis, intégrés dans une minoterie, se tournent vers l'exportation. En 1834, la minoterie est reconvertie en papeterie et scierie par Chéri Gérard. L'activité de scierie, qui donne lieu à une modernisation du bâtiment, est reprise en 1916 par Louis Bardon et Madeleine de Lespinasse et ferme en 1919[95].
- Le 9 novembre 1890 est inauguré au sud de la place de la République le monument des « Mobiles de la Dordogne », en mémoire des morts de la guerre franco-prussienne de 1870. Le jour de l'inauguration est choisi en référence à la victoire de Coulmiers, à laquelle participèrent de nombreux Bergeracois. L'un d'eux, l'acteur Paul Mounet, frère du dramaturge Mounet-Sully (à qui une voie rend par ailleurs hommage à Bergerac) servit de modèle au sculpteur Louis Auguste Roubaud pour créer la statue[96].
- Pendant la Seconde Guerre mondiale, la caserne Chanzy est occupée par les Allemands de fin novembre 1942 jusqu'au 20 août 1944. Il s'agit d'une place de garnison, aussi utilisée comme lieu d'interrogatoires et de détention des résistants de la Dordogne[97],[98].
- Une antenne de la Gestapo voit le jour en 1943, au 18, cours Alsace-Lorraine au ordres du capitaine SS Michael Hambrecht du service SD de Périgueux[99].
- Le 29 juillet 1944, l'opération de libération des détenus de la prison de Bergerac est préparée dans l'urgence lors d'une réunion au PC du sous-secteur C des Francs-tireurs et partisans à Saint-Jean-d'Eyraud. La Résistance craint que l'occupant n'exécute les prisonniers politiques avant son départ. Participent à la réunion les responsables FTP de la direction du sous-secteur C, le Commissaire aux opérations régionales Édouard Valéry, alias « Lecœur », Pierre Legendre alias « Henri », Pierre Huet alias « Hugues », Roger Faure alias « Jim », le Commissaire aux opérations régionales avec entre autres Michel Schneersohn alias « Michel », responsable du service de renseignement des FTP (service B) pour le sous-secteur. L'opération est un succès. Tous les prisonniers — 89 au total — sont libérés sans effusion grâce à l'efficacité du plan d'action[100].
- Le 19 août 1944, le lieutenant Betz, de la Wermarcht, reçoit l’ordre de vider les lieux. Les Allemands regroupent des camions de blessés et leurs soldats de différentes bases, place Gambetta, car ils préfèrent attendre la nuit pour prendre la fuite. C'est dans la nuit du 20 au 21 août, non sans avoir ordonné de saborder les installations de Roumanières, du château des Termes qui contient les archives de la Luftwaffe de Mérignac, et un des bâtiments de la caserne Chanzy où sont entreposées des munitions.
- Le 21 août 1944 a lieu la libération de Bergerac dans une ville vide par Maurice Loupias, alias Bergeret de l’AS, chef de la Résistance dans le Sud Dordogne[101].

## Vignoble

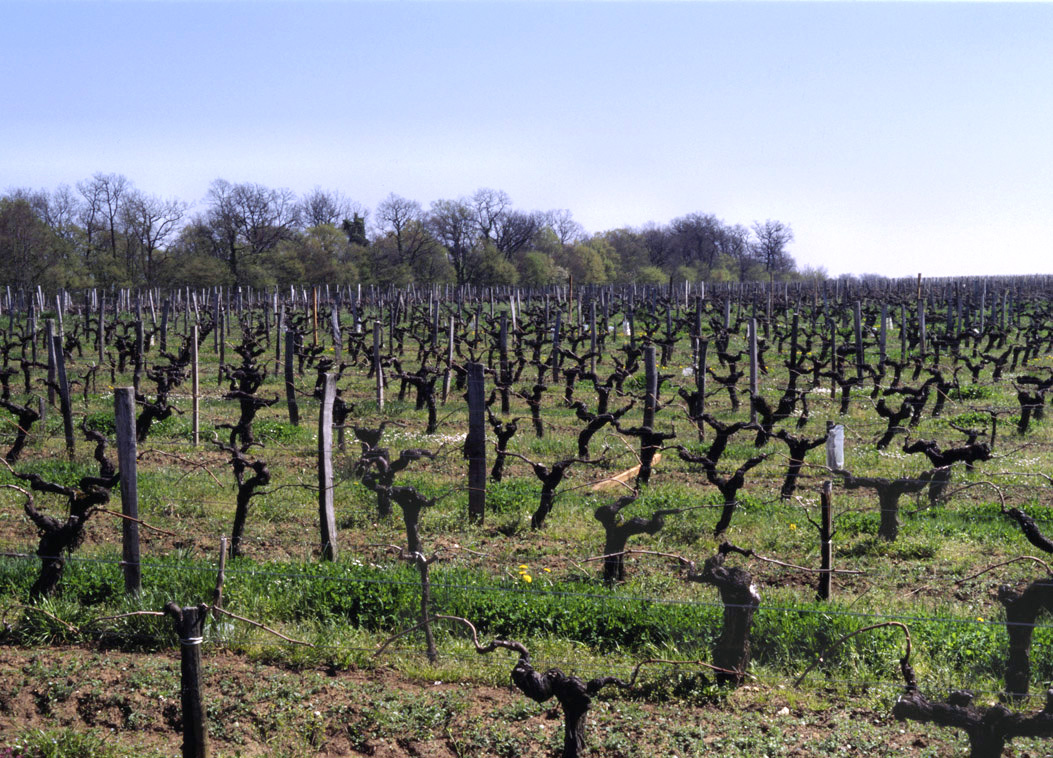
Vignoble de Bergerac.

Le vignoble compte 12 600 hectares pour treize appellations AOC, et une production annuelle de l'ordre de 560 000 hectolitres. Le prix négociant est de 730 euros le tonneau de 900 litres en rouge, un peu plus pour les blancs et le Monbazillac.

Les treize appellations d’origine contrôlée sont les suivantes :
- Bergerac
- Bergerac Rosé
- Bergerac Sec
- Côtes-de-Bergerac
- Côtes-de-Bergerac Blanc
- Côtes-de-Duras
- Côtes-de-montravel
- Montravel (Rouge et blanc)
- Haut-montravel
- Saussignac
- Monbazillac
- Pécharmant
- Rosette

## Politique et administration

### Rattachements administratifs et électoraux
Dès 1790, la commune de Bergerac est rattachée au canton de Bergerac qui dépend du district de Bergerac jusqu'en 1795, date de suppression des districts. En 1801, ce canton dépend de l'arrondissement de Bergerac. En 1973, le canton de Bergerac disparaît et est remplacé par deux autres : Bergerac-1 et Bergerac-2. La commune est alors répartie entre ceux-ci : Bergerac-1 au nord de la Dordogne et Bergerac-2 au sud.
Dans le cadre de la réforme de 2014 définie par le décret du 21 février 2014, les deux cantons sont conservés lors des élections départementales de mars 2015. La commune est toujours partagée entre les deux cantons mais la nouvelle répartition prévoit que la commune s'étend, pour chacun d'entre eux, sur les deux rives de la Dordogne.

### Intercommunalité
Fin 2001, Bergerac intègre dès sa création la communauté de communes de Bergerac Pourpre. Celle-ci est dissoute au 31 décembre 2013 et remplacée au 1er janvier 2014 par la communauté d'agglomération bergeracoise. Celle-ci fusionne avec la communauté de communes des Coteaux de Sigoulès au 1er janvier 2017 pour former la nouvelle communauté d'agglomération bergeracoise.

### Tendances politiques et résultats
Pour les élections municipales de mars 2014, cinq listes s'affrontent au premier tour : celle de gauche du maire sortant socialiste Dominique Rousseau, deux listes à droite, d'une part pour l'ancien maire et député Daniel Garrigue (DVD) et de l'autre celle de Carmel Fontana (UMP), une du Front national pour Robert Dubois, et une d'EELV pour Lionel Frel.
Au premier tour, Dominique Rousseau arrive en tête avec plus de 34 % des voix exprimées, devant Daniel Garrigue (30 %) et Robert Dubois (près de 17,5 %). Les deux autres listes recueillent 11 % des suffrages exprimés pour l'UMP et 7 % pour EELV. Pour le second tour, Carmel Fontana, qui envisageait dans un premier temps de se maintenir, se retire sans donner de consigne de vote.
Au second tour, Daniel Garrigue l'emporte avec 46,09 % des suffrages, devant Dominique Rousseau (41,30 %), le Front national faisant moins bien (12, 59 %) qu'au premier tour.

#### Récapitulatif de résultats électoraux récents
| Scrutin             | 1er tour | 1er tour | 1er tour | 1er tour | 1er tour | 1er tour | 1er tour | 1er tour | 1er tour | 1er tour | 1er tour | 1er tour | 2d tour     | 2d tour     | 2d tour     | 2d tour     | 2d tour     | 2d tour     | 2d tour            | 2d tour            | 2d tour            | 2d tour            | 2d tour            | 2d tour            |
| Scrutin             | 1er      | 1er      | %        | 2e       | 2e       | %        | 3e       | 3e       | %        | 4e       | 4e       | %        | 1er         | 1er         | %           | 2e          | 2e          | %           | 3e                 | 3e                 | %                  | 4e                 | 4e                 | %                  |
| ------------------- | -------- | -------- | -------- | -------- | -------- | -------- | -------- | -------- | -------- | -------- | -------- | -------- | ----------- | ----------- | ----------- | ----------- | ----------- | ----------- | ------------------ | ------------------ | ------------------ | ------------------ | ------------------ | ------------------ |
| Municipales 2014    |          | PS       | 34,41    |          | DVD      | 29,99    |          | FN       | 17,51    |          | UMP      | 11,09    |             | DVD         | 46,09       |             | PS          | 41,30       |                    | FN                 | 12,59              | Pas de 4e          | Pas de 4e          | Pas de 4e          |
| Européennes 2014    |          | FN       | 25,32    |          | UMP      | 21,13    |          | PS       | 14,69    |          | EELV     | 9,87     | Tour unique | Tour unique | Tour unique | Tour unique | Tour unique | Tour unique | Tour unique        | Tour unique        | Tour unique        | Tour unique        | Tour unique        | Tour unique        |
| Régionales 2015     |          | PS       | 30,44    |          | FN       | 27,28    |          | LR       | 24,93    |          | EELV     | 5,63     |             | PS          | 43,89       |             | LR          | 30,51       |                    | FN                 | 25,60              | Pas de 4e          | Pas de 4e          | Pas de 4e          |
| Présidentielle 2017 |          | EM       | 23,80    |          | LFI      | 21,53    |          | FN       | 20,24    |          | LR       | 19,24    |             | EM          | 66,68       |             | FN          | 33,32       | Pas de 3e ni de 4e | Pas de 3e ni de 4e | Pas de 3e ni de 4e | Pas de 3e ni de 4e | Pas de 3e ni de 4e | Pas de 3e ni de 4e |
| Législatives 2017   |          | LREM     | 35,87    |          | LR       | 15,30    |          | FN       | 13,90    |          | EELV     | 13,25    |             | LREM        | 68,10       |             | FN          | 31,90       | Pas de 3e ni de 4e | Pas de 3e ni de 4e | Pas de 3e ni de 4e | Pas de 3e ni de 4e | Pas de 3e ni de 4e | Pas de 3e ni de 4e |
| Européennes 2019    |          | RN       | 24,50    |          | LREM     | 21,73    |          | EELV     | 13,28    |          | LR       | 7,86     | Tour unique | Tour unique | Tour unique | Tour unique | Tour unique | Tour unique | Tour unique        | Tour unique        | Tour unique        | Tour unique        | Tour unique        | Tour unique        |
| Municipales 2020    |          | DVD      | 25,85    |          | PS       | 24,74    |          | DVG      | 14,84    |          | RN       | 12,94    |             | DVD         | 39,06       |             | PS          | 34,67       |                    | DVG                | 15,45              |                    | RN                 | 10,80              |

### Administration municipale
La population de la commune étant comprise entre 20 000 et 29 999 habitants au recensement de 2017, trente-cinq conseillers municipaux ont été élus en 2020,.

### Liste des maires

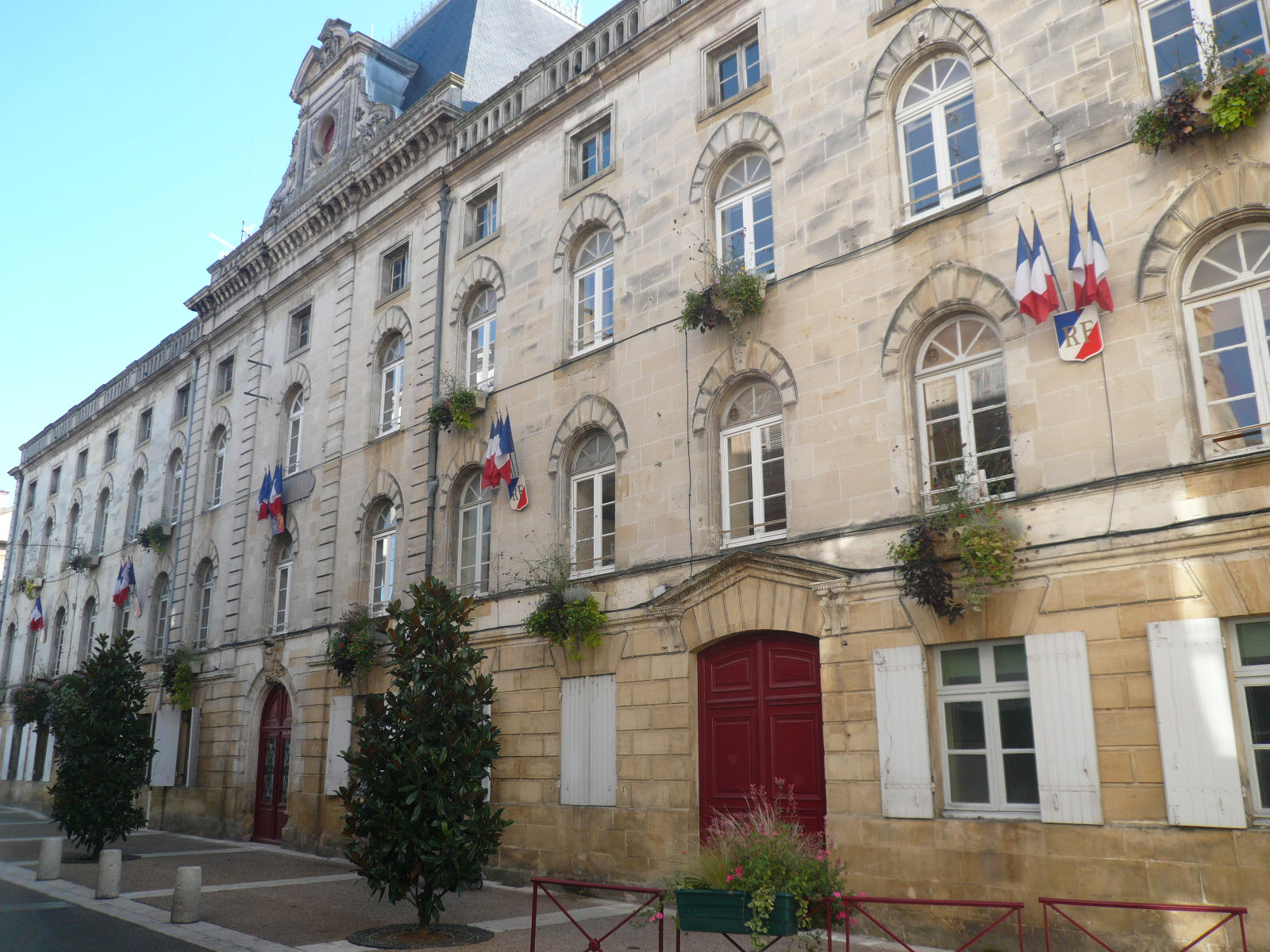
L'hôtel de ville.

| Période                                  | Période        | Identité                | Étiquette    | Qualité |
| ---------------------------------------- | -------------- | ----------------------- | ------------ | --- |
| Les données manquantes sont à compléter. |                |                         |              | |
|                                          |                |                         |              | |
| octobre 1863                             | septembre 1870 | Pierre Augustin Monteil |              | |
|                                          |                |                         |              | |
| 1959                                     | 1967           | Henri Sicard            | UNR          | Député (1958-1962) |
| 1967                                     | 1975           | Louis Pimont            | SFIO         | Député (1962-1968 et 1973-1975) |
| 1975                                     | 1995           | Michel Manet            | PS           | Député (1978-1980) Sénateur (1980-1998) |
| 1995                                     | mars 2008      | Daniel Garrigue         | RPR puis UMP | Député (1993-1997 et 2002-2012) |
| mars 2008                                | avril 2014     | Dominique Rousseau      | PS           | Directeur d’établissement social Conseiller général du canton de Bergerac-1 (1998-2011) Président de la CC de Bergerac Pourpre (2008-2012) Président de la communauté d'agglomération bergeracoise (2013-2016) |
| avril 2014                               | juillet 2020   | Daniel Garrigue         | DVD          | Conseiller général du canton de Bergerac-1 (2011-2015) |
| juillet 2020                             | En cours       | Jonathan Prioleaud      | DVD          | Comptable Conseiller régional (2021-) |

### Politique de développement durable
La ville a engagé une politique de développement durable en lançant une démarche d'Agenda 21 en 2010.

### Jumelages
- Repentigny (Québec) depuis 1997[121].
- Faenza (Italie) depuis 1998[122].
- Ostrów Wielkopolski (Pologne) depuis octobre 2017[123].
- Kénitra (Maroc) depuis 2018[124].

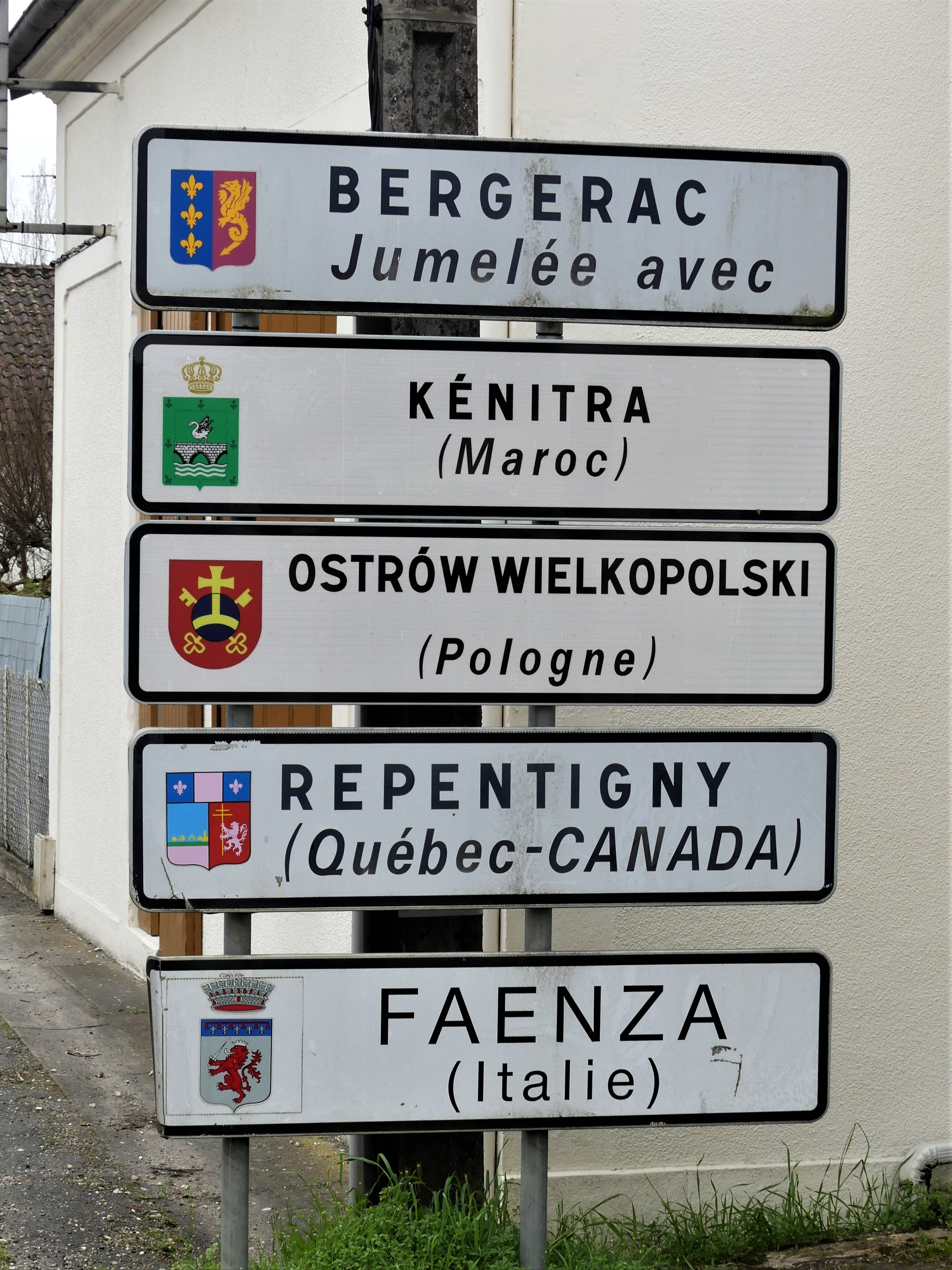
Panneaux des jumelages de Bergerac.

- En 2018, un jumelage est envisagé avec la ville allemande de Hohen Neuendorf, dont le pacte devait être signé au mois d'octobre[125].

## Équipements et services publics

### Enseignement
Bergerac possède de nombreux établissements éducatifs : 15 écoles (maternelles et élémentaires), 4 collèges, 2 lycées et 9 établissements professionnels. En revanche, aucun établissement éducatif d'enseignement supérieur ne se situe à Bergerac.

#### Écoles
- Gambetta (maternelle)
- Pauline-Kergomard (maternelle)
- Suzanne-Lacore (maternelle)
- Alba (maternelle et élémentaire)
- Bout des Vergnes (maternelle et élémentaire)
- Edmond-Rostand (maternelle et élémentaire)
- Le Taillis-Naillac (maternelle et élémentaire)
- René-Desmaison (maternelle et élémentaire)
- André-Malraux (élémentaire)
- Jean-Moulin (élémentaire)
- Les Vaures - Simone Veil (élémentaire)
- École privée Saint-Jacques et Sainte-Marthe (anciennement Miséricorde) (maternelle et élémentaire)
- École privée Fénelon-Guy (maternelle et élémentaire)

#### Collèges
- Collège public Eugène-Le Roy
- Collège public Henri-IV
- Collège public Jacques-Prévert
- Collège privé Sainte-Marthe-Saint-Front

#### Lycées
- Lycée public général et technologique Maine-de-Biran
- Lycée public professionnel Jean-Capelle
- Lycée public professionnel Sud-Périgord Hélène Duc
- Lycée privé général et professionnel Sainte-Marthe-Saint-Front

#### Baccalauréat
Selon le classement établi par l'Éducation nationale en 2022 concernant le baccalauréat 2021, les résultats des lycées de Bergerac sont les suivants :
- en enseignement général et technologique, Maine-de-Biran a un taux de réussite de 97 % et le lycée Sainte-Marthe-Saint-Front est considéré comme « sélectif » avec une réussite de 98 % ;
- en enseignement professionnel, Jean-Capelle a un taux de réussite de 85 %, Sud-Périgord-Hélène-Duc a 81 % et le lycée Sainte-Marthe-Saint-Front est considéré comme « performant » avec 90 %.

#### Établissements professionnels
- Atelier pédagogique personnalisé (APP)
- Centre de formation d’apprentis du Grand Bergeracois des métiers traditionnels et de la santé (CFA)
- Établissement privé Association consulaire et interprofessionnelle de formation permanente (ACIFOP)
- Établissement privé Centre formation professionnelle sanitaire et sociale en cours d'emploi (CFPSSCE)
- Établissement privé de commerce et de gestion (EPSECO devenu Talis Business School)
- LEP agricole de la Brie
- LEP de l’Alba
- LEP Jean-Capelle
- LEP Sainte-Marthe-Saint-Front
- Lycée des métiers Sud-Périgord Hélène Duc

### Santé
Au sein de la commune, les habitants peuvent bénéficier de deux centres médicaux principaux : le centre hospitalier Samuel-Pozzi et la clinique Pasteur.

#### Centre hospitalier Samuel-Pozzi
La capacité d'accueil de l'établissement est de 222 lits en hospitalisation complète et 13 places en hospitalisation de jour.
Les activités principales sont :
- Maternité
- Chirurgie ambulatoire
- Urgence
- Médecine de la personne âgée.

Les activités spécifiques sont :
- Urgences
- Cardiologie rythmologique

#### Clinique Pasteur
La capacité d'accueil de l'établissement est de 96 lits en hospitalisation complète et 41 places en hospitalisation de jour.
Les activités principales sont :
- chirurgie viscérale et digestive, chirurgie uro-gynécologique et chirurgie orthopédique ;
- soins de suite et de réadaptation ;
- hospitalisation à domicile.

Les activités spécifiques sont :
- chirurgie des cancers digestifs ;
- chirurgie des cancers gynécologiques et du sein ;
- chirurgie des cancers urologiques ;
- chirurgie de la hanche ;
- chirurgie ambulatoire.

### Justice

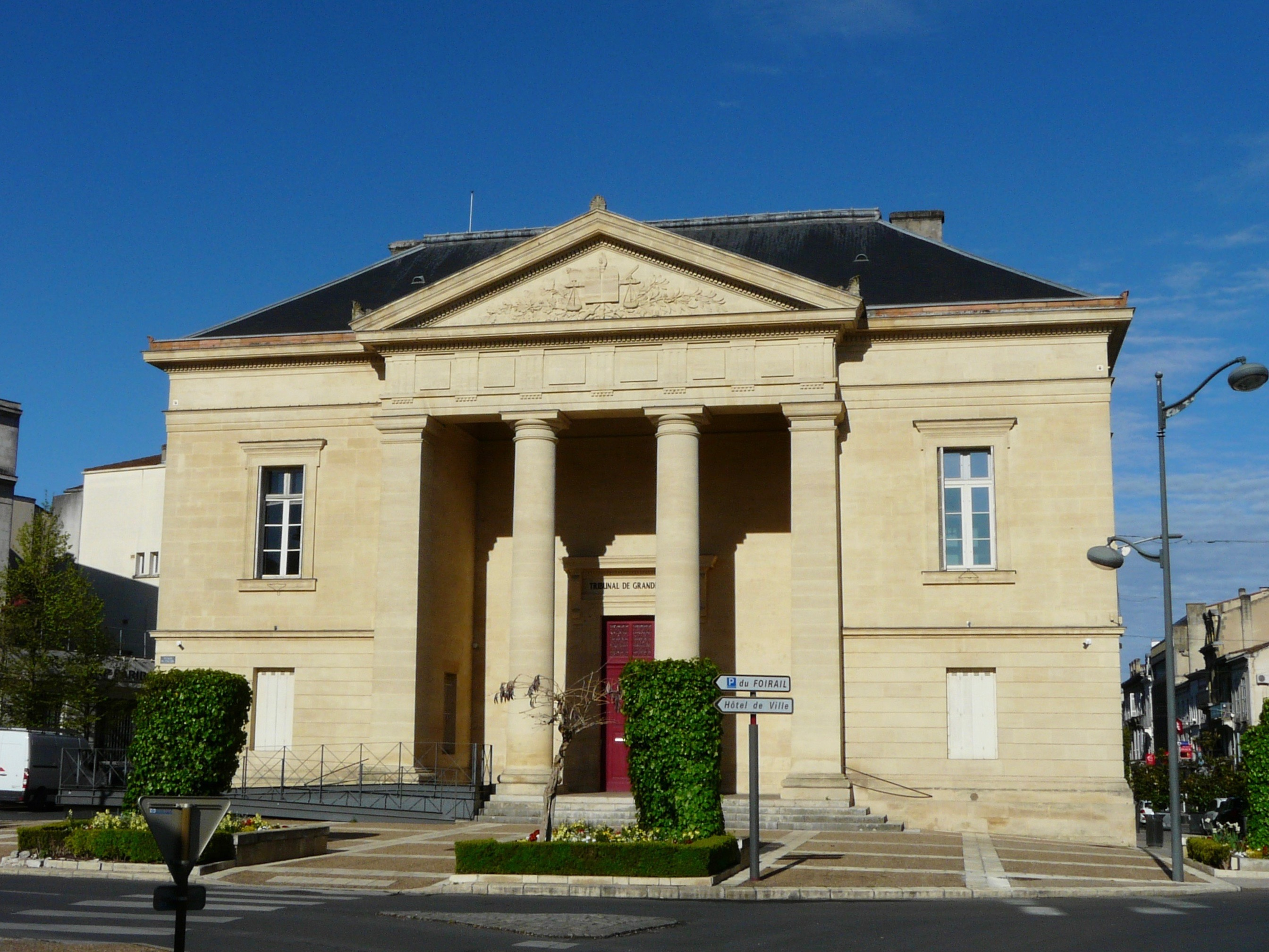
Le tribunal de grande instance.

Dans le domaine judiciaire, Bergerac relève : 
- du tribunal judiciaire, du tribunal pour enfants, du conseil de prud'hommes et du tribunal de commerce de Bergerac ;
- du pôle Nationalité du tribunal judiciaire de Périgueux (compétent uniquement dans le domaine de la nationalité) ;
- de la cour d'appel, du tribunal administratif et de la  cour administrative d'appel de Bordeaux.

### Secours
Un centre de secours est implanté en centre-ville depuis 1964 ; une nouvelle caserne excentrée doit être mise en service fin 2025 dans la zone d'activités des Sardines.

## Population et société

### Démographie

#### Bergerac
Les habitants de Bergerac se nomment les Bergeracois.
L'évolution du nombre d'habitants est connue à travers les recensements de la population effectués dans la commune depuis 1793. Pour les communes de plus de 10 000 habitants les recensements ont lieu chaque année à la suite d'une enquête par sondage auprès d'un échantillon d'adresses représentant 8 % de leurs logements, contrairement aux autres communes qui ont un recensement réel tous les cinq ans,.

En 2022, la commune comptait 26 852 habitants, en évolution de −1,53 % par rapport à 2016 (Dordogne : +0,37 %, France hors Mayotte : +2,11 %).
| 1793   | 1800  | 1806  | 1821  | 1831  | 1836  | 1841   | 1846  | 1851   |
| ------ | ----- | ----- | ----- | ----- | ----- | ------ | ----- | ------ |
| 11 720 | 8 544 | 8 665 | 8 044 | 8 557 | 9 285 | 10 102 | 9 873 | 10 402 |

| 1856   | 1861   | 1866   | 1872   | 1876   | 1881   | 1886   | 1891   | 1896   |
| ------ | ------ | ------ | ------ | ------ | ------ | ------ | ------ | ------ |
| 10 875 | 12 116 | 12 123 | 11 699 | 13 120 | 15 042 | 14 353 | 14 735 | 15 642 |

| 1901   | 1906   | 1911   | 1921   | 1926   | 1931   | 1936   | 1946   | 1954   |
| ------ | ------ | ------ | ------ | ------ | ------ | ------ | ------ | ------ |
| 15 936 | 15 623 | 16 162 | 17 041 | 16 593 | 17 520 | 18 902 | 22 525 | 23 622 |

| 1962   | 1968   | 1975   | 1982   | 1990   | 1999   | 2006   | 2011   | 2016   |
| ------ | ------ | ------ | ------ | ------ | ------ | ------ | ------ | ------ |
| 25 185 | 27 165 | 27 764 | 26 832 | 26 899 | 26 053 | 27 716 | 27 687 | 27 269 |

| 2021   | 2022   | - | - | - | - | - | - | - |
| ------ | ------ | - | - | - | - | - | - | - |
| 26 323 | 26 852 | - | - | - | - | - | - | - |

#### L'agglomération et l'aire urbaine
En 2010, l'unité urbaine de Bergerac (l'agglomération) regroupe 22 communes : Bergerac, Cours-de-Pile, Creysse, Le Fleix, La Force, Gardonne, Ginestet, Lamonzie-Saint-Martin, Lembras, Mouleydier, Port-Sainte-Foy-et-Ponchapt, Prigonrieux, Saint-Antoine-de-Breuilh, Saint-Germain-et-Mons, Saint-Laurent-des-Vignes, Saint-Nexans, Saint-Pierre-d'Eyraud, Saint-Sauveur, Pineuilh, Saint-Avit-Saint-Nazaire, Sainte-Foy-la-Grande et Saint-Philippe-du-Seignal. Ces quatre dernières communes font partie du département de la Gironde.
Elle s'étend d'est en ouest sur près de 35 kilomètres, le long de la Dordogne depuis Mouleydier jusqu'à Saint-Antoine-de-Breuilh. Avec 64 681 habitants en 2014 dont 56 072 en Dordogne, c'est la deuxième agglomération du département après celle de Périgueux.
L'aire urbaine de Bergerac plus étendue, regroupe au total 67 communes et 81 322 habitants en 2014, dont 71 485 en Dordogne.

### Manifestations culturelles et festivités
- En janvier, depuis 2004, l'Union musicale bergeracoise, orchestre d'harmonie associatif amateur de Bergerac, propose ses Concerts du Nouvel An au Centre culturel Michel-Manet avec chaque année un thème différent (20e édition en 2023)[139].
- En février, sur un week-end, bourse d'échange automobile (49e édition en 2025)[140].
- Le Salon de la collection se tient chaque année en mars (35e édition en 2025)[141].
- En avril, sur un week-end, Festival de la BD (8e édition en 2025)[142].
- Début mai, le festival Atout chœurs propose plusieurs concerts dans différents styles musicaux sur Bergerac et Creysse (11e édition en 2024)[143].
- Créé en 2003, le « festival Jazz pourpre » se tient sur trois jours chaque année en mai à Bergerac mais également sur d'autres communes du Bergeracois (21e édition en 2024, également à Lembras)[144].
- La foire-exposition qui avait lieu habituellement les années paires tous les deux ans en août-septembre, se déroule en juin 2015 et attire 26 000 visiteurs[145]. Après une « édition catastrophique » en juin 2016 avec seulement 8 500 visiteurs, la nouvelle édition début mai 2019 a permis d'enregistrer environ 22 000 entrées[146]. N'ayant pas eu lieu en 2021 pour cause de pandémie de Covid-19, une nouvelle édition s'est tenue en mai 2022 avec 200 exposants[147].
- Les tables de Cyrano rassemblent au mois de juillet en plein air les amateurs de gastronomie locale et de musique de rue[148].
- Le 10 juillet 2001, Bergerac a accueilli le concert d'Elton John au stade municipal Gaston-Simounet. Seule étape française de sa tournée mondiale, le concert rassembla environ 15 000 personnes.
- En juillet-août, festival musical « Les Estivales »[149]).
- Au mois d'octobre, sur trois jours, festival de musique ancienne « Orgue en fête »[150].
- Après s'être tenu le 15 août, le « Salon du livre ancien », devenu le « Salon du livre ancien et moderne, et du vieux papier »[151] puis le « Salon du livre ancien et moderne » se déroule depuis 2014 en novembre[152] (23e édition en 2024[153]).
- La Félibrée du Périgord est une fête populaire occitane organisée chaque année, dans une ville ou un village du Périgord. Bergerac l'a accueillie en 1906, 1926, 1947, 1948, 1961, 1993 et 2013[154].

### Sports

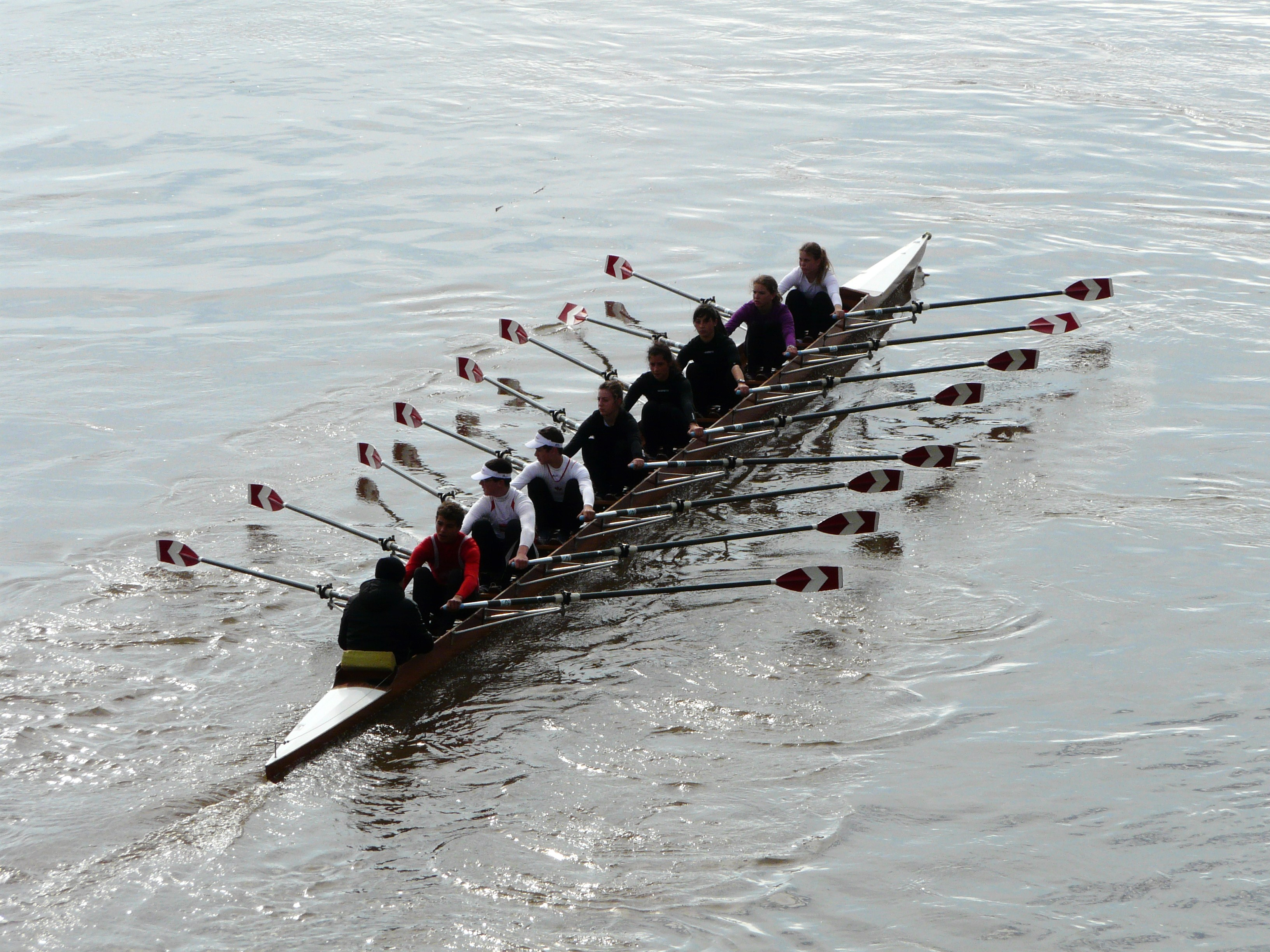
Entraînement d'aviron sur la Dordogne à Bergerac.

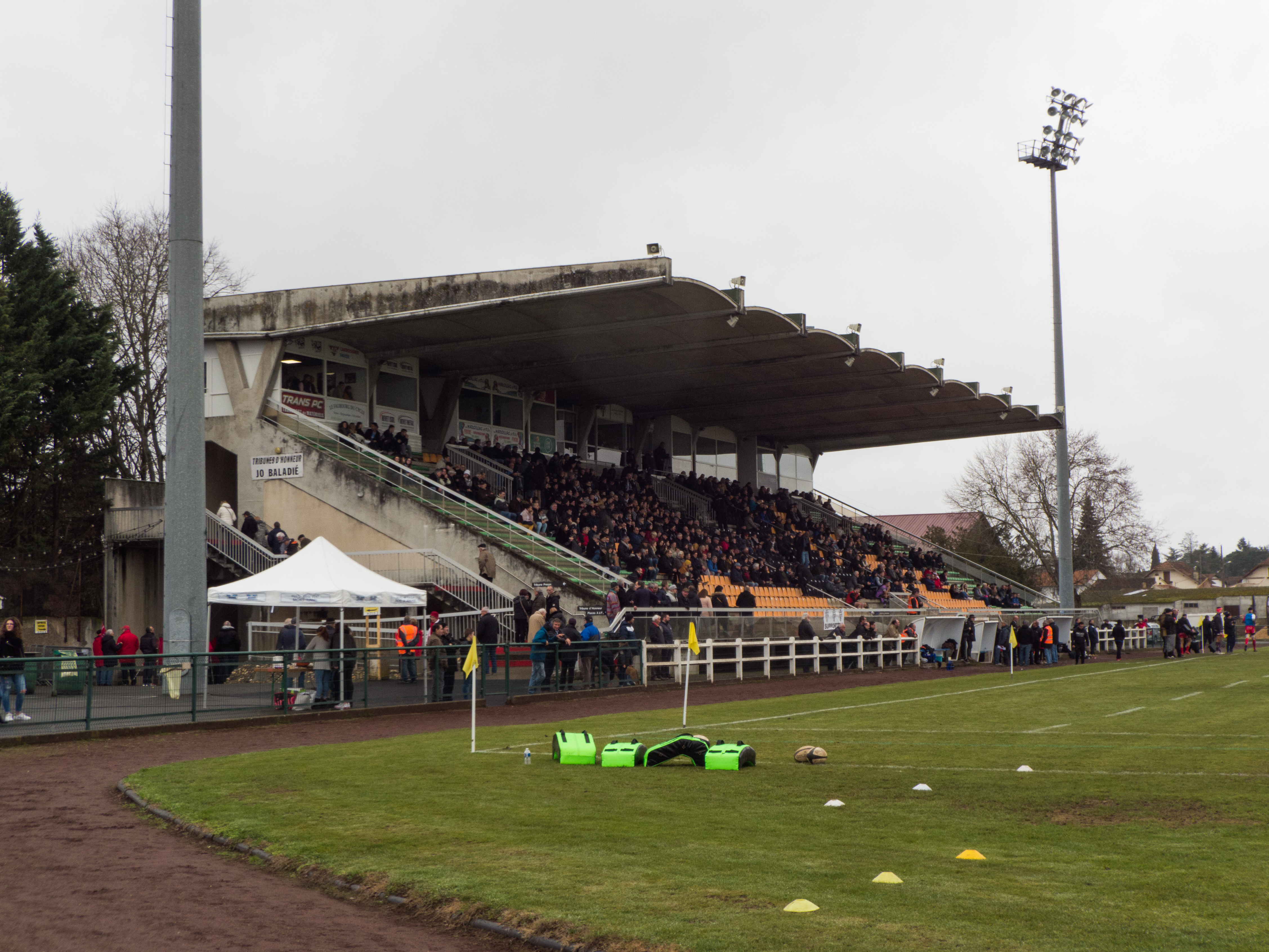
Le stade Gaston-Simounet.

- Athlétisme : Bergerac Athlétique Club avec Yohan Durand, vice-champion d'Europe espoirs du 1 500 m en 2007, et champion de France du 5 000 m en 2012
- Aviron : avec le Sport nautique créé en 1860. 100e titre de champion de France en mai 2012.
- Ball-Trap : avec le Ball-Trap Club de Bergerac sur le stand de Tir de Faux-Canguilhem. L'activité de Ball-trap est en cours d'extinction à Bergerac à la suite de la fermeture administrative du stand de tir initié par la municipalité de Faux et la décision de la municipalité de Bergerac de ne pas soutenir le projet de mise aux normes.
- Basket-ball : avec l’USB Basket
- Escalade, alpinisme, raquettes : avec l’Association sportive de la Poudrerie de Bergerac
- Escrime : avec l'association des Cadets de Bergerac
- Football : avec le Bergerac Périgord Football Club en Championnat de France de football de National 2 pour la saison 2024-2025
- Gymnastique artistique féminine : avec le Stella (FSCF) et les Enfants de France (FFG)
- Handball : avec le BPPH en National 1 féminin
- Karaté: avec "OSKCB" (Ohshima Shotokan Karaté Club Bergeracois)
- Kendo : avec l’Association Go Shin No Yama
- Natation : avec le Cercle des nageurs bergeracois (CNB)
- Plongée sous marine : avec l’Association Cyrano Plongée Bergerac
- Rugby : avec l’US Bergerac en championnat de France de Fédérale 2 pour la saison 2024-2025
- Tennis : avec le Bergerac US Tennis et le Tennis Club de Bergerac (TCB)
- Aïkido, boxe française, boxe anglaise, gym tonic, handisport, judo, jujitsu, Racing Car, Randonnée Pédestre, Savate Défense, Taïso, Tennis, Tir, Triathlon avec l’USB Omnisport[155]

#### Manifestations sportives
- La Grappe de Cyrano est une épreuve d’enduro de niveau international sur deux jours. Elle part d'une ville du Bergeracois ou du Périgord noir et y revient, se tenant depuis 1987 chaque année, en mars, avril ou mai[156]. Bergerac a notamment servi de point de départ et d'arrivée en 2013[157] et 2018[158].
- La Botte de Cyrano, compétition d'escrime à l'épée dans le centre historique de Bergerac, fin juin (association : Les Cadets de Bergerac, club d'escrime).
- En juillet, le triathlon de Bergerac propose trois parcours différents ; le plus long enchaîne 1,5 km à la nage, 40 km à vélo et 10 km en course à pied (34e édition en 2025)[159].
- Bergerac a été deux fois ville étape du Tour de France, en 1961 et en 1994 pour deux étapes contre-la-montre[160]. La seule étape contre-la-montre du tour 2014 a relié Bergerac à Périgueux[161]. La veille, lors de la dix-neuvième étape arrivant à Bergerac, Ramūnas Navardauskas est le premier Lituanien à gagner une étape du Tour de France. Bergerac est la ville d'arrivée de la 10e étape du Tour de France 2017.

### Médias

#### Presse écrite
- Sud Ouest édition Dordogne (quotidien)
- L'Écho de la Dordogne (quotidien)
- Le Démocrate indépendant (hebdomadaire)

#### Radios
Les habitants de Bergerac peuvent écouter plusieurs radios locales :
- Radio Orion (87.6 FM) : radio associative[162].
- Chérie FM Dordogne (90.2 FM) : programme local de Chérie FM réalisé depuis Périgueux[163].
- Bergerac 95 (95.0 FM) : radio locale devenue commerciale (elle a intégré le GIE Les Indés Radios)[164].
- Radio Vallée Bergerac (RVB) (96.3 FM) : radio associative[165].
- France Bleu Périgord (99.0 FM) : radio locale publique réalisée depuis Périgueux. Elle émet dans tout le département de la Dordogne mais aussi dans le Lot-et-Garonne et le Limousin[166].

Ils peuvent également écouter les radios nationales suivantes :
- 92.3 : France Inter
- 93.2 : Europe 2
- 94.0 : France Culture
- 95.5 : Sud Radio
- 97.1 : France Musique
- 98.6 : RTL2
- 101.0 : Skyrock
- 101.8 : NRJ
- 102.6 : Nostalgie
- 103.1 : RMC
- 103.8 : RTL
- 105.5 : France Info
- 106.2 : Europe 1

#### Télévision
France 3 Périgords propose un journal local traitant de l'actualité du Périgord dans le 19/20 depuis le Centre départemental de la Communication, sur le quai Saint-Georges à Périgueux. À Bergerac, elle est captée depuis le site d'émission TDF de la Baronnie à Audrix.

### Cultes

#### Catholicisme

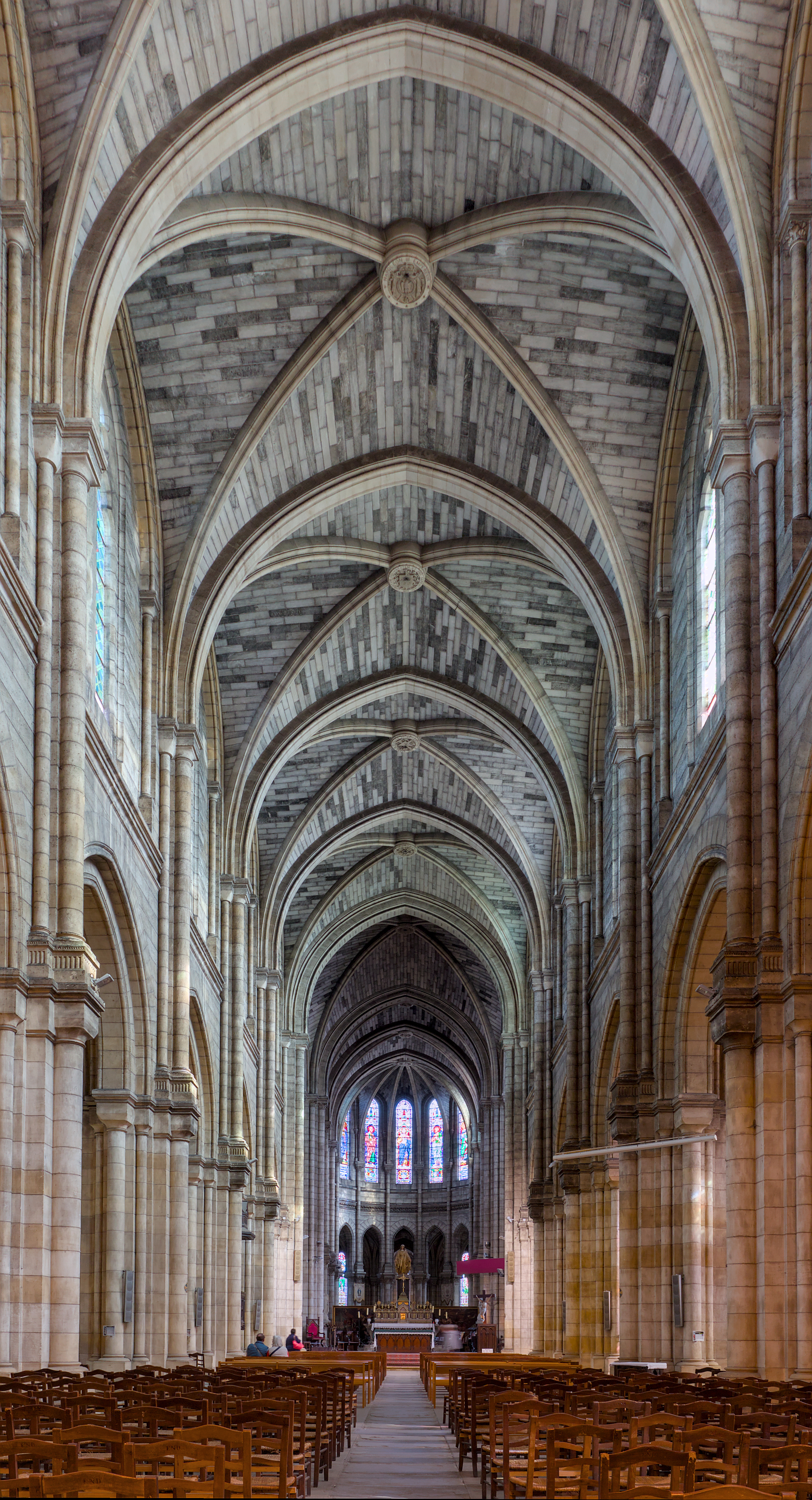
Église Notre-Dame de Bergerac : intérieur.

Les catholiques de Bergerac relèvent principalement de la paroisse Saint-Jacques-en-Bergeracois, qui s'étend également sur les territoires de quarante communes environnantes, et donc du diocèse de Périgueux et Sarlat.
- Chapelle Notre-Dame-de-la-Paix de l'Alba[168], située rue Thomas ; ses offices y sont menés, depuis 1997, par la Fraternité sacerdotale Saint-Pierre selon la forme tridentine du rite romain.
- Chapelle Sainte-Jeanne-d’Arc et son école traditionaliste hors contrat, affiliées à la Fraternité Saint-Pie X et anciennement situées rue Jules-Michelet, elles sont transférées avenue Foch en 2016[169].
- Église Notre-Dame de Bergerac, rue Sainte-Catherine, construite de 1856 à 1865, inscrite aux monuments historiques en 2002.
- Chapelle Notre-Dame de la Famille missionnaire de Notre-Dame, installée depuis 2005 dans l'ancien carmel de Bergerac.
- Chapelle Saint-Luc, rue du Maréchal-Juin.
- Chapelle du Pont-Roux, rue Camille-Saint-Saëns.
- Église Saint-Jean-des-Cordeliers, XVIIe siècle, située rue de Clairat, elle fut d'abord le lieu de culte du couvent local des cordeliers, puis connut pendant près de 120 ans une utilisation profane en tant que brasserie puis hôtel-restaurant. Depuis 2004, des messes y sont de nouveau célébrées par les prêtres de la Fraternité sacerdotale Saint-Pie-X.
- Église Saint-Jacques-le-Majeur de Bergerac du XVIe siècle, est une des étapes de la Via Lemovicensis pour les pèlerins de Saint-Jacques-de-Compostelle, gage aussi d'un certain tourisme supplémentaire. Inscrite aux monuments historiques en 1974.
- Église de la Madeleine[170], construite en 1843.

#### Protestantisme
- Grand temple de Bergerac, anciennement de l'Église réformée de France, aujourd'hui de l'Église protestante unie de France, place Cayla[171].
- Église évangélique libre, 5 rue Durou[172].
- Église évangélique tzigane de France, rue du Tounet[173].

#### Islam
- Mosquée du Tounet, rue du Tounet, construite en 2022. Elle remplace la mosquée de Naillac[174],[175].
- Mosquée de la rue Leconte-de-l'Isle.

## Économie
Bergerac possède une antenne de la Chambre de commerce et d'industrie de la Dordogne.
Le développement touristique constitue depuis plus de 10 ans une priorité avec l’émergence d’une véritable destination : le Pays de Bergerac. La première spécificité en est le tourisme viticole dont le vin de Monbazillac est le plus réputé. Le patrimoine, la rivière Dordogne et les activités de pleine nature complètent une offre touristique très riche.
Les touristes étrangers sont en majorité des Anglais, des Hollandais et des Belges notamment grâce au développement de l'aéroport de Bergerac-Dordogne-Périgord qui propose des liaisons quotidiennes vers la Grande-Bretagne, la Belgique et les Pays-Bas.

### Monnaie locale
Une monnaie locale, l'Aqui, a été lancée en avril 2018,.

### Emploi
L'emploi est analysé ci-dessous selon qu'il affecte les habitants de Bergerac ou qu'il est proposé sur le territoire de la commune.

#### L'emploi des habitants
En 2018, parmi la population communale comprise entre 15 et 64 ans, les actifs représentent 10 434 personnes, soit 38,9 % de la population municipale. Le nombre de chômeurs (2 034) a diminué par rapport à 2013 (2 335) et le taux de chômage de cette population active s'établit à 19,5 %.

#### L'emploi sur la commune
En 2018, la commune offre 14 621 emplois pour une population de 26 823 habitants. Le secteur tertiaire prédomine avec 44,3 % des emplois mais le secteur administratif est également très présent avec 38,6 %.
Répartition des emplois par domaines d'activité
|                     | Agriculture, sylviculture ou pêche | Industrie | Construction | Commerce, transports et services | Administration publique, enseignement, santé, action sociale |
| ------------------- | ---------------------------------- | --------- | ------------ | -------------------------------- | ------------------------------------------------------------ |
| Nombre d'emplois    | 312                                | 1 430     | 759          | 6 482                            | 5 639                                                        |
| Pourcentage         | 2,1 %                              | 9,8 %     | 5,2 %        | 44,3 %                           | 38,6 %                                                       |
| Source des données. |                                    |           |              |                                  |                                                              |

### Établissements
Fin 2018, la commune compte 1 251 établissements actifs employeurs, dont 897 au niveau des commerces, transports ou services, 180 relatifs au secteur administratif, à l'enseignement, à la santé ou à l'action sociale, 79 dans l'industrie, 74 dans la construction, et 21 dans l'agriculture, la sylviculture ou la pêche.

### Entreprises
Une marque d'automobiles bergeracoises a existé de 1901 à 1907, d'abord nommée L'Automotrice (1901–1904), puis Radia (1904–1905) et enfin Baudouin-Radia (1905–1907). Voir en allemand L'Automotrice (de).
Créées en 1874, les pépinières Desmartis sont à l'origine du développement de la diffusion du Lagerstroemia comme arbre d'ornement en France à partir des années 1950. L'actionnaire majoritaire, Jardiland, souhaitait se débarrasser de l'entreprise qui a été reprise par deux de ses cadres en août 2014. Un plan social doit réduire les effectifs d'une quarantaine d'emplois par rapport aux 30 saisonniers et 127 salariés.
Tous secteurs confondus, parmi les entreprises dont le siège social est en Dordogne, la société « Bergerac autos » (commerce de voitures et de véhicules automobiles légers) située à Bergerac se classe 42e quant au chiffre d'affaires hors taxes en 2015-2016, avec 25 849 k€.
Parmi les cinquante premières entreprises de chaque secteur économique dans le département, classées selon le chiffre d'affaires hors taxes en 2015-2016, on trouve implantées à Bergerac :
- dans l'industrie, quatre entreprises[186],
  - Manuco (fabrication de matières plastiques de base), 17e avec 18 486 k€ ;
  - Mary Arm SA (fabrication d'armes et de munitions), 28e avec 9 347 k€ ;
  - Chaudronnerie Lescaut SA (installation de structures métalliques, chaudronnées et de tuyauterie), 39e avec 6 568 k€ ;
  - Taulou (fabrication de moules et modèles), 49e avec 4 160 k€ ;
- dans le commerce, quatre entreprises[187],
  - Bergerac autos se classe 21e ;
  - SA Cazes (commerce de voitures et de véhicules automobiles légers), 37e avec 18 156 k€ ;
  - Galinats (supermarchés), 44e avec 14 436 k€ ;
  - DNA Dordogne (commerce de voitures et de véhicules automobiles légers), 47e avec 13 225 k€ ;
- dans les services, quatre entreprises[188],
  - Société clinique Pasteur (activités hospitalières) 6e avec 12 001 k€ ;
  - Fauvel formation (formation continue d'adultes), 9e avec 8 964 k€ ;
  - Société d'exploitation de l'aéroport de Bergerac-Dordogne-Périgord, 15e avec 6 435 k€ ;
  - SELARL imagerie médicale du Bergeracois (activités de radiodiagnostic et de radiothérapie), 31e avec 3 984 k€ ;
- dans l'agroalimentaire, cinq entreprises[189],
  - Prunidor (transformation et conservation de fruits), 10e avec 9 627 k€ ;
  - Pépinières Desmartis (reproduction de plantes), 12e avec 9 575 k€ ;
  - Périgord viandes (transformation et conservation de la viande de boucherie), 17e avec 6 672 k€ ;
  - Tomates d'Aquitaine SAS (transformation et conservation de légumes), 20e avec 5 690 k€ ;
  - SICA Prunidor (transformation et conservation de fruits), 31e avec 2 609 k€ ;
- dans le BTP, quatre entreprises[190],
  - ABTP Biard (construction de routes et autoroutes), 9e avec 6 702 k€ ;
  - Maisons côte Atlantique 24 (construction de maisons individuelles) classée 27e avec 3 944 k€ ;
  - Bâti Aquitaine (travaux de maçonnerie générale et gros œuvre de bâtiment), 29e avec 3 810 k€ ;
  - J2L (promotion immobilière de logements), 36e avec 3 289 k€.

Tous secteurs confondus, cinq entreprises de Bergerac figurent parmi les cinquante premières de la Dordogne, quant au chiffre d'affaires à l'exportation,
- Manuco, 8e avec 15 285 k€ ;
- Prunidor, 25e avec 1 948 k€ ;
- Draper France (commerce de gros interentreprises non spécialisé), 27e avec 1 838 k€ ;
- Périgord millésimes et terroirs (commerce de gros interentreprises de boissons), 35e avec 1 281 k€ ;
- LMG (commerce de détail de livres en magasin spécialisé), 44e avec 963 k€.

## Culture locale et patrimoine

### Patrimoine civil
- Musée d'anthropologie du tabac dans le château Peyrarède ou « Henri-IV » (Machine de Dalloz)
- Musée du vin et de la batellerie
- Château de Lespinassat, XVIIe siècle XVIIIe siècle XIXe siècle, classé
- Château de Mounet-Sully, XIXe siècle, classé
- Le musée Costi du sculpteur Constantin Papachristopoulos, dans le sous-sol de l'ancien presbytère Saint-Jacques
- La statue de Cyrano de Bergerac réalisée par Dorillac sur les indications de Jean Varoqueaux, inaugurée en 1977 place de la Myrpe.
- La statue en bronze de Cyrano de Bergerac située place Pélissière, réalisée en 2005 par Mauro Corda[192].
- Le monument à Albert Claveille, en bronze situé place de la République. L'original d'Alphonse Camille Terroir est inauguré le 6 septembre 1925, boulevard du 8 mai 1945, à l'extrémité du jardin public. Il est ensuite déplacé place de la République. Sous le régime de Vichy, les éléments en bronze sont déboulonnés et fondus, dans le cadre de la mobilisation des métaux non ferreux. Un monument de remplacement est réalisé en 1952 par Jean Varoqueaux.
- Le Mobilisé blessé : Monument aux morts de 1870, réalisé par Louis Auguste Roubaud, ayant Paul Mounet pour servir de modèle. Il est inauguré le 9 novembre 1890 place de la République.
- Le monument aux morts de 1914-1918 réalisé par Gabriel Forestier, inauguré le 12 juin 1927 place du maréchal de Lattre de Tassigny.
- Face à l'ancienne poudrerie, des constructions en brique réfractaire ressemblant à des aqueducs datent de la fin de la Première Guerre mondiale (construction à partir de mars 1917) ; ils devaient servir de supports à des cuves d'acide nécessaire à la fabrication de coton-poudre mais l'armistice du 11 novembre 1918 fait que ces édifices n'ont jamais servi[193].

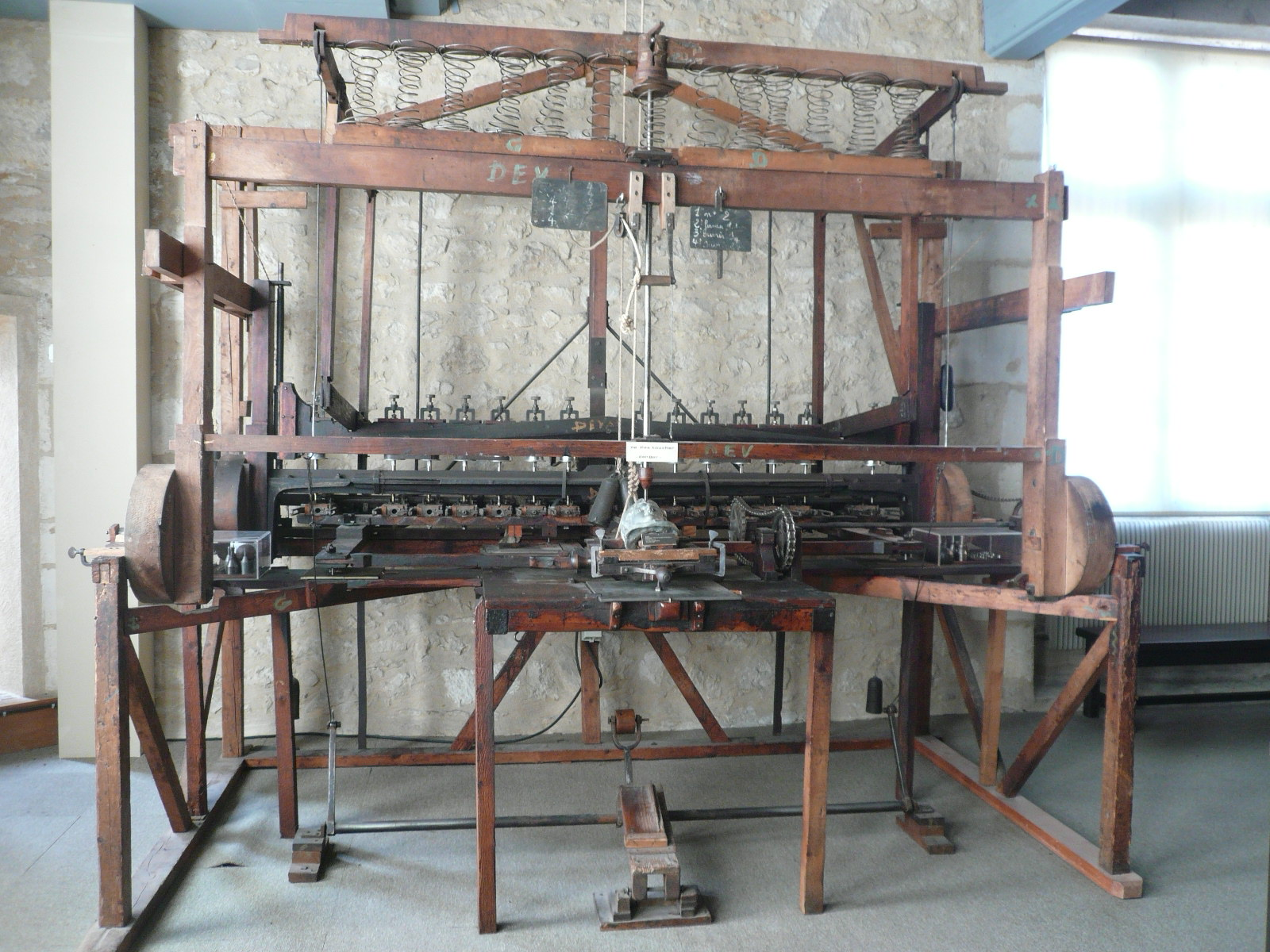
Machine à sculpter de Dalloz au musée du tabac.
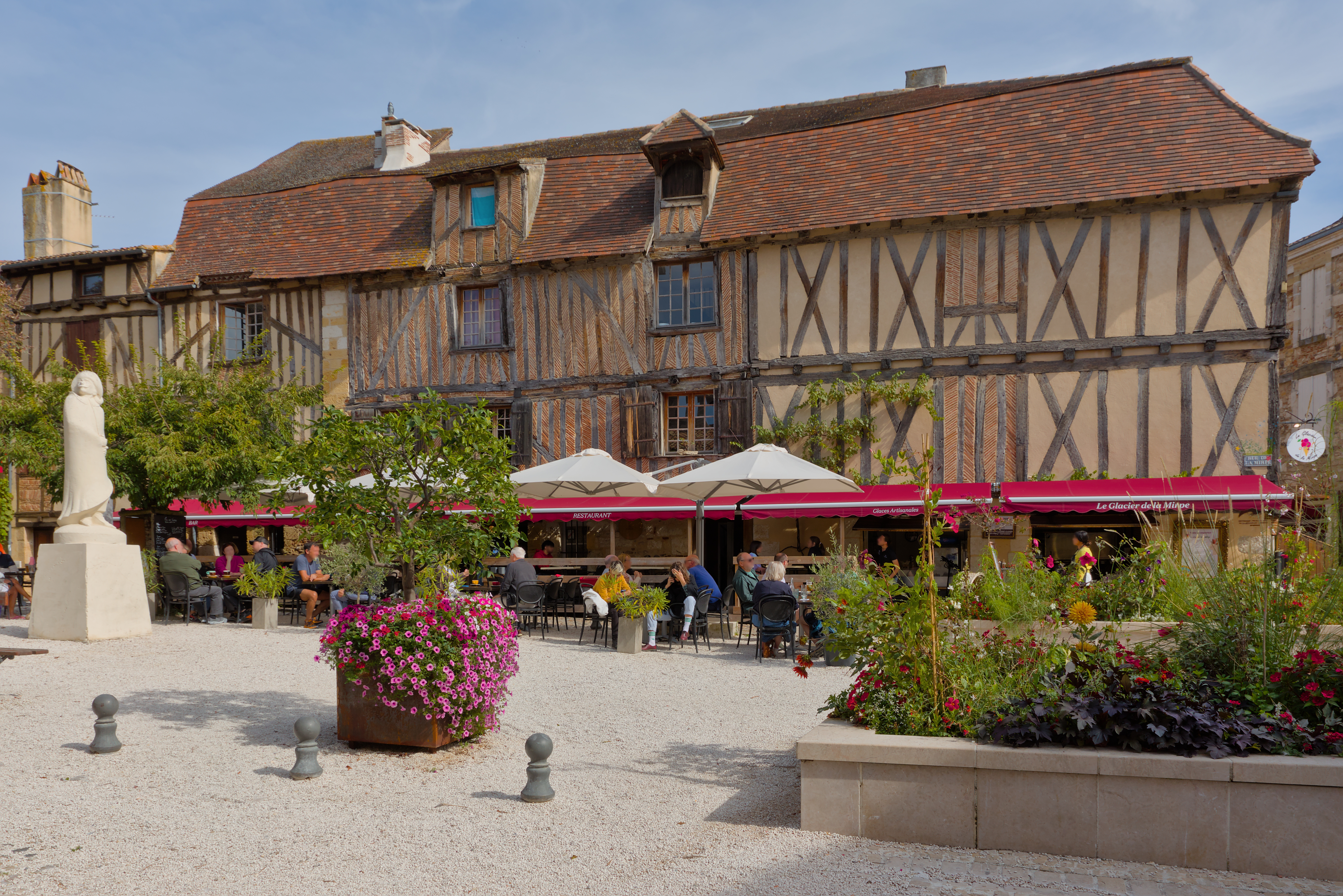
La place de la Myrpe, avec ses maisons à pans de bois et la statue de Cyrano de Bergerac.
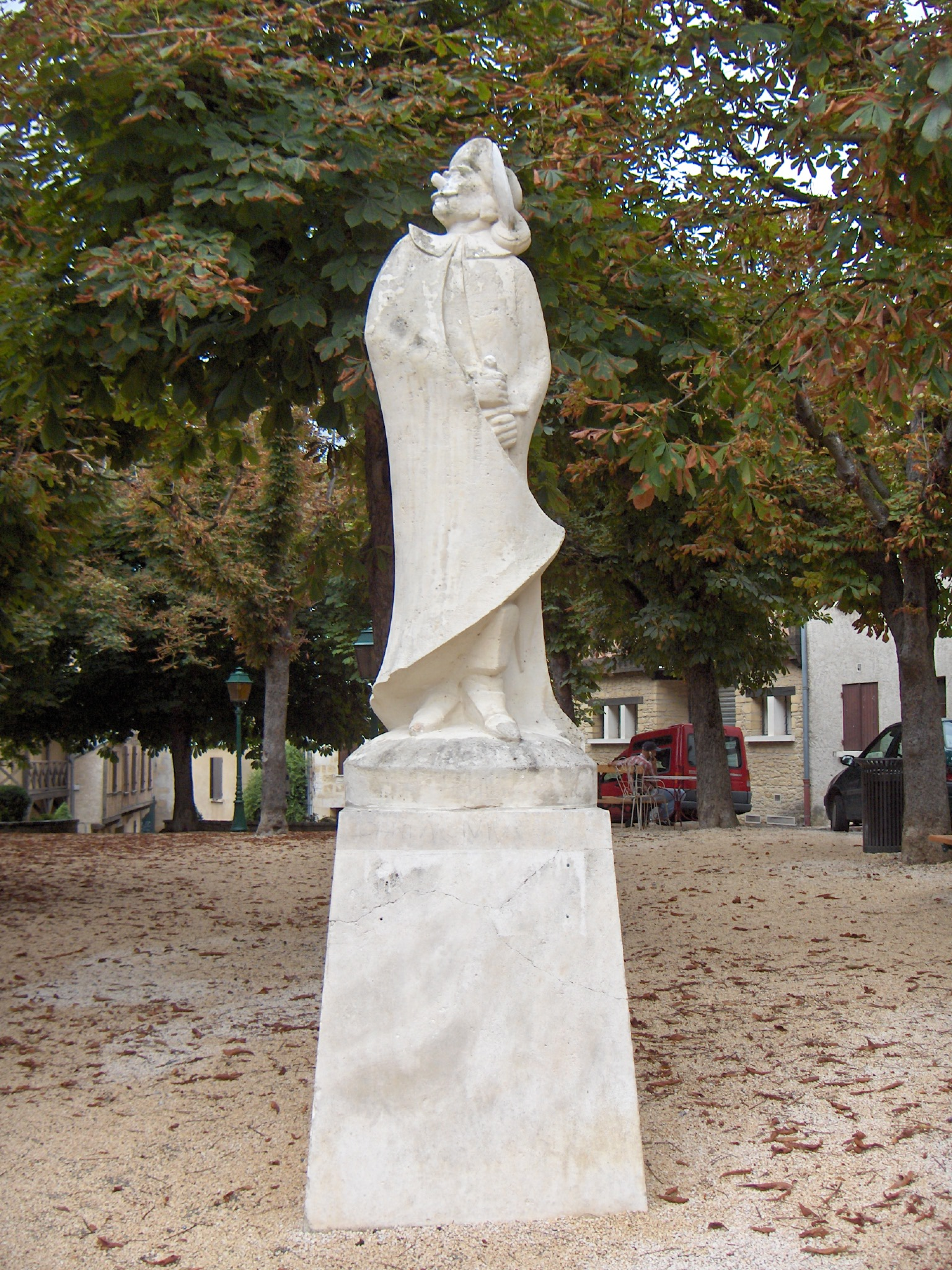
Statue de Cyrano de Bergerac, place de la Myrpe.
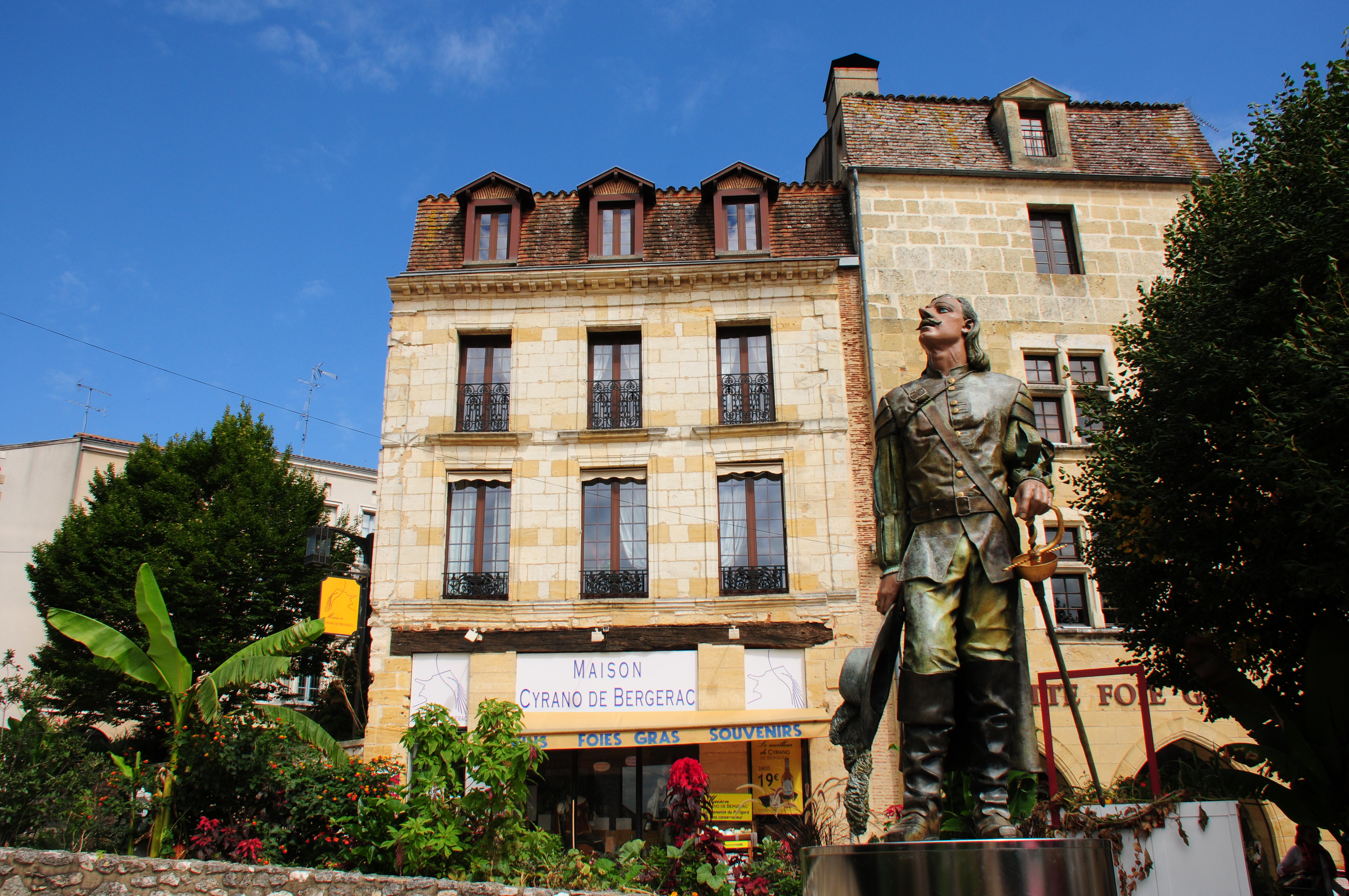
Statue de Cyrano de Bergerac, place Pélissière.
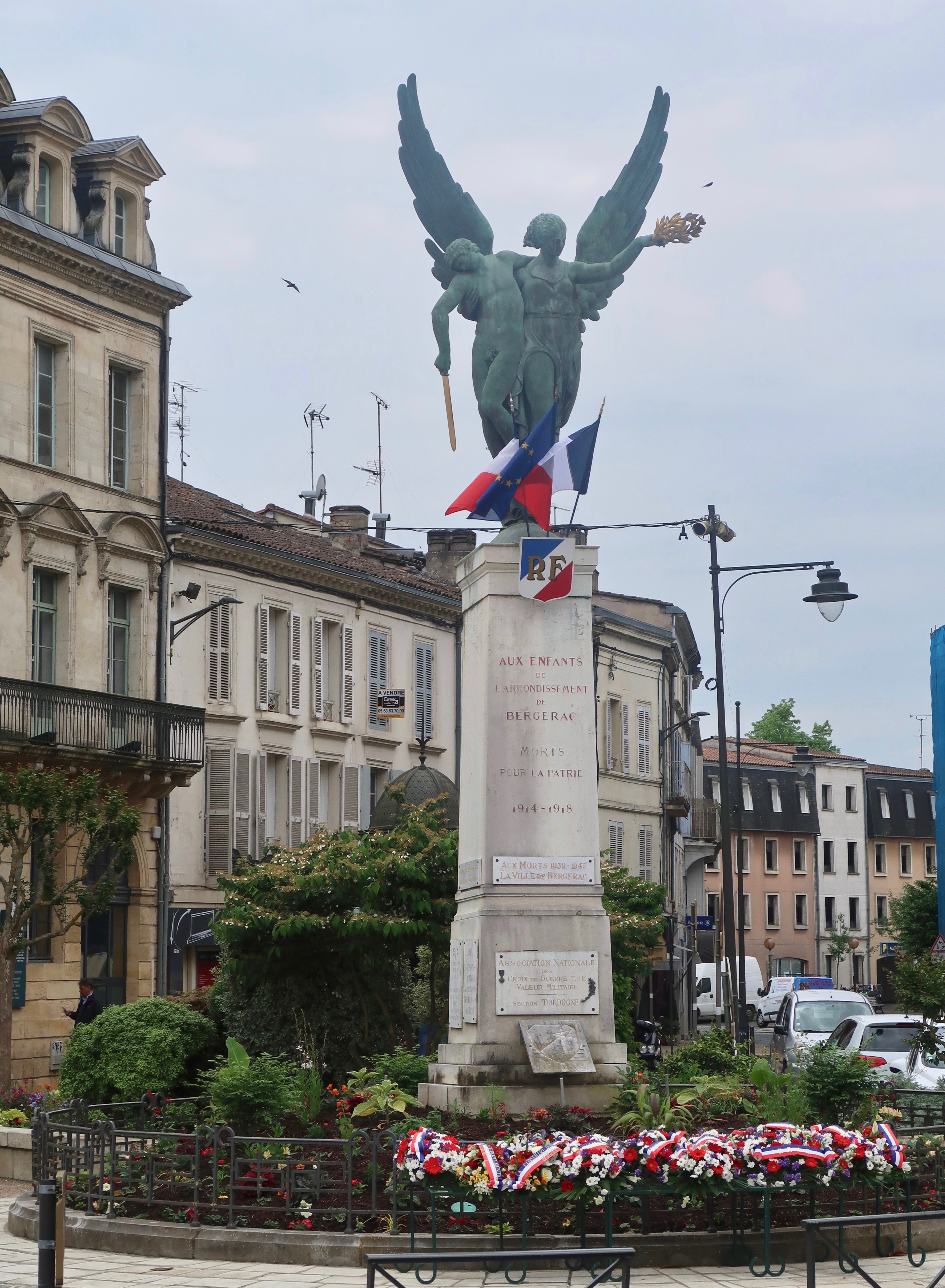
Monument aux morts de 14-18.
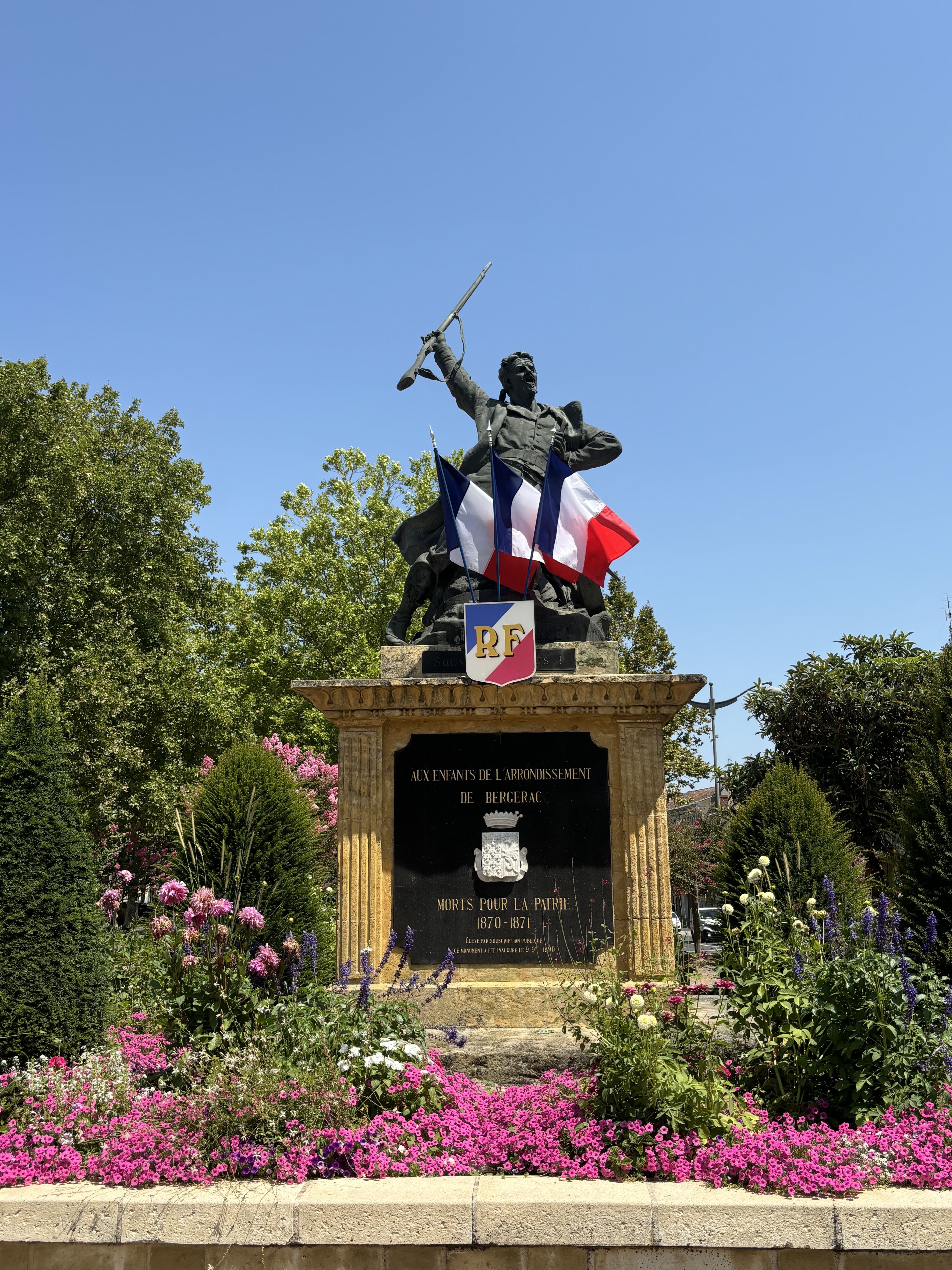
Monument aux morts de 1870.
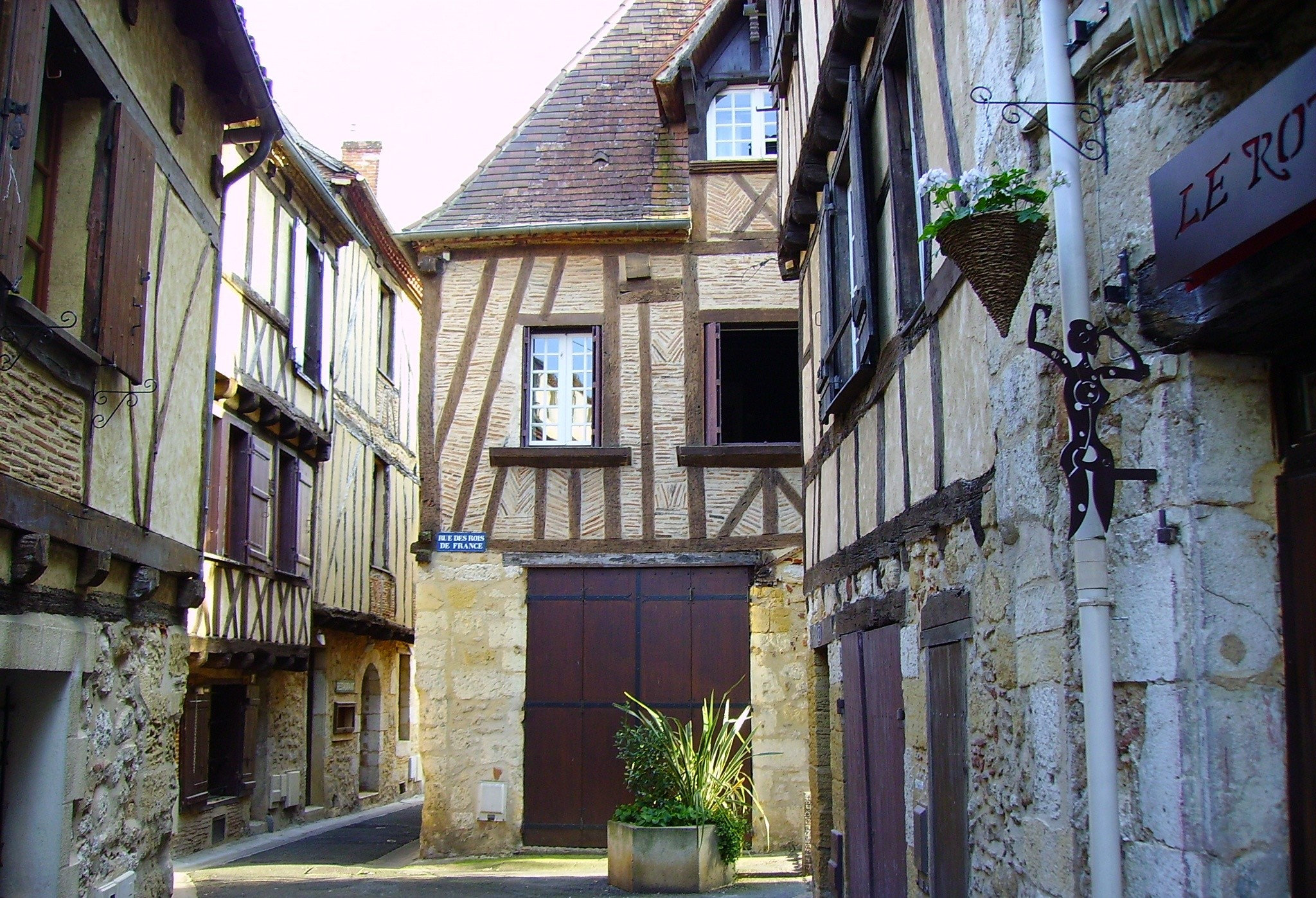
Maisons du vieux Bergerac.
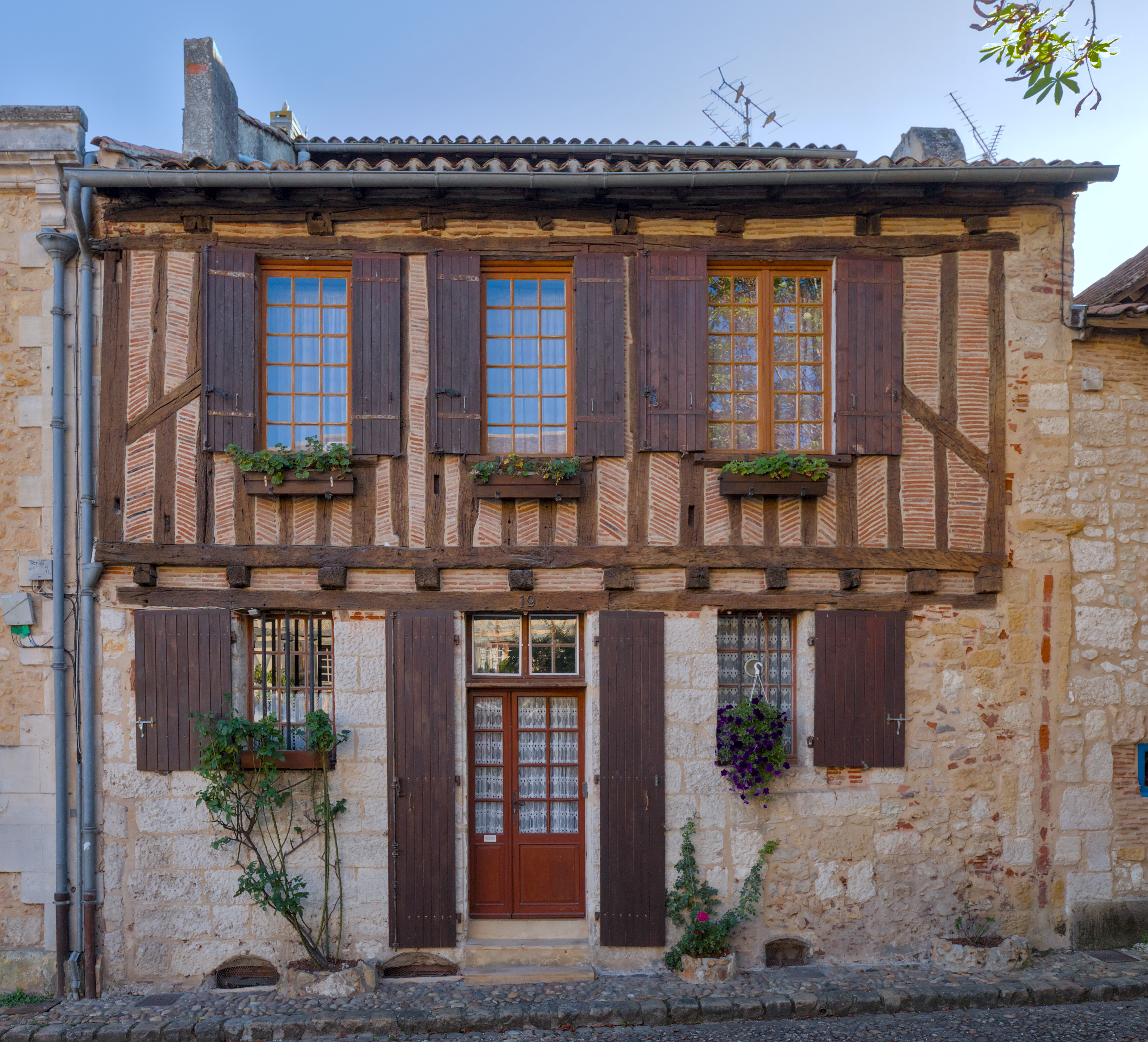
Une maison à pans de bois du Vieux Bergerac.

Bergerac dispose de plusieurs cimetières ; les deux plus importants sont ceux de Beauferrier et la Beylive qui s'étendent chacun sur plus de quatre hectares ; trois autres se situent au pont Saint-Jean, à la Conne et aux Marquets, ce dernier datant de 1783 étant le plus ancien. La ville a également deux columbariums (à Beauferrier et la Beylive) et un jardin cinéraire dans ce dernier site.

### Patrimoine religieux
- Temple de l'église protestante unie de France situé au cœur de la vieille ville, place Cayla, le grand temple de Bergerac est installé dans l’ancienne église des Récollets. Concerts réguliers.
- Le cloître des Récollets qui abrite la Maison des Vins de Bergerac[196].
- L'église Notre-Dame a été construite en style néogothique par Paul Abadie entre 1852 et 1868. Elle est classée au titre des monuments historiques en 2002[197].
- L’église Saint-Jacques.
- Le couvent des Cordeliers qui est devenu un prieuré en 2003 avec la FSSPX.

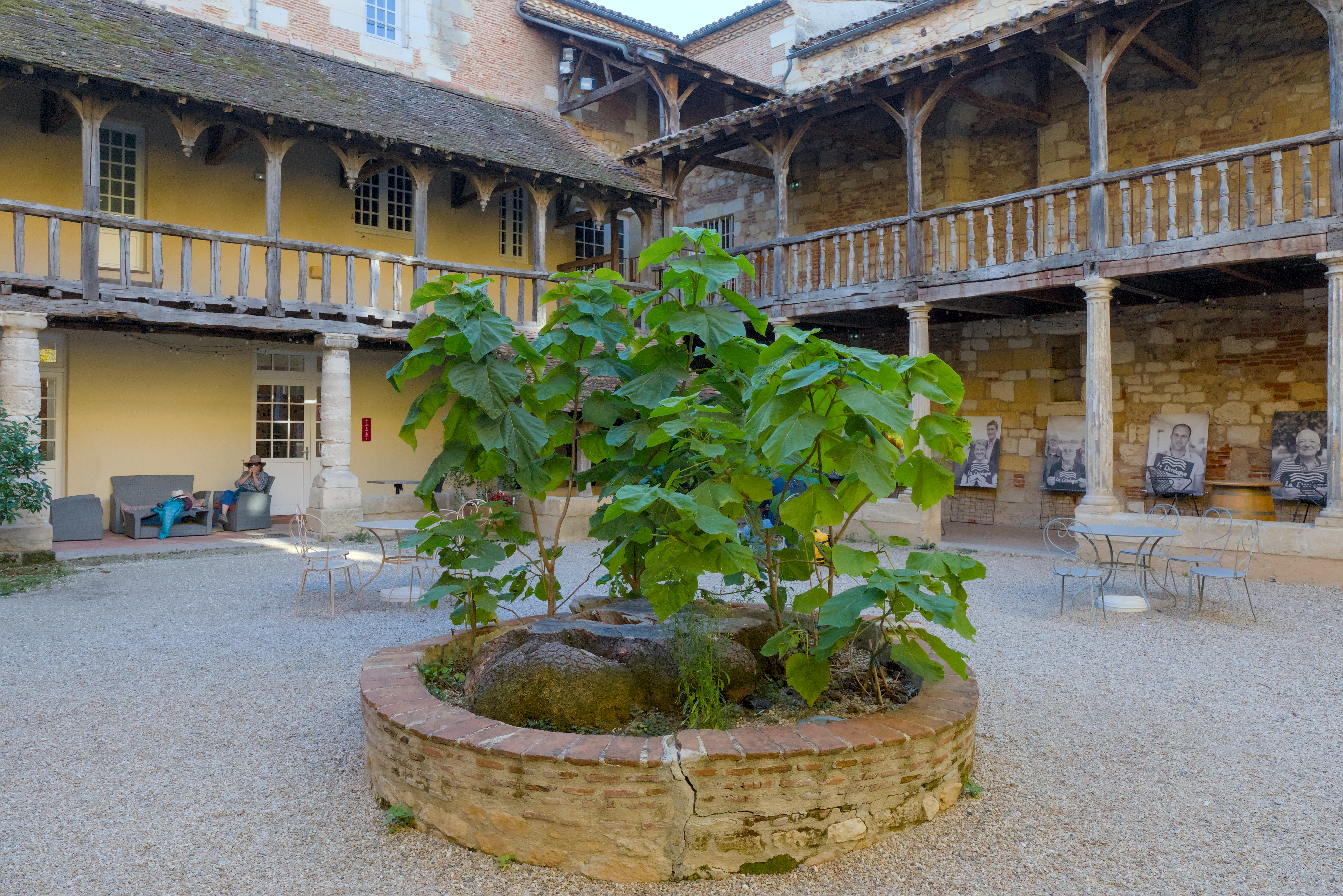
Le cloître des Récollets.
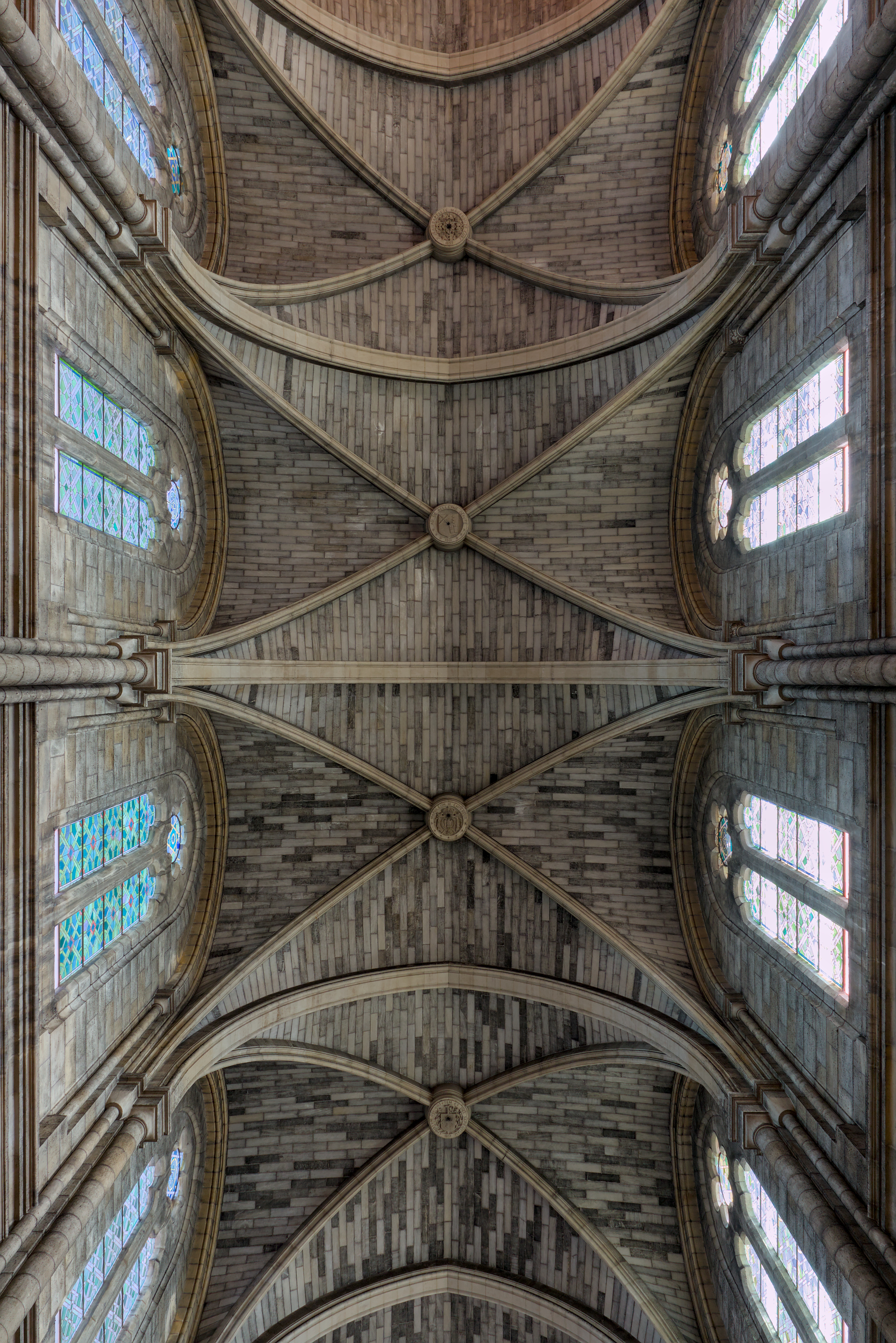
Voûte de l'église Notre-Dame.
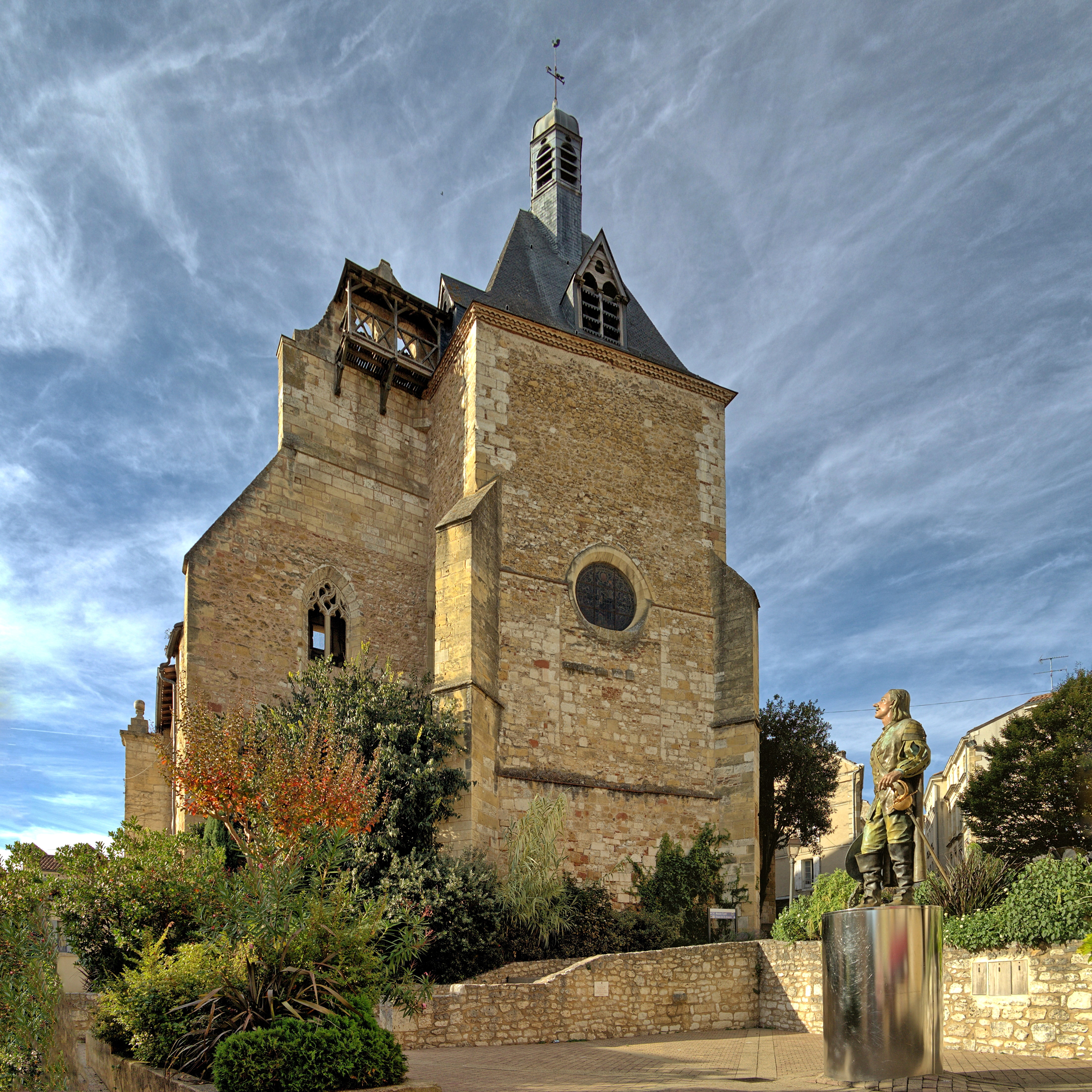
La place Pélissière et l’église Saint-Jacques.
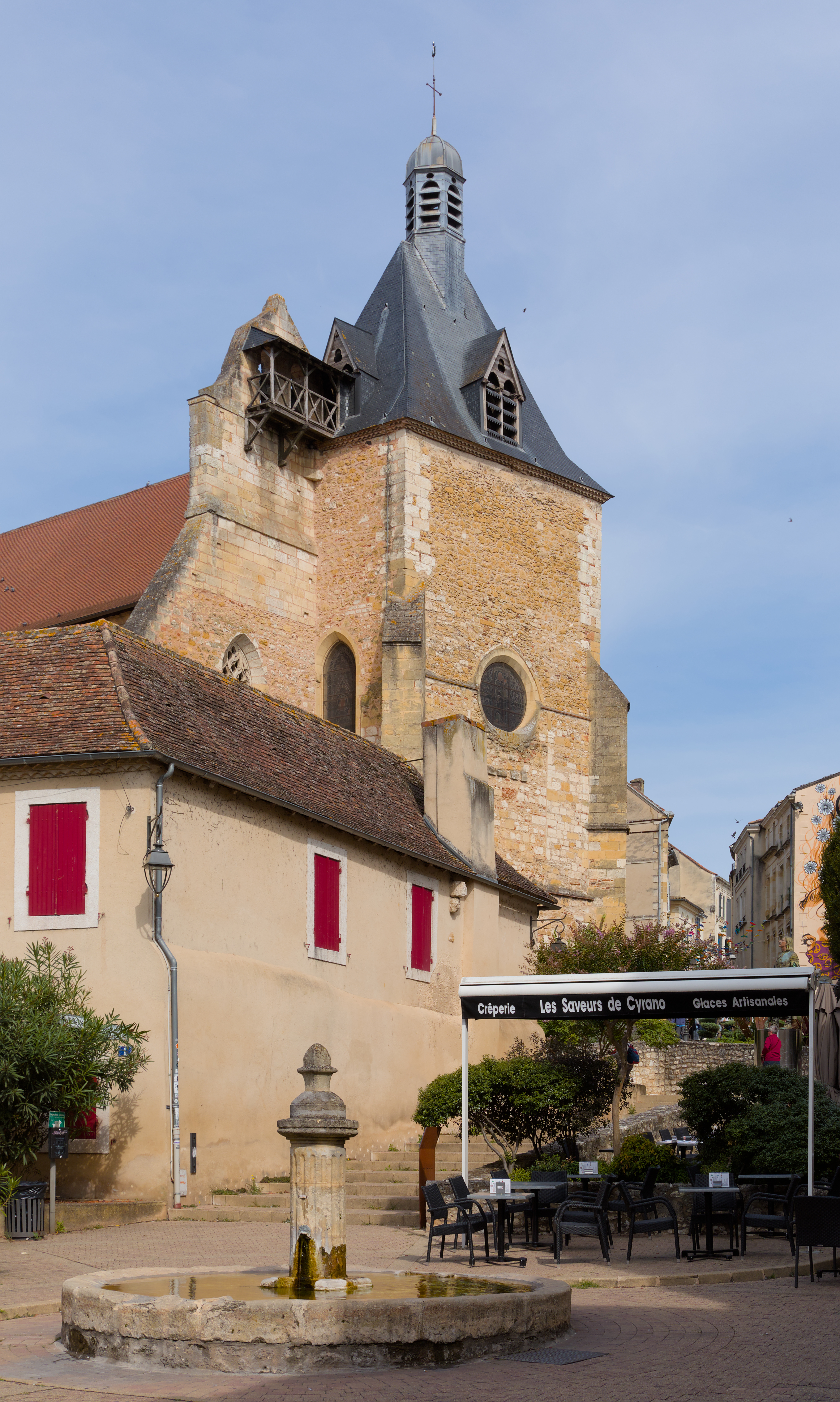
La place Pélissière et l’église Saint-Jacques.
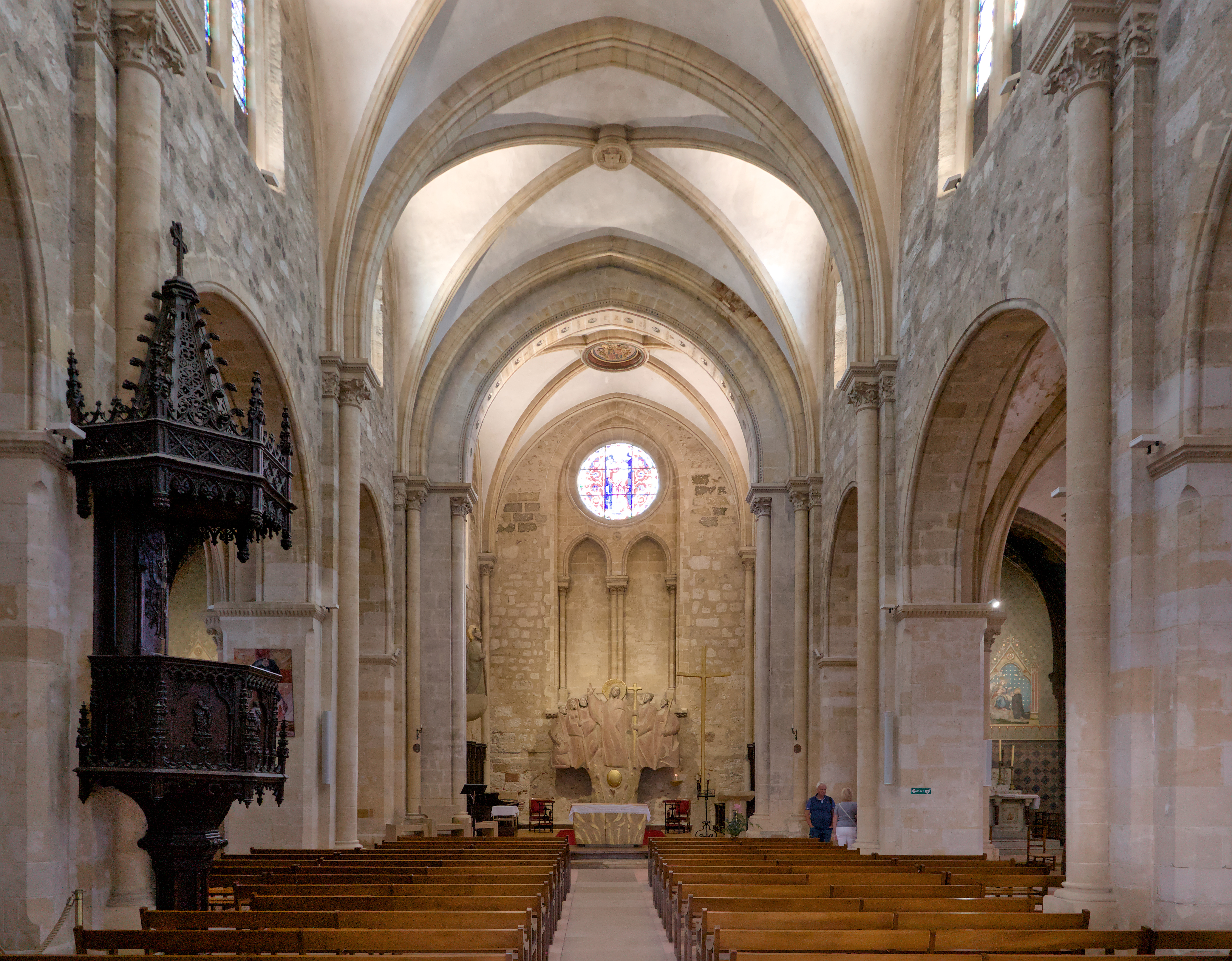
Intérieur de l'église Saint-Jacques.
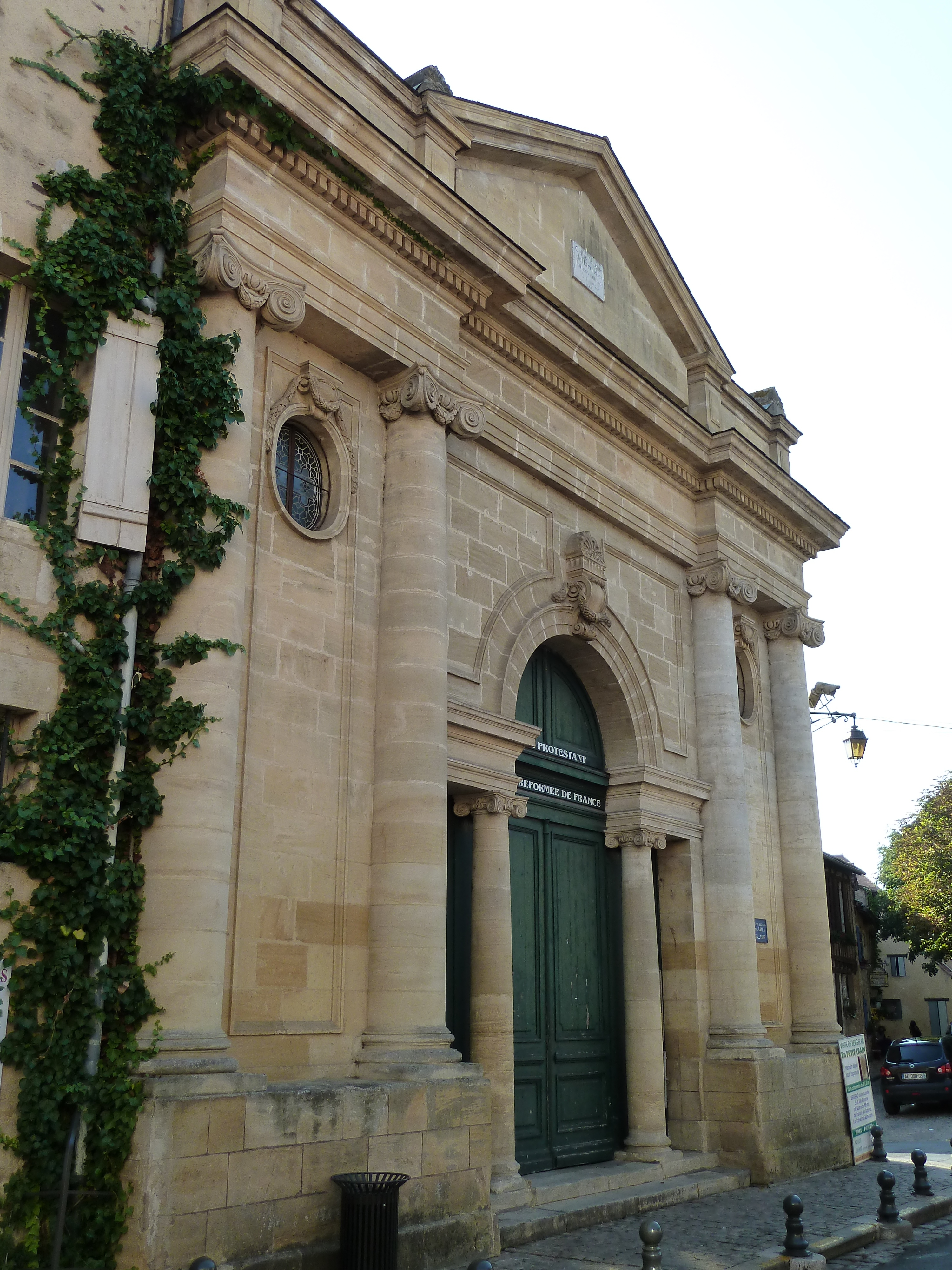
Le temple protestant.

### Patrimoine environnemental
Bergerac compte deux grandes lignées familiales d'horticulteurs, les Desmartis et surtout les Perdoux, ces derniers s'établissant dans la ville à la fin du XVIIIe siècle. Ils acclimatèrent le Lagerstroemia japonica, créèrent des parcs et des jardins et participèrent à la sauvegarde des vieux cépages régionaux après la crise du phylloxéra à la fin du XIXe siècle. Fondateur de la Société française d'ampélographie, Gabriel Perdoux, accompagné de son fils Léopold, implanta en 1914 en Argentine le vignoble du Mendoza.
En 1929 est créé le jardin Perdoux, maintenant rebaptisé parc municipal Jean-Jaurès.
Après avoir obtenu pendant plusieurs années quatre fleurs au Concours des villes et villages fleuris, ainsi que la « fleur d'or » en 2014, Bergerac suspend sa participation au concours en 2017. En 2013, la ville est classée ville d'art et d'histoire.
En mai 2016, la préfecture accorde à Bergerac la dénomination de commune touristique pour une période de cinq ans.
La commune de Bergerac a entrepris d'aménager progressivement les berges du Caudeau depuis le parc de Pombonne — qui s'étend sur 55 hectares — jusqu'à sa confluence avec la Dordogne. Commencée en 1995 avec l'aménagement du parc de Pombonne, l'opération foncière consiste à acheter des parcelles aux riverains pour permettre à terme une coulée verte longue de six kilomètres qui se grefferait sur la véloroute 91, projet de 240 kilomètres de long envisagé pour relier Souillac à Libourne, le long de la Dordogne.

### Personnalités liées à la commune
Par année de naissance :
- Cyrano de Bergerac, personnage d'Edmond Rostand, provient de Bergerac dans la célèbre pièce de théâtre homonyme, et est évoqué à des fins touristiques et commerciales par la ville. Le Cyrano historique, qui a inspiré le personnage, n'y a jamais vécu. Auteur d'un voyage dans la lune et dans le soleil intitulé L’Autre Monde, il a inspiré la célèbre pièce d’Edmond Rostand. De son vrai nom Savinien de Cyrano, il ajouta à son patronyme le nom de Bergerac. Il utilisa sans doute ce nom à partir du moment où il entra dans une compagnie du régiment des Gardes françaises, où les Gascons étaient en grand nombre.
- Salh d’Escola, né à Bergerac, troubadour de la fin du XIIe siècle.
- Famille Gontier de Biran dont plusieurs membres ont été maires de Bergerac, subdélégués et sous-préfets de Bergerac.
- Famille de La Chapelle de Béarnès et de Morthon, mentionnée à Bergerac à partir du XVIIe siècle, dont une alliance avec la famille Gontier de Biran[206]. Elle est anoblie en 1703[206].
- Jean-François de La Roque de Mons (1732-1808), homme politique né à Bergerac, député de la noblesse aux États généraux de 1789.
- Pierre Maine de Biran (1766-1824), né à Bergerac, philosophe et homme politique, élu plusieurs fois député de la Dordogne.
- Jean Boudet (1769-1809), inhumé à Bergerac[207], général de division français.
- Jean Zacharie Mesclop (1775-1844), né à Bergerac, officier des armées de la République puis général de l'Empire en 1813[208].
- Jean Beaussoleil (1803-1837), inhumé à Bergerac[207], poète et général de division français.
- Le chanoine Clavel de Saint-Geniez (1808-1857) y enseigna le latin et le grec au petit séminaire[réf. nécessaire].
- Léonce Guilhaud de Lavergne (1809-1880), né à Bergerac, économiste, homme politique et homme de lettres.
- Armand-Prosper Faugère (1810-1887) né à Bergerac et mort à Paris. Littérateur, diplomate, ministre puis sous-directeur au ministère des Affaires étrangères[209]. Fut trois fois lauréat de l'Académie française. Écrivit également des articles d'économie politique dans Le Temps, Le Correspondant, etc.
- Pierre Augustin Monteil (1813-1892), homme politique né et décédé à Bergerac, maire de Bergerac (1863-1870) et député de la Dordogne de 1871 à 1876[113].
- Louis Léger Vauthier (1815-1901), né à Bergerac ? ingénieur des ponts et chaussées, polytechnicien et homme politique français.
- François Chéri-Rousseau (1826-1908), né à Bergerac, photographe.
- Jean Garrigat (1839-1891), homme politique né à Bergerac, député de la Dordogne de 1876 à 1885, sénateur de la Dordogne de 1885 à 1891.
- Jean Sully Mounet dit « Mounet-Sully », (1841-1916), né à Bergerac, acteur.
- Albéric Dupuy (1842-1900), né à Bergerac, peintre français.
- Samuel Pozzi (1846-1918), né à Bergerac, célèbre gynécologue et chirurgien, protestant, le centre hospitalier de la ville porte son nom. Né et inhumé à Bergerac[210].
- Paul Mounet (1847-1922), né Jean-Paul Sully à Bergerac, acteur.
- Paul Magnaud (1848-1926), magistrat et homme politique né à Bergerac.
- Jacques Le Lorrain (1856-1904), cordonnier et écrivain, né à Bergerac.
- Catherine Pozzi (1882-1934), fille de Samuel Pozzi, poétesse et femme de lettres française inhumée au cimetière Beauférier de Bergerac[211].
- Gaston Ouvrard (1890-1981), né à Bergerac, auteur, compositeur et interprète.
- Desha Delteil (1901-1981), décédée à Bergerac, danseuse classique américaine, célèbre pour ses poses acrobatiques.
- Louis de La Bardonnie (1902-1987), résistant français pendant la Seconde Guerre mondiale, compagnon de la Libération. Il est à l'origine ce qui va devenir la Confrérie Notre-Dame (CND). En son honneur, une place de Bergerac porte son nom.
- Jacques Tourneur, pseudonyme de Jacques Thomas (1904-1977), réalisateur franco-américain hollywoodienayant vécu les dix dernières années de sa vie à Pécharmant[réf. nécessaire], avec sa femme Marguerite Virideau, comédienne, et enterré à Bergerac[réf. nécessaire].
- Jean Filliol (ou Filiol, selon la graphie de l'état civil) (12 mai 1909 à Bergerac - avant 1975 en Espagne ?) militant nationaliste français qui a fondé avec Eugène Deloncle en 1935, la Cagoule.
- Marcel Orsini (1911- 1999), inhumé à Bergerac[207], compagnon de la Libération
- Hélène Duc (1917-2014), née à Bergerac, comédienne.
- Jean Bastia (1919-2005), décédé à Bergerac[212], réalisateur et scénariste
- Jean Rey (1920-1943), inhumé à Bergerac[207], compagnon de la Libération.
- Guy Augey (1922-2000), né à Bergerac, joueur et entraîneur de rugby à XV et à XIII.
- Bernard Lesfargues (oc) (1924-2018), né à Bergerac, écrivain et traducteur.
- Jean-Marie Rivière (1926-1996), né à Bergerac, personnalité du music-hall.
- René Coicaud (1927-2000), mort à Bergerac, escrimeur français médaille d'argent aux Jeux olympiques d'été de 1956.
- Gerald David Lascelles (1924-1998), mort à Bergerac, petit-fils du roi George V et cousin de la reine Elizabeth II.
- Bernard Malivoire, (1938-1982), né à Bergerac, rameur français, médaillé d'or aux Jeux olympiques de 1952.
- Marie-Pierre de Gérando (1938-), né à Bergerac, acteur, ancien élève du Conservatoire national d'art dramatique.
- Henri Nallet (1939-2024), né à Bergerac, homme politique français.
- Alain Marot (1948), né à Bergerac. Ancien joueur de rugby à XV, qui a joué avec l'équipe de France.
- Jean Bonnefon (1950), né à Bergerac, auteur-compositeur-interprète de chansons en français et en occitan ou langue d'oc.
- Michel Philippon (1953), philosophe.
- David Ellis (1957) entraîneur de l'US Bergerac.
- Pascal Obispo (1965), né à Bergerac, auteur, compositeur et interprète de chansons.
- Alexandre Delpérier (1967), né à Bergerac, animateur de radio et de télévision.
- Michel Andrieux (1967), né à Bergerac, rameur d'aviron, champion olympique en 2000.
- Pascal Chanteur (1968), coureur cycliste des années 1990-2000.
- Stephen Lesfargues (1970), né à Bergerac, ancien international de baseball, directeur technique national.
- Tom Smith (1971), entraîneur de l'US Bergerac.
- José de la Línea (1972), guitariste de flamenco franco-espagnol.
- Stephane Nicolet (1973), illustrateur jeunesse international.
- Romain Teulet (1978), né à Bergerac, rugbyman jouant au Castres olympique.
- Jawad El Hajri (1979) né à Bergerac, footballeur international marocain.
- Julien Ranouil alias Pakito (1981), né à Bergerac, DJ-producteur.
- Aurélie Vaneck (1982), a grandi à Bergerac, (Ninon dans le feuilleton télévisé Plus belle la vie).
- Samueli Naulu (1982-2013) joueur fidjien de l'US Bergerac.
- Julien Desprès (1983), formé au Sport nautique de Bergerac, champion d'aviron de niveau international.
- Thibaud Vaneck (1985), a grandi à Bergerac, (Nathan dans le feuilleton télévisé Plus belle la vie).
- Yohan Durand (1985), né à Bergerac, athlète vice-champion d'Europe espoirs 2007.
- Stany Delayre (1987), né à Bergerac, champion d'aviron de niveau international, entraîneur du Sport nautique de Bergerac.
- Rémi Granier (1987), né à Bergerac, volleyeur professionnel.
- Camille Grassineau (1990), née à Bergerac, joueuse française de rugby à sept et de rugby à XV.
- Kendji Girac (1996), chanteur et musicien, vivait à Bergerac lorsqu'il a gagné lors de la saison 3 de The Voice, la plus belle voix[213].

### Cinéma
Plusieurs films et séries ont été tournés dans la commune en particulier :
- 1969 : Le Boucher, film de Claude Chabrol[214].
- 1979 : Maigret et le fou de Bergerac, téléfilm d'Yves Allégret[214].
- 1995 : La Rivière Espérance, feuilleton télévisé de Josée Dayan[215].
- 2005 : Le Sang des fraises, téléfilm de Manuel Poirier[214].
- 2008 : Tirez sur le caviste, téléfilm d'Emmanuelle Bercot[214].
- 2010 : Ici-bas, film de Jean-Pierre Denis (église Notre-Dame)[214].
- 2012 : Fleurs et Brume, série télévisée chinoise, épisode réalisé par Ding Yang Guo (aéroport)[214],[216].
- 2012 : Jappeloup, film de Christian Duguay[217].
- 2022 : Stella est amoureuse, film de Sylvie Verheyde, tournage en janvier 2021[218].

### Héraldique
| Blason de Bergerac | Blason  | Parti, au 1er d'azur à trois fleurs de lys d'or mises en pal, au 2d de gueules au dragon d'or volant mis en pal. |
| Blason de Bergerac | Détails | Le statut officiel du blason reste à déterminer. |
| Blason de Bergerac | Alias   | Parti d'azur semé de fleurs de lys d'or et de gueules à un dragon volant d'or lampassé de gueules posé en pal. azur semé de fleurs de lys d'or ("de France ancien") a été remplacé peut-être abusivement en 1995 par azur à trois fleurs de lys d'or en pal("qui n'est pas de france moderne") |

## Galerie

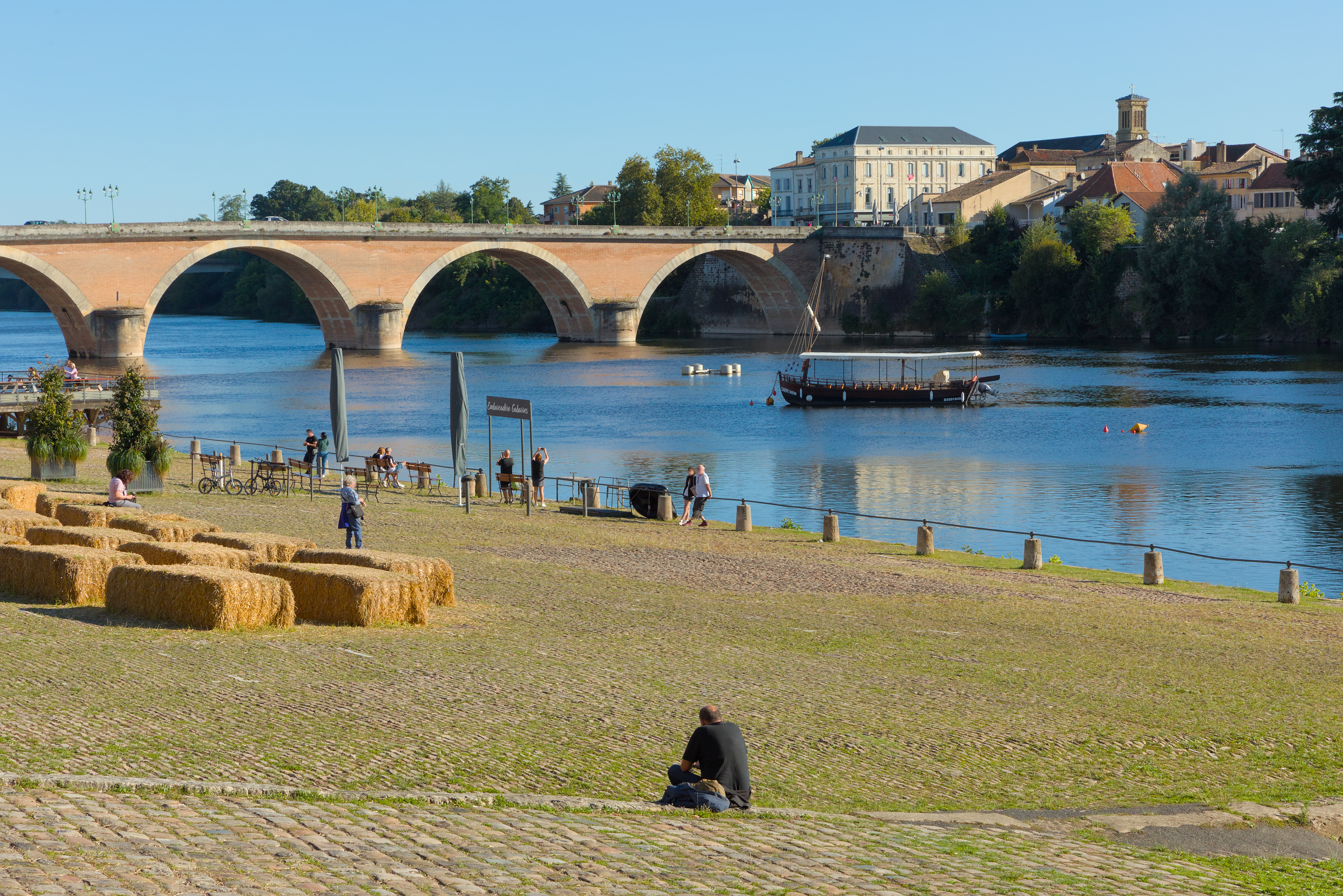
Le quai Salvette et le Vieux Pont.
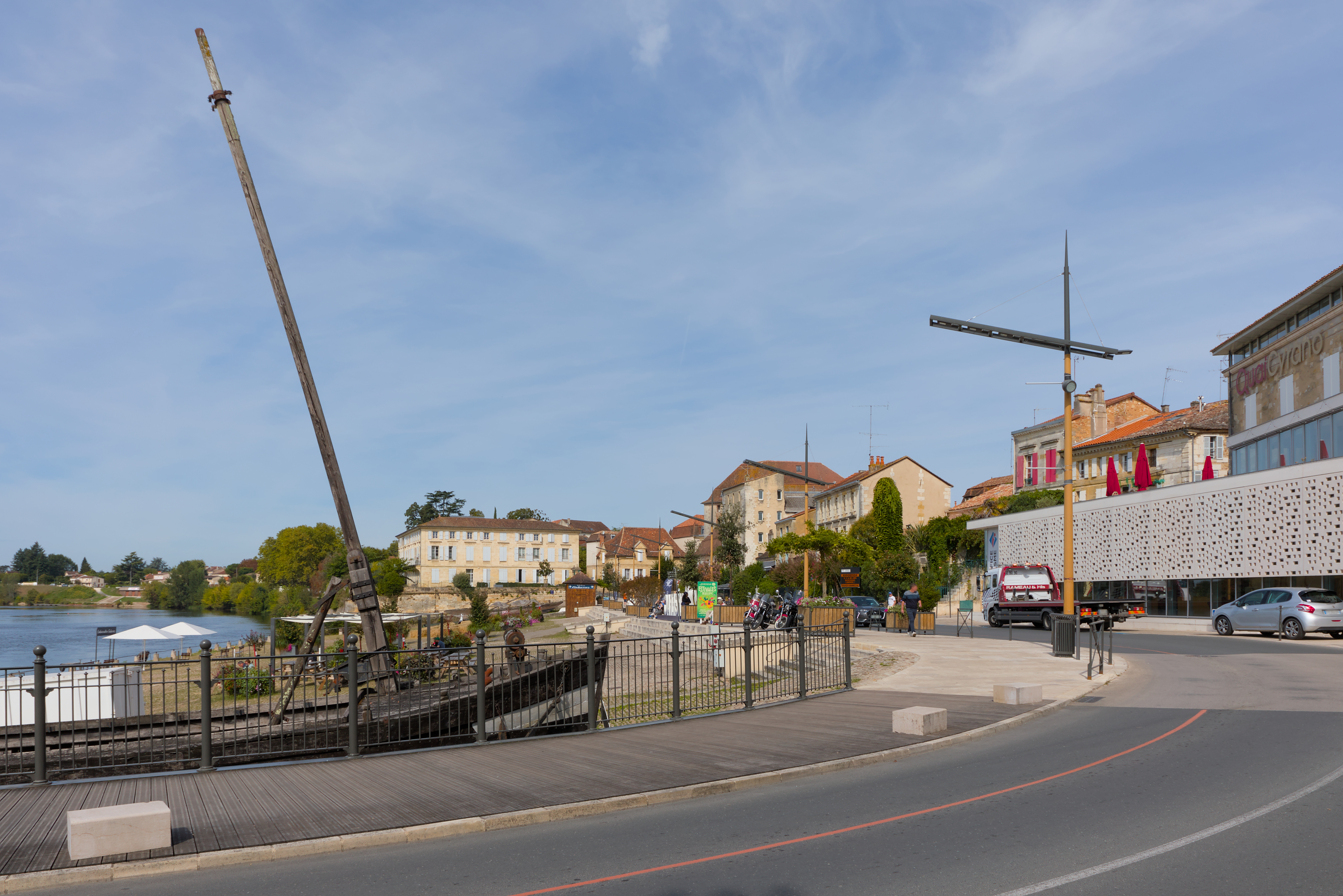
Le quai Salvette.
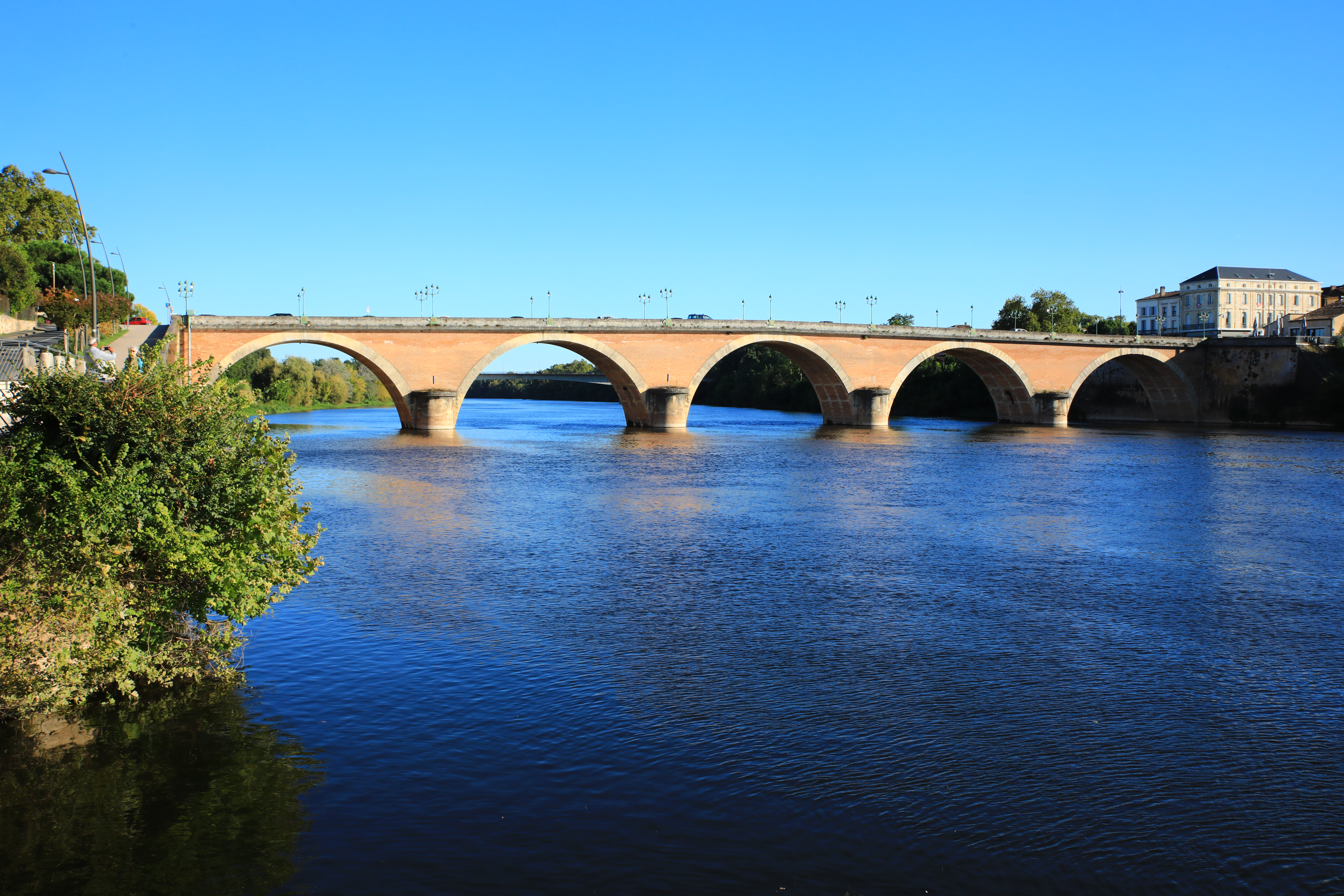
Le Vieux Pont.
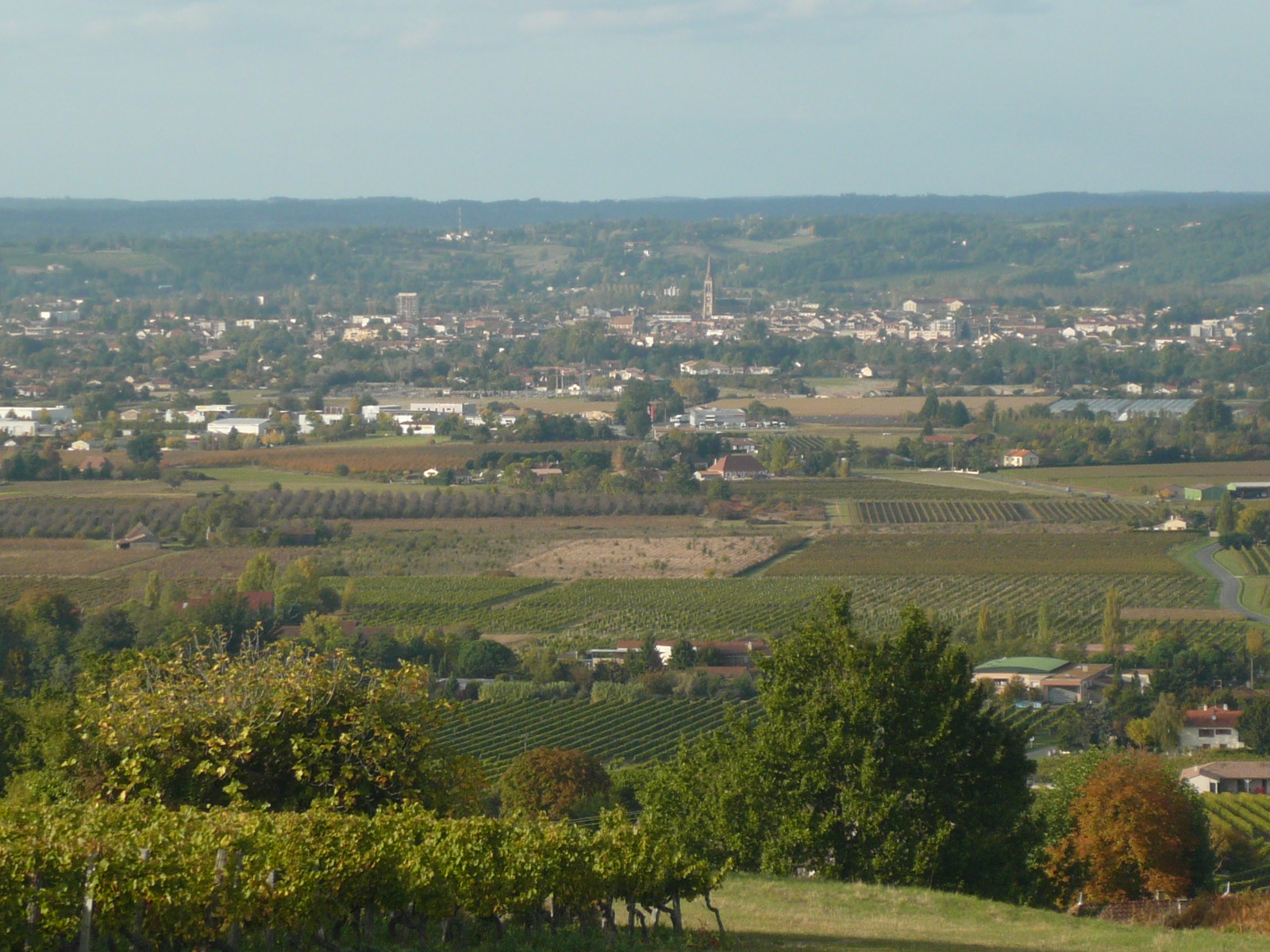
Vue sur Bergerac depuis le château de Monbazillac.
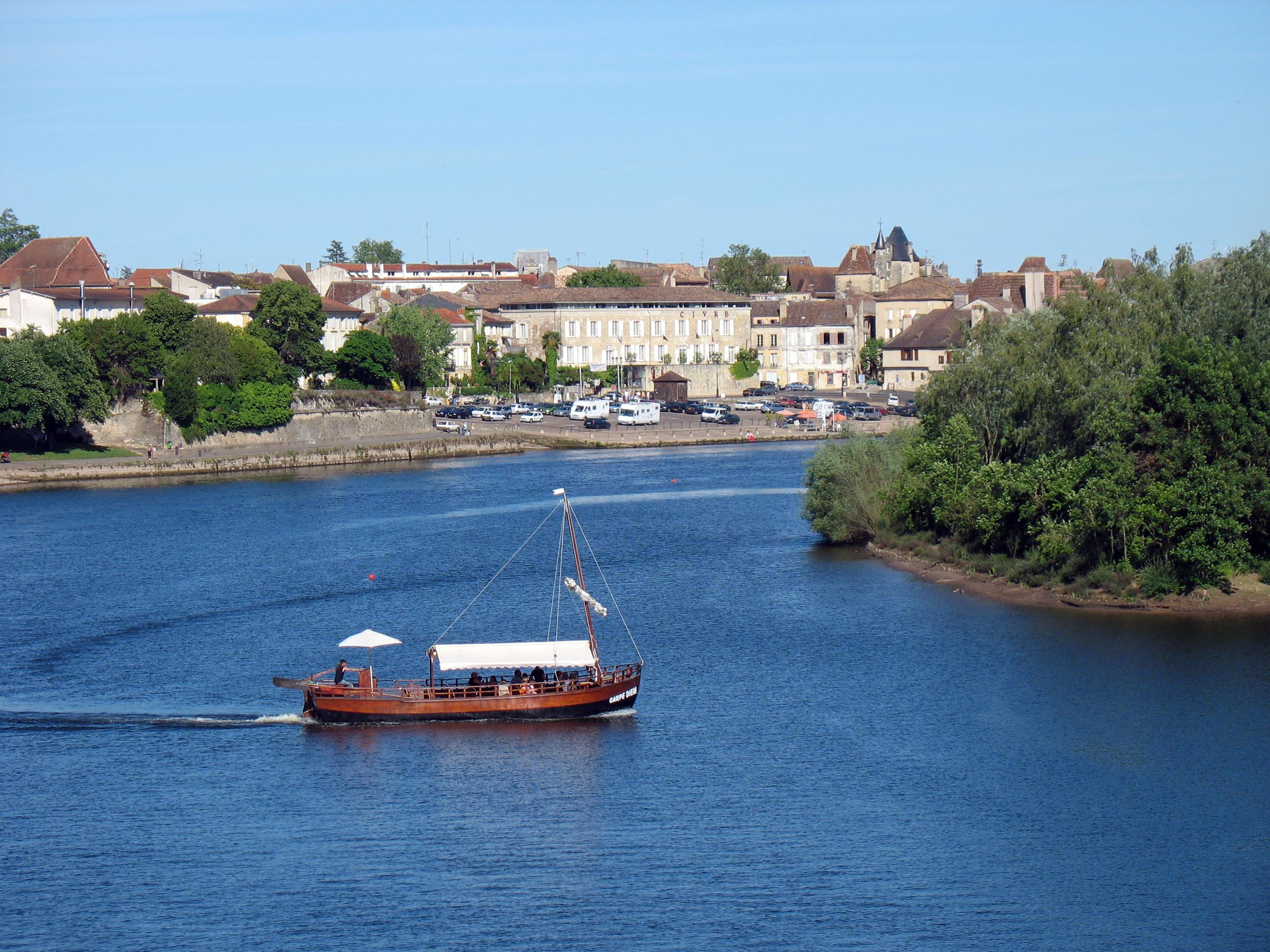
Une gabare touristique sur la Dordogne.
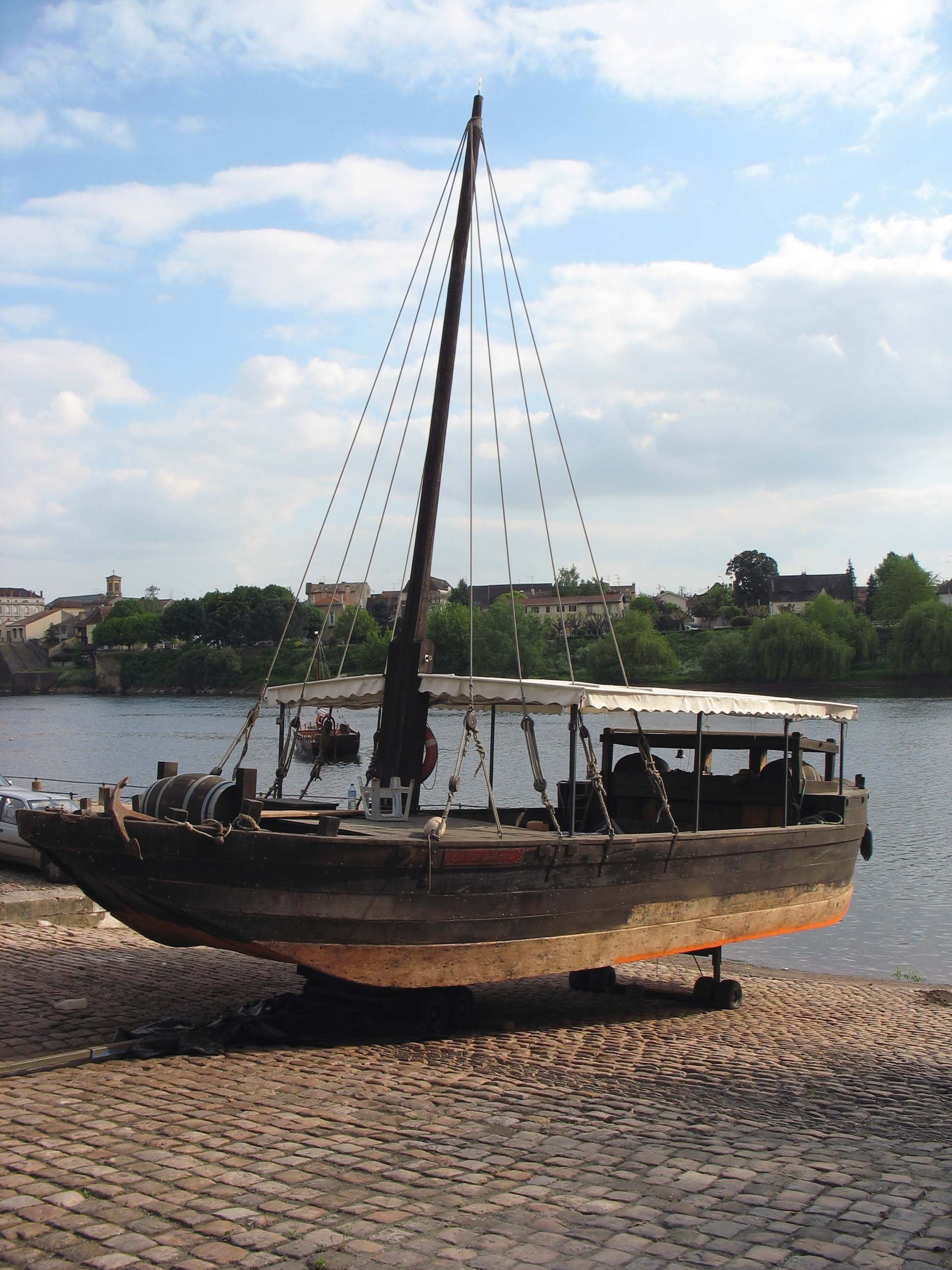
Une gabare en réparation sur le quai Salvette.
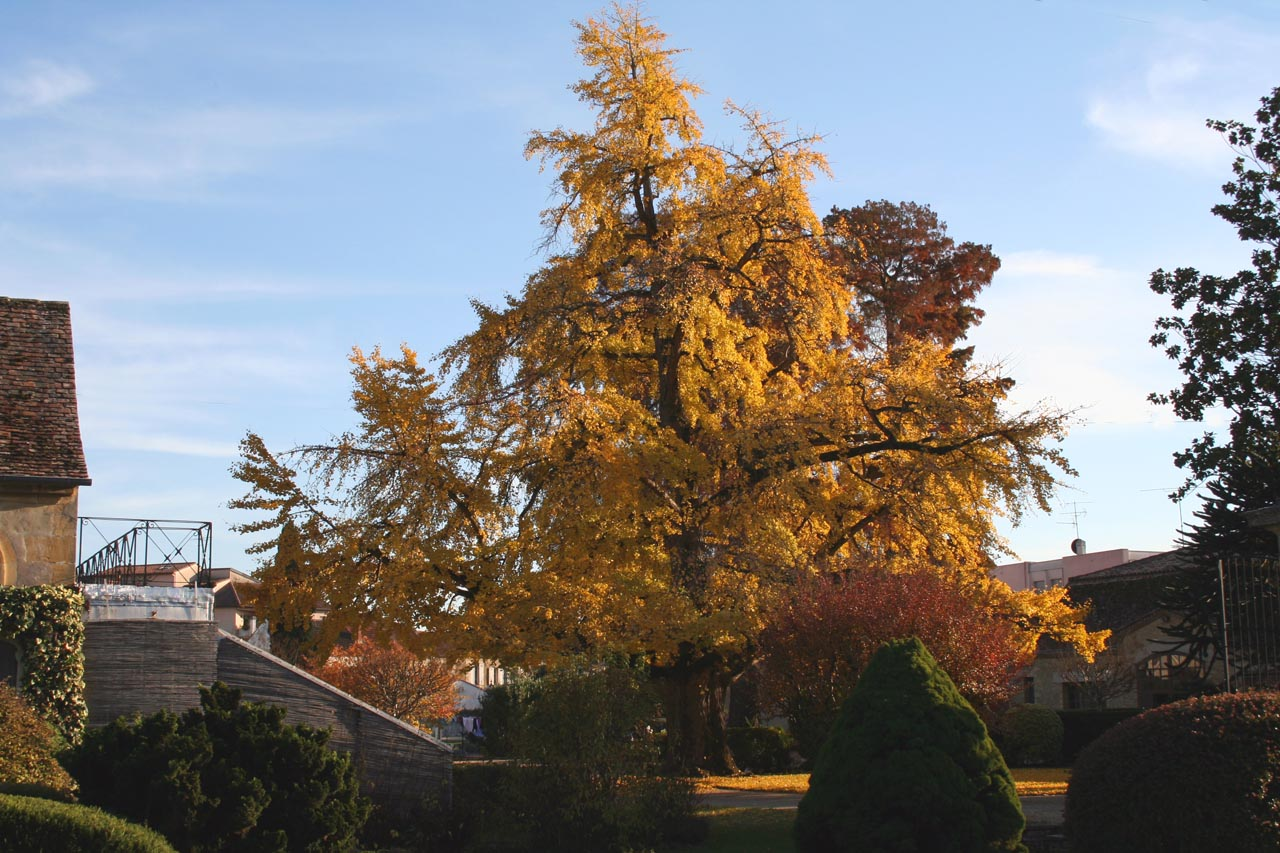
Ginkgo biloba en automne (jardins Desmartis).

## Pour approfondir